# کرج
کرج () کلان شهری واقع در کشور ایران و مرکز استان البرز است. کرج ششمین شهر وسیع کشور ایران پس از تهران، مشهد، تبریز، شیراز و اصفهان و چهارمین شهر پرجمعیت ایران پس از تهران، مشهد و اصفهان و بیست و دومین کلان شهر خاورمیانه است و بر پایهٔ آمار سال ۲۰۲۵ ، جمعیت شهری نزدیک به ۱,۹۷۶,۸۴۸ تن و جمعیت کلان شهری نزدیک به ۳,۰۰۰,۰۰۰ تن دارد. کرج پس از تهران با ۲۲ منطقه شهرداری، اصفهان با ۱۵ منطقه شهرداری، مشهد با ۱۳ منطقه شهرداری، هم رتبه با شیراز دارای ۱۱ منطقه شهرداری است.این شهر که در نزدیکی تهران جای دارد، به عنوان یک کانون صنعتی و ترابری در ایران (کریدوری) شناخته می‌شود و از نزدیکی به پایتخت و جایگاه استراتژیک خود در مسیرهای منتهی به دریای مازندران و همچنین کریدور شرق به غرب کشور بهره‌مند است. این شهر در گذشته و به واسطه باغ‌های فراوان به باغ شهر معروف بوده. تاریخ کرج به دوران برنز برمی‌گردد و یافته‌هایی از سکونت‌های نخستین در تپه خورین وجود دارد. این شهر در دوران صفوی، قاجار و پهلوی شکوفا گردید و این دوره‌ها در نمونه‌ای، سازه‌های تاریخی چون کاخ سلیمانیه و کاروانسرای شاه عباسی کرج و کاخ مروارید بزرگترین و گرانترین کاخ خاورمیانه را 
واقع در محله اعیان نشین چهارباندی مهرشهر به یادگار گذاشتند.
کرج  به‌دلیل آب و هوای ویژهٔ خود که شرایط نیمه‌خشک سردی دارد و دسترسی به منابع طبیعی مانند رودخانه‌ها و دشت‌های سرسبز شناخته شده است. این شهر به "ایران کوچک" آوازه دارد که  به‌دلیل جمعیت گوناگون خود است که شامل فارسی‌زبان‌ها، آذری‌ها، کردها، گیلک‌ها و لرها می‌باشد.
از دید اقتصادی و بازرگانی، کرج صنایعی مانند شیمیایی، کودها و کشاورزی فرآوری‌شده دارد. کرج دارای سیستم مترو، بزرگراه‌ها و فرودگاه بین‌المللی پیام و نهادهای آموزشی مانند دانشکدگان کشاورزی و منابع طبیعی دانشگاه تهران و دانشگاه خوارزمی، دانشگاه علوم پزشکی البرز، دانشگاه آزاد اسلامی واحد کرج و دانشگاه پیام نور است.
کرج به عنوان یک کانون فرهنگی و گردشگری، دارای پارک‌ها، باغ‌ها و زیرساخت ورزشی مانند ورزشگاه انقلاباست.
کرج دارای جاذبه های گردشگری بسیار زیادی از جمله پیست اسکی دیزین، پیست اسکی خور و جاده چالوس و آتشگاه است. 
شخصیت‌های برجسته‌ای از کرج شامل دانشمندان، ورزشکاران و فعالان سیاسی وجود دارند.
از زیر ساخت های کرج میتوان به سامانه مترو کرج،  بی آر تی کرج، مراکز خرید بزرگ و مجهز، بیمارستان های بزرگ و مجهز اشاره نمود.
کرج جز شش شهر مدرن ایران از نظر زیر ساخت شهری است.

## واژه‌شناسی
برای نام کرج تعابیر مختلفی ارائه شده است، که البته این تعابیر مختلف معانی به نسبت مشابهی ارائه می‌دهند.
فرهنگ نفیسی کرج (karaj) را به معنی گوی، گریبان، چاک و شکاف جامه معنا کرده است. همچنین محمدحسین بن خلف تبریزی در کتاب برهان قاطع دربارهٔ نام کرج چنین گفته است: بفتح اول وسکون ثانی وجیم گوی گریبان را گویند. که این تعبیر نیز همان معنی را می‌دهد.
فریدون جنیدی از صاحب نظران زبان و فرهنگ ایران در مقاله‌ای به نام «گزارشی پیرامون معنی واژه کرمان» بخش نخست این واژه یعنی «کر» را در نام مناطق فلات ایران نظیر کرمان، کرکوک، کرمانشاه، کرند، کولیج (پیرانشهر)، کرج و … را هم خانواده می‌داند و آنها را از واژه اوستایی کئری (kaeri) برگرفته می‌داند که به معنای رشته‌کوه است.
جنیدی با توجه به موقعیت جغرافیایی کوهستانی کرج، این تعبیر از نام این شهر را منطقی‌ترین معنای نام کرج خوانده است که ریشه‌ای ایرانی و اوستایی دارد.
در کتاب از صید ماهی تا پادشاهی در مورد تاریخچه کرج آمده که از کلمه کرجی به معنی قایق گرفته شده است چون برای ورود به تفرج گاه کرج باید از رودخانه کرج با کرجی عبور می‌کردند.

## پیشینه

### دوران باستان
آثار باقی‌مانده در عهد باستان و دوران حکومت هخامنشیان، اشکانیان و ساسانیان در منطقهٔ کرج گواه است که این ناحیه در روزگاران گذشته از تمدن پیشرفته‌ای برخوردار بوده است.

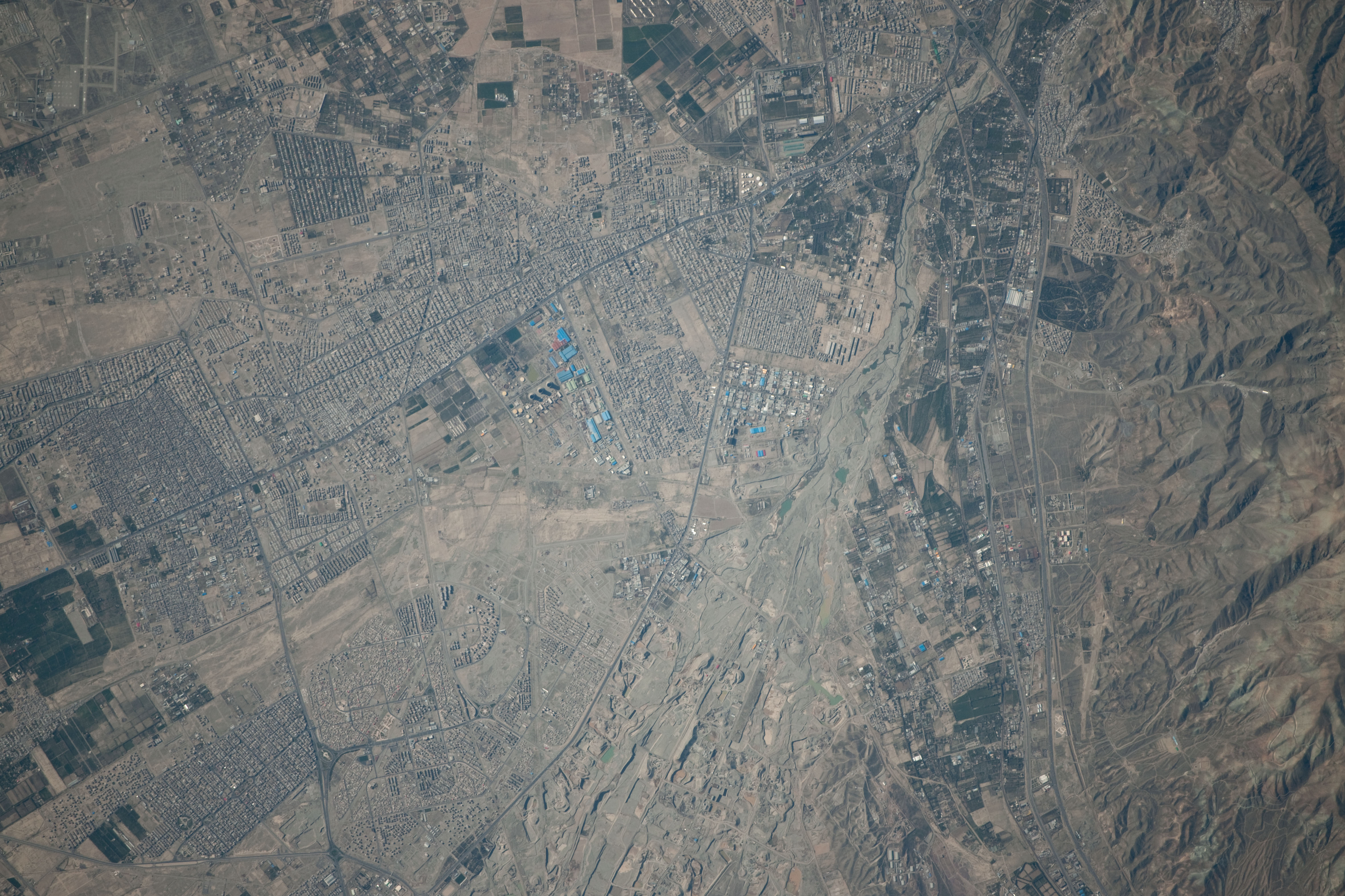
تصویر هوایی از مناطق جنوبی شهر کرج در سال ۲۰۱۰ توسط فضانوردان مأموریت ای‌اس‌اس-۲۳

کرج، مدتی جزء مازندران و زمانی بخشی از ری بوده است و گاهی از روستاهای رودبار ارنگه محسوب می‌شده است. تا پیش از حملهٔ مغول رفت‌وآمد کاروان‌ها بیشتر از راهی بوده که از طریق سگز آباد و شهریار (تهران) به ری می‌رفته است. پس از این دوره راه قزوین–کرج–ری اهمیت بیشتری یافت ولی اهمیت کرج در دورهٔ صفوی  به‌دلیل قرار گرفتن بر سر راه تهران-قزوین-تبریز بیشتر شده و کاروانسراها، پل‌ها و قلعه‌ها ایجاد شده در حاشیهٔ این جاده به آن هویت بخشیده است.
مقدسی در سدهٔ چهارم هجری قمری از کرج به عنوان یکی از روستاهای ری نام برده است. در آغاز سدهٔ هفتم هـ. ق یاقوت حموی نیز کرج را تابع ری دانسته است.

حمدالله مستوفی، در سدهٔ هشتم هـ. ق در کتاب مشهور خود (نزهة القلوب) کن و کرج را از ولایات تابع رودبار ارنگه برشمرده و در ذکر رودخانه‌های عراق عجم از کوهرود نام می‌برد که ویژگی‌های آن به‌طور دقیق قابل تطبیق بر روی رودخانه کرج است.
در سده‌های میانهٔ اسلام و پس از آن به ویژه در عهد آخرین پادشاهان صفوی که تهران مقر حکومتی دربار می‌شود، مسیر تهران–کرج–قزوین مورد توجه قرار می‌گیرد و به احتمال فراوان کاروانسرای صفوی کرج قابل انتساب به همین دوره است.

### دوران قاجار
دورهٔ قاجار به ویژه دورهٔ فتحعلی شاه و ناصرالدین شاه کرج به علت هم‌جواری با پایتخت و قرار گرفتن بر سر راه ارتباطی سلطانیه و تبریز مورد توجهٔ سلیمان میرزا قرار گرفت و کاخ سلیمانیه را در آنجا ساخت. در همین دوران سپاهی‌ها زیادی از منطقه عبور کرده و یادداشت‌هایی از خود بر جای گذاشته‌اند. در این دورهٔ کرج به عنوان قسمتی از راه اصلی تهران-قزوین شناخته می‌شد. در بیشتر سفرنامه‌ها ایرانی و غربی به گستردگی از این مکان یاد نشده است.

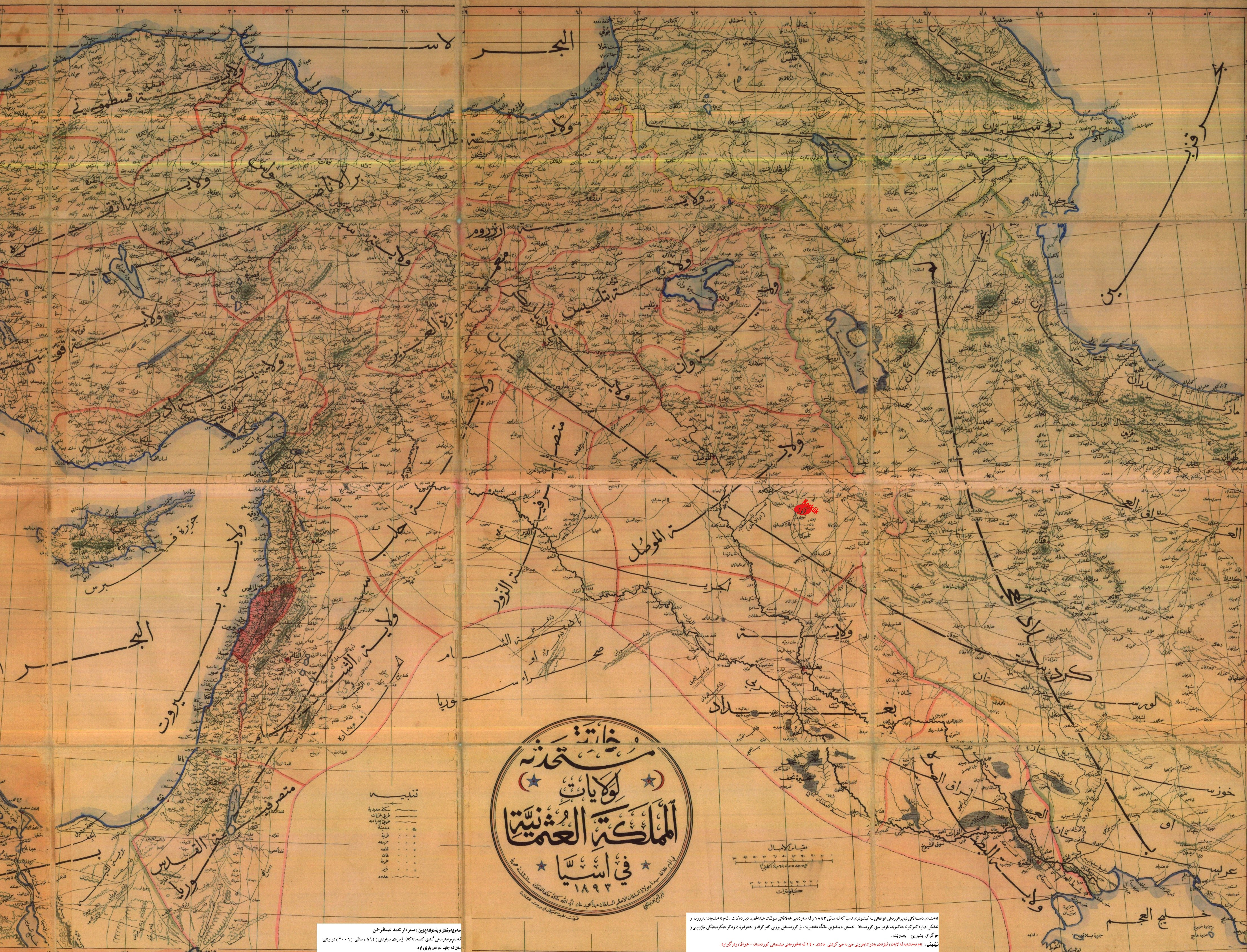
نقشه چاپی به سال ۱۸۹۳ میلادی که کرج را سلیمانیه درج کرده است.

### دوران پهلوی

نقشه کرج در دهه ۳۰ در کتاب فرهنگ جغرافیایی ایران

در کتاب فرهنگ جغرافیایی ایران که در دهه ۱۳۲۰ خورشیدی توسط حسینعلی رزم آرا تألیف شده است، دربارهٔ کرج این‌گونه نوشته است که این نشان دهنده وضعیت کرج در آن روزگار است:کرج شهری کوچک بر سر راه شوسه تهران به قزوین است که در ۳۹ کیلومتری باختر تهران و ۱۰۱ کیلومتری خاور قزوین واقع است؛ در دامنه رودخانه کرج با آب و هوایی سردسیر و معتدل است. حدود ۵۰٬۰۰۰ نفر سکنه دارد که شیعه مذهب و فارسی‌زبان هستند. آب شهر از رودخانه کرج تأمین می‌شود. کرج در گذشته دهی بیش نبوده، پس از احداث راه و شوسه و موسسات کشاورزی آباد شده. از فلکه آن چهار خیابان در چهار جهت اصلی احداث گردیده، بناهای جدید و مغازه‌های نوساز در طرفین خیابانها بنا شده و روز به روز به‌آبادی آن افزوده می‌گردد. دانشکده کشاورزی و کارخانه قند در جنوب باختر آن واقع شده است. ادارات دولتی کرج عبارتند از بخشداری، شهرداری، کلانتری، دارائی، آمار، شعبات بانک ملی و کشاورزی، دامپروری، بهداری، فرهنگ، مراکز پست و تلگراف و تلفن، دسته ژاندارمری، دامپزشکی، ۳ دبستان و ۱ دبیرستان. کارخانه‌های کرج عبارتند از، کارخانه قند، سیم سازی، مقواسازی و مشروب سازی. کرج از طرف خاور از راه شوسه آسفالته به تهران - از شمال از راه شوسه درجه ۱ در طول دره کرج چالوس - از طرف باختر از راه شوسه آسفالته به قزوین و از طرف جنوب به راه نیمه شوسه به سمت اشتهارد و زرند منشعب می‌گردد. راه‌آهن تهران آذربایجان از جنوب کرج گذشته و ایستگاه راه‌آهن معتبر آن در جنوب شهر واقع است. پمپ بنزین و ۲۰۰ باب مغازه مختلفه دارد. در تمام ساعات روز اتوبوس خط تهران به کرج رفت و آمد می‌نماید. آثار قدیم آن کاروانسرای شاه‌عباسی و بنای امامزاده حسن می‌باشد.
در سال ۱۳۱۲ هـ. خ با احداث جادهٔ آسفالت تهران-کرج به سواحل دریا خزر (چالوس) و همچنین احداث جاده‌ها غرب کشور (قزوین-همدان-زنجان-تبریز-و…)، کرج به گلوگاه مهم ارتباطی تبدیل گردید. در دورهٔ پهلوی احداث کارخانه‌ها و تأسیسات صنعتی فراوان حد فاصل تهران-کرج-قزوین و اطراف آن باعث شکوفایی و گسترش روزافزون شهر گردید.

### دوران پس از انقلاب اسلامی
پس از انقلاب اسلامی ایران، بر سرعت گسترش این کلان‌شهر هر روزه افزوده می‌گردید تا امروزه که چهرهٔ یک شهر به نام و مشهور با کلیهٔ پیشرفت‌های صنعتی، آموزشی، علمی، بهداشتی، تفریحی و … را به خود گرفته، به حدی که چهرهٔ چند دههٔ گذشتهٔ آن با چهرهٔ کرج امروز غیرقابل مقایسه می‌باشد.

### مراحل گسترش تاریخی

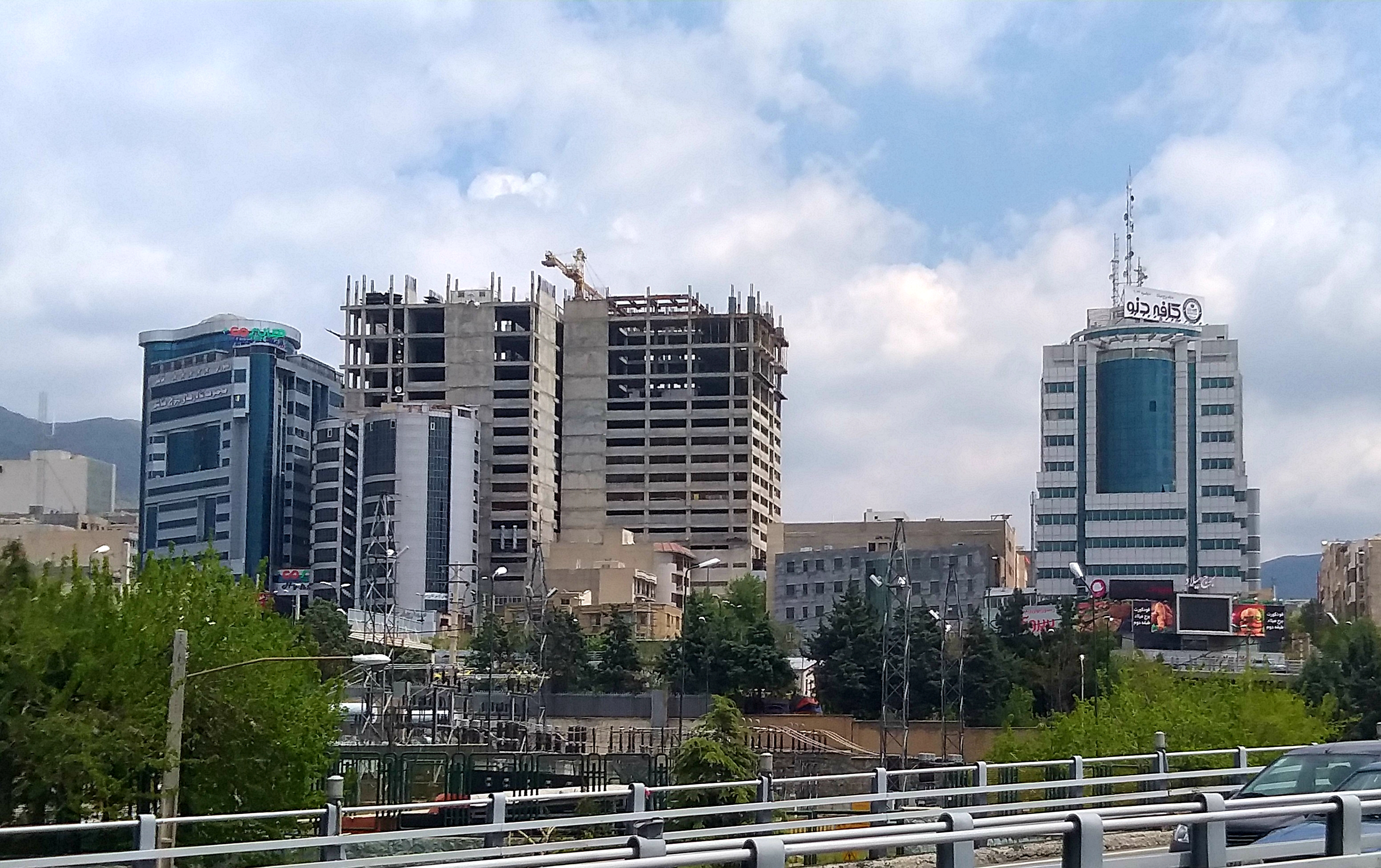
نمایی از برج‌های آزادگان

کرج، در محدودهٔ خیابان‌های کشاورز و مصباح، روستایی تابع بخش ساوجبلاغ از توابع حوزهٔ ۱۹ تهران بود و در این دوره مراکز اداری و تجاری آن گاهی تهران، (ارنگه بزرگ)، بوده است.
سپس شهر کرج تابع شهرستان تهران شد و نمایندگی‌های ادارات مرکزی به رتق و فتق امور آن می‌پرداختند. این شهرستان با جهشی سریع از دورهٔ روستایی و شهری گذشت و منطقهٔ بسیار وسیعی را دربر گرفت. اشتهارد، شهریار، طالقان، ساوجبلاغ، کوهپایه و بخش حومهٔ تابع استان تهران، همه قلمرو کرج به حساب می‌آمد.
پس از انقلاب اسلامی، با گسترش سریع و افزایش جمعیت و پیدایش قطب‌های جاذبه‌ای، کرج به چندین شهرستان و منطقه تقسیم شد؛ که اینک هر کدام از بخش‌های پیشین به یک شهرستان و بسیاری از روستاهای اقماری آن خود به شهر و شهرک‌هایی تبدیل شده‌اند.

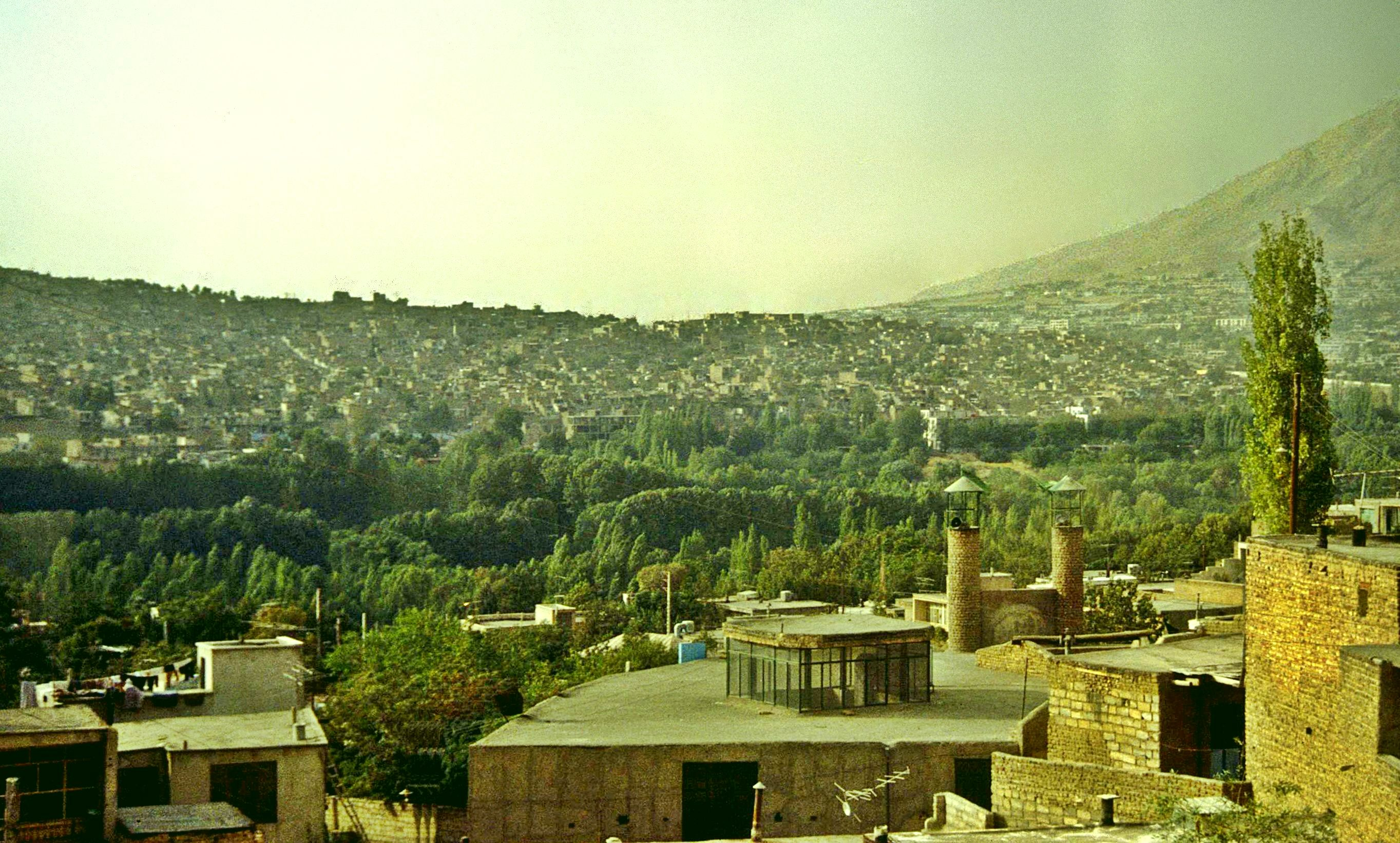
مناطق حاشیه رودخانه کرج در سال ۱۳۷۰

محدوده‌ای که امروز کرج بزرگ (شهر کرج) نامیده می‌شود، در گذشته شامل روستاهایی تابع حوزهٔ کن، شهرستان شمیران، ساوجبلاغ و شهریار و ارنگه بزرگ بوده است؛ و کلاک، سرجوب، حصار، وسیه، باغ پیر، بیلقان، حسین‌آباد بیلقان، علی‌آباد پرگیرک، زورآباد، بیدستان، دشت ویان، جوادآباد، نهر رستم، درهٔ دروا، حسن‌آباد، حاجی‌آباد، صوفی‌آباد، وهرجرد (ورگرد)، دلمبر، حیدرآباد، میان‌جاده، شنبه‌دژ، نوزمین، سیاه کلان، کسین، کارخانهٔ قند، گلشهر، مهرویلا، مهرشهر، حسین‌آباد، پیشاهنگی، گلدشت، جو مردآباد، سرحد آباد، آسیاب برجی، سرآسیاب، ده کرج، حسین‌آباد راه‌آهن، شهر صنعتی، اطراف امامزاده طاهر و امامزاده حسن، باغ فلاحت و مناطق دیگری که در سال‌های اخیر در محدودهٔ شهر کرج قرار گرفته، را در بر می‌گرفته است.
در سال ۱۳۸۹ خورشیدی پس از تصویب مجلس شورای اسلامی، شهر کرج به همراه ۳ شهرستان دیگر در قالب استان البرز جای گرفت.

## جغرافیا

### موقعیت

موقعیت شهرستان کرج در استان البرز (محدوده آبی رنگ) و شهر کرج (نقطه سیاه رنگ)

کرج در ۳۶ کیلومتری غرب تهران، در کرانهٔ غربی رود کرج و در دامنهٔ جنوبی رشته کوه البرز گسترده شده است. این شهرستان از شمال به شهرستان چالوس، از شرق به شهرستان تهران، از جنوب به شهرستان شهریار و از غرب به شهرستان ساوجبلاغ و شهرستان اشتهارد محدود است.
شهر کرج با طول جغرافیایی ۵۱ درجه و ۰ دقیقه و ۳۰ ثانیهٔ خاوری و عرض جغرافیایی ۳۵ درجه و ۴۸ دقیقه و ۴۵ ثانیهٔ شمالی (پل تاریخی کرج، ورودی جادهٔ کرج-چالوس)، با ارتفاع ۱٬۲۹۷ متر از سطح دریا (ایستگاه راه‌آهن)، در فاصلهٔ ۳۶ کیلومتری شمال غربی تهران واقع شده است. این شهر با مساحتی معادل ۱۷۵٫۴ کیلومتر مربع و حریمی به وسعت ۱۷۸٫۹ کیلومتر مربع در دامنهٔ رشته‌کوه البرز مرکزی قرار دارد و مرکز شهرستان کرج می‌باشد.
جلگهٔ پهناور کرج با ارتفاع متوسط ۱٬۳۲۰ متر از سطح دریا در مسیر راه ارتباطی وسائل نقلیهٔ حامل کالاها وارداتی و صادراتی از مرز ترکیه و جمهوری آذربایجان و به مقصد تهران و بالعکس است.
رشته‌کوه‌های البرز همچون دیواری بلند استان مازندران را از کرج جدا کرده است. دهستان کرج در میان دره‌های پرپیچ و خم البرز و در اطراف جاده چالوس قرار دارند. از تونل کندوان تا روستا مراد تپه در غرب اشتهارد، حوزهٔ فرمانداری کرج را تشکیل می‌دهد.
حوزهٔ فرمانداری کرج در سال ۱۳۳۷ برای جمعیتی در حدود ۳۵ هزار نفر و با وسعتی در حدود ۵٬۸۳۰ کیلومتر مربع بنیاد شد. با گذشت زمان و افزایش جمعیت، شهرستان‌های طالقان، ساوجبلاغ، نظرآباد، اشتهارد و فردیس از شهرستان کرج جدا و هر کدام تبدیل به یک شهرستان مستقل شدند. شهر کرج امروزه به عنوان مرکز شهرستان کرج به حساب می‌آید.

### آب و هوا
در مقیاس کلی منطقهٔ کرج همانند سایر بخش‌های استان البرز در فصول سرد سال متأثر از سیستم‌های شمالی و شمال غربی و غربی به ویژه جنوب غربی بوده و ریزش‌های جوی آن که از ماه‌های آبان و آذر آغاز و تا اواسط اردیبهشت ماه ادامه دارد، تابعی از فعالیت‌های سیستم‌های فوق می‌باشد.
از نظر ویژگی‌های خرد اقلیمی، منطقهٔ کرج از پاره‌ای جهات دارای مختصات شاخصی است که به آن‌ها اشاره می‌شود:
منطقهٔ کرج به لحاظ اقلیمی تحت تأثیر ارتفاعات البرز و درهٔ چالوس و رودخانهٔ کرج قرار دارد که موجب خنک و مرطوب‌تر شدن این منطقه نسبت به تهران می‌گردد و این تمایز تقریباً در تمام طول سال مشاهده می‌گردد. علت اختلاف دمای کرج نسبت به تهران به خصوص در شب‌ها به سبب نزدیکی کرج به ارتفاعات شمالی و سرد شدن شبانهٔ این دامنه‌ها و وزش باد کوه به دشت می‌باشد. دور بودن کرج از دشت کویر نیز موجب برودت و رطوبت بیشتر این منطقه نسبت به تهران در فصول مختلف سال، به ویژه در تابستان می‌گردد. در مورد بارندگی‌های تابستانهٔ کرج می‌توان این‌گونه بیان داشت که گاهی اوقات برخورد دو تودهٔ هوای گرم جنوبی و نسبتاً سرد و مرطوب شمالی که در سطوح فوقانی ناحیهٔ البرز صورت می‌گیرد، موجب می‌گردد که ابرهای جوششی بسیار فعال در منطقه پدید آمده و ریزش‌های رگباری شدیدی را به‌وجود آورد که غالباً همراه با سیل است.
برخی از مشخصه‌های اقلیمی ایستگاه تحقیقات هواشناسی کشاورزی کرج در دورهٔ آماری ۱۳۵۰ تا ۱۳۸۰ به شرح ذیل می‌باشد:
میانگین بارندگی سالیانهٔ کرج حدود ۲۵۱ میلی‌متر با ضریب تغییرات ۲۴٫۱ درصد و حداقل ۸۹٫۳ میلی‌متر و حداکثر ۳۷۴٫۴ میلی‌متر می‌باشد. فصل زمستان با ۴۲٫۳ درصد و فصل تابستان با ۱٫۵ درصد بیشترین و کمترین سهم را در بارش سالیانه بر عهده دارند.
حداقل و حداکثر مطلق دما به ترتیب ۲۰- و ۴۲ درجه و میانگین سالیانه نیز ۱۴٫۱ درجهٔ سانتی‌گراد می‌باشد. ماه تیر با میانگین ۲۶٫۰ درجهٔ سانتی‌گراد و دی با ۱٫۲ درجهٔ سانتی‌گراد به ترتیب گرم‌ترین و سردترین ماه سال محسوب می‌شوند. میانگین تعداد روزهای یخبندان با آستانه‌های صفر، ۵- و ۱۰- به ترتیب ۷۶٫۲۴ و ۷ روز می‌باشد. میانگین سالیانهٔ رطوبت نسبی ۵۲ درصد و میانگین حداکثر و حداقل آن به ترتیب ۷۲ و ۳۸ درصد می‌باشد. جمع تبخیر سالیانه از تشت کلاس A بالغ بر ۲٬۱۸۴ میلی‌متر می‌باشد. دی با متوسط ۲۶ میلی‌متر و تیر با ۳۷۵ میلی‌متر به ترتیب کمترین و بیشترین مقدار تبخیر را دارا هستند. مجموع سالیانهٔ تبخیر-تعرق پتانسیل کیاه مرجع به روش پنمن مانتیث ۱٬۳۰۷ میلی‌متر محاسبه گردیده است. میانگین ساعات آفتابی سالیانه در طی دورهٔ آماری برابر با ۲٬۸۹۹ ساعت به ثبت رسیده است.
باد غالب در کرج که بر مبنای سه نوبت دیدبانی (صبح، ظهر و عصر) محاسبه گردیده است، در جهت شمال غربی بوده و متوسط آن ۳٫۴ متر بر ثانیه می‌باشد. بیشترین سرعت باد در کرج ۲۴٫۵ متر بر ثانیه از سمت غرب و میانگین سرعت باد ۲٫۲ متر بر ثانیه به ثبت رسیده است.
امروزه هوای کرج  به‌دلیل گسترش شهر و تردد زیاد وسائل نقلیه و وجود کارخانه‌ها و شهرک‌های صنعتی رو به آلودگی است به‌طوری‌که در فصل‌های پاییز و زمستان وارونگی هوا کاملاً قابل لمس بوده است.
| داده‌های اقلیم کرج (۱۹۸۵–۲۰۱۰) | داده‌های اقلیم کرج (۱۹۸۵–۲۰۱۰) | داده‌های اقلیم کرج (۱۹۸۵–۲۰۱۰) | داده‌های اقلیم کرج (۱۹۸۵–۲۰۱۰) | داده‌های اقلیم کرج (۱۹۸۵–۲۰۱۰) | داده‌های اقلیم کرج (۱۹۸۵–۲۰۱۰) | داده‌های اقلیم کرج (۱۹۸۵–۲۰۱۰) | داده‌های اقلیم کرج (۱۹۸۵–۲۰۱۰) | داده‌های اقلیم کرج (۱۹۸۵–۲۰۱۰) | داده‌های اقلیم کرج (۱۹۸۵–۲۰۱۰) | داده‌های اقلیم کرج (۱۹۸۵–۲۰۱۰) | داده‌های اقلیم کرج (۱۹۸۵–۲۰۱۰) | داده‌های اقلیم کرج (۱۹۸۵–۲۰۱۰) | داده‌های اقلیم کرج (۱۹۸۵–۲۰۱۰) |
| ماه | ژانویه                        | فوریه                         | مارس                          | آوریل                         | مه                            | ژوئن                          | ژوئیه                         | اوت                           | سپتامبر                       | اکتبر                         | نوامبر                        | دسامبر                        | سال                           |
| --- | ----------------------------- | ----------------------------- | ----------------------------- | ----------------------------- | ----------------------------- | ----------------------------- | ----------------------------- | ----------------------------- | ----------------------------- | ----------------------------- | ----------------------------- | ----------------------------- | ----------------------------- |
| سابقهٔ بیش‌ترین °C (°F) | ۱۸٫۲ (۶۵)                     | ۱۹٫۸ (۶۸)                     | ۲۷٫۴ (۸۱)                     | ۳۳٫۰ (۹۱)                     | ۳۴٫۶ (۹۴)                     | ۳۹٫۲ (۱۰۳)                    | ۴۲٫۰ (۱۰۸)                    | ۴۰٫۲ (۱۰۴)                    | ۳۷٫۲ (۹۹)                     | ۳۱٫۸ (۸۹)                     | ۲۵٫۰ (۷۷)                     | ۲۰٫۰ (۶۸)                     | ۴۲٫۰ (۱۰۸)                    |
| میانگین بیش‌ترین °C (°F) | ۶٫۱ (۴۳)                      | ۹٫۰ (۴۸)                      | ۱۴٫۲ (۵۸)                     | ۲۰٫۷ (۶۹)                     | ۲۶٫۲ (۷۹)                     | ۳۲٫۶ (۹۱)                     | ۳۵٫۲ (۹۵)                     | ۳۴٫۵ (۹۴)                     | ۳۰٫۴ (۸۷)                     | ۲۳٫۵ (۷۴)                     | ۱۵٫۱ (۵۹)                     | ۸٫۹ (۴۸)                      | ۲۱٫۴ (۷۱)                     |
| میانگین روزانه °C (°F) | ۱٫۸ (۳۵)                      | ۴٫۱ (۳۹)                      | ۸٫۷ (۴۸)                      | ۱۴٫۵ (۵۸)                     | ۱۹٫۲ (۶۷)                     | ۲۴٫۶ (۷۶)                     | ۲۷٫۱ (۸۱)                     | ۲۶٫۸ (۸۰)                     | ۲۲٫۹ (۷۳)                     | ۱۷٫۱ (۶۳)                     | ۹٫۹ (۵۰)                      | ۴٫۶ (۴۰)                      | ۱۵٫۱ (۵۹)                     |
| میانگین کم‌ترین °C (°F) | −۲٫۵ (۲۸)                     | −۰٫۷ (۳۱)                     | ۳٫۲ (۳۸)                      | ۸٫۴ (۴۷)                      | ۱۲٫۲ (۵۴)                     | ۱۶٫۵ (۶۲)                     | ۱۹٫۰ (۶۶)                     | ۱۹٫۱ (۶۶)                     | ۱۵٫۳ (۶۰)                     | ۱۰٫۸ (۵۱)                     | ۴٫۸ (۴۱)                      | ۰٫۳ (۳۳)                      | ۸٫۹ (۴۸)                      |
| سابقهٔ کم‌ترین °C (°F) | −۱۷٫۰ (۱)                     | −۱۵٫۶ (۴)                     | −۱۰٫۵ (۱۳)                    | −۳٫۵ (۲۶)                     | −۰٫۴ (۳۱)                     | ۷٫۲ (۴۵)                      | ۱۰٫۶ (۵۱)                     | ۱۲٫۰ (۵۴)                     | ۷٫۰ (۴۵)                      | −۰٫۵ (۳۱)                     | −۶٫۰ (۲۱)                     | −۱۴٫۶ (۶)                     | −۱۷٫۰ (۱)                     |
| بارندگی میلی‌متر (اینچ) | ۳۰٫۸ (۱٫۲۱)                   | ۳۲٫۱ (۱٫۲۶)                   | ۴۵٫۴ (۱٫۷۹)                   | ۳۹٫۱ (۱٫۵۴)                   | ۱۹٫۵ (۰٫۷۷)                   | ۲٫۷ (۰٫۱۱)                    | ۳٫۰ (۰٫۱۲)                    | ۱٫۲ (۰٫۰۵)                    | ۱٫۶ (۰٫۰۶)                    | ۱۵٫۱ (۰٫۵۹)                   | ۲۷٫۷ (۱٫۰۹)                   | ۳۳٫۵ (۱٫۳۲)                   | ۲۵۱٫۷ (۹٫۹۱)                  |
| میانگین روزهای بارندگی (≥ ۱.۰ mm) | ۶٫۳                           | ۵٫۷                           | ۶٫۷                           | ۵٫۸                           | ۳٫۷                           | ۱٫۰                           | ۰٫۷                           | ۰٫۳                           | ۰٫۳                           | ۳٫۲                           | ۴٫۸                           | ۵٫۸                           | ۴۴٫۳                          |
| میانگین روزهای برفی | ۵٫۴                           | ۳٫۷                           | ۱٫۹                           | ۰٫۱                           | ۰٫۰                           | ۰٫۰                           | ۰٫۰                           | ۰٫۰                           | ۰٫۰                           | ۰٫۰                           | ۰٫۵                           | ۲٫۷                           | ۱۴٫۳                          |
| درصد رطوبت | ۶۷                            | ۶۰                            | ۵۳                            | ۴۸                            | ۴۳                            | ۳۴                            | ۳۵                            | ۳۴                            | ۳۶                            | ۴۴                            | ۵۶                            | ۶۶                            | ۴۸                            |
| میانگین روزانه ساعت‌های تابش آفتاب | ۱۶۶٫۳                         | ۱۶۹٫۷                         | ۱۹۷٫۴                         | ۲۱۸٫۱                         | ۲۸۰٫۷                         | ۳۳۵٫۲                         | ۳۴۱٫۵                         | ۳۴۰٫۱                         | ۳۰۴٫۲                         | ۲۵۰٫۱                         | ۱۸۷٫۲                         | ۱۵۶٫۸                         | ۲٬۹۴۷٫۳                       |
| منبع: Iran Meteorological Organization (records), (temperatures), (precipitation), (humidity), (days with precipitation and snow), (sunshine) |                               |                               |                               |                               |                               |                               |                               |                               |                               |                               |                               |                               |                               |

| ژ                                                   | ف        | م       | آ       | م        | ژ       | ژ       | آ       | س       | اُ        | ن       | د        |
| ۴۴ ۶ ۴−                                             | ۴۸ ۱۱ ۳− | ۵۲ ۲۱ ۱ | ۴۸ ۲۸ ۶ | ۲۵ ۳۵ ۱۴ | ۷ ۴۱ ۲۰ | ۶ ۴۲ ۲۲ | ۳ ۴۳ ۲۳ | ۴ ۳۸ ۱۸ | ۲۶ ۳۰ ۱۱ | ۴۵ ۱۸ ۳ | ۴۰ ۱۰ ۲− |
| میانگین بالاترین و پایین‌ترین دما به مقیاس سانتیگراد |          |         |         |          |         |         |         |         |          |         |          |
| بارندگی به مقیاس میلی‌متر                            |          |         |         |          |         |         |         |         |          |         |          |
| منبع:                                               |          |         |         |          |         |         |         |         |          |         |          |

| مقیاس فارنهایت و اینچ                              | مقیاس فارنهایت و اینچ | مقیاس فارنهایت و اینچ | مقیاس فارنهایت و اینچ | مقیاس فارنهایت و اینچ | مقیاس فارنهایت و اینچ | مقیاس فارنهایت و اینچ | مقیاس فارنهایت و اینچ | مقیاس فارنهایت و اینچ | مقیاس فارنهایت و اینچ | مقیاس فارنهایت و اینچ | مقیاس فارنهایت و اینچ |
| -------------------------------------------------- | --------------------- | --------------------- | --------------------- | --------------------- | --------------------- | --------------------- | --------------------- | --------------------- | --------------------- | --------------------- | --------------------- |
| ژ                                                  | ف                     | م                     | آ                     | م                     | ژ                     | ژ                     | آ                     | س                     | اُ                     | ن                     | د                     |
| ۱٫۷ ۴۳۲۵                                           | ۱٫۹ ۵۲۲۷              | ۲ ۷۰۳۴                | ۱٫۹ ۸۲۴۳              | ۱ ۹۵۵۷                | ۰٫۳ ۱۰۶۶۸             | ۰٫۲ ۱۰۸۷۲             | ۰٫۱ ۱۰۹۷۳             | ۰٫۲ ۱۰۰۶۴             | ۱ ۸۶۵۲                | ۱٫۸ ۶۴۳۷              | ۱٫۶ ۵۰۲۸              |
| میانگین بالاترین و پایین‌ترین دما به مقیاس فارنهایت |                       |                       |                       |                       |                       |                       |                       |                       |                       |                       |                       |
| بارندگی به مقیاس اینچ                              |                       |                       |                       |                       |                       |                       |                       |                       |                       |                       |                       |

| ژ                                                   | ف        | م       | آ       | م        | ژ       | ژ       | آ       | س       | اُ        | ن       | د        |
| ۴۴ ۶ ۴−                                             | ۴۸ ۱۱ ۳− | ۵۲ ۲۱ ۱ | ۴۸ ۲۸ ۶ | ۲۵ ۳۵ ۱۴ | ۷ ۴۱ ۲۰ | ۶ ۴۲ ۲۲ | ۳ ۴۳ ۲۳ | ۴ ۳۸ ۱۸ | ۲۶ ۳۰ ۱۱ | ۴۵ ۱۸ ۳ | ۴۰ ۱۰ ۲− |
| میانگین بالاترین و پایین‌ترین دما به مقیاس سانتیگراد |          |         |         |          |         |         |         |         |          |         |          |
| بارندگی به مقیاس میلی‌متر                            |          |         |         |          |         |         |         |         |          |         |          |
| منبع:                                               |          |         |         |          |         |         |         |         |          |         |          |

| مقیاس فارنهایت و اینچ                              | مقیاس فارنهایت و اینچ | مقیاس فارنهایت و اینچ | مقیاس فارنهایت و اینچ | مقیاس فارنهایت و اینچ | مقیاس فارنهایت و اینچ | مقیاس فارنهایت و اینچ | مقیاس فارنهایت و اینچ | مقیاس فارنهایت و اینچ | مقیاس فارنهایت و اینچ | مقیاس فارنهایت و اینچ | مقیاس فارنهایت و اینچ |
| -------------------------------------------------- | --------------------- | --------------------- | --------------------- | --------------------- | --------------------- | --------------------- | --------------------- | --------------------- | --------------------- | --------------------- | --------------------- |
| ژ                                                  | ف                     | م                     | آ                     | م                     | ژ                     | ژ                     | آ                     | س                     | اُ                     | ن                     | د                     |
| ۱٫۷ ۴۳۲۵                                           | ۱٫۹ ۵۲۲۷              | ۲ ۷۰۳۴                | ۱٫۹ ۸۲۴۳              | ۱ ۹۵۵۷                | ۰٫۳ ۱۰۶۶۸             | ۰٫۲ ۱۰۸۷۲             | ۰٫۱ ۱۰۹۷۳             | ۰٫۲ ۱۰۰۶۴             | ۱ ۸۶۵۲                | ۱٫۸ ۶۴۳۷              | ۱٫۶ ۵۰۲۸              |
| میانگین بالاترین و پایین‌ترین دما به مقیاس فارنهایت |                       |                       |                       |                       |                       |                       |                       |                       |                       |                       |                       |
| بارندگی به مقیاس اینچ                              |                       |                       |                       |                       |                       |                       |                       |                       |                       |                       |                       |

- منبع:[۲۵][۲۶][۲۷][۲۸][۲۹][۲۴][۳۰]

### مخاطرات طبیعی

#### زمین لرزه

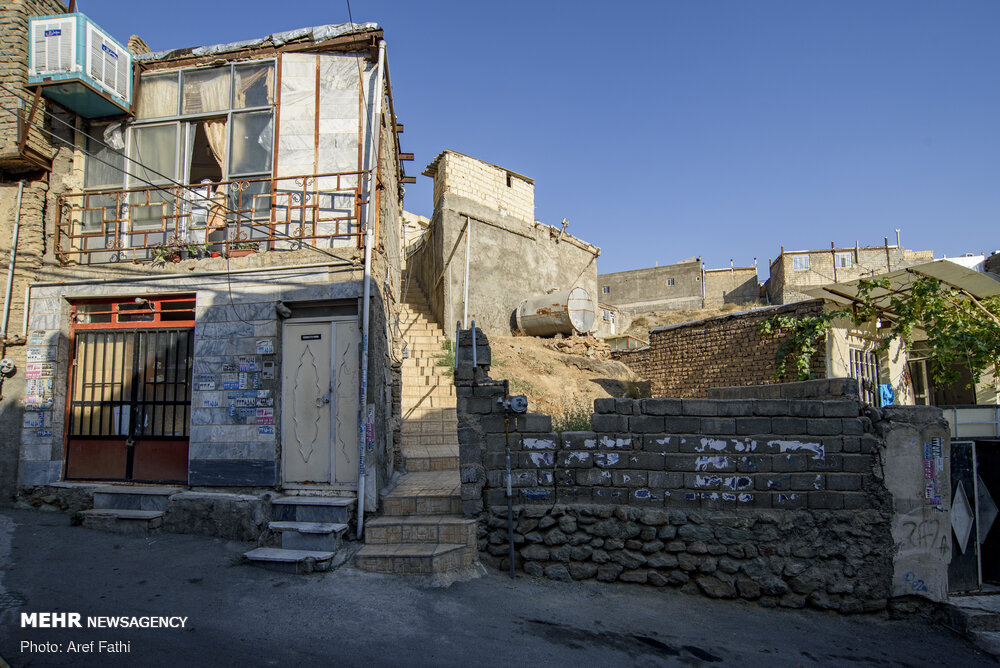
خانه‌های بنا شده به صورت غیراصولی در خط۴ حصار

شهر کرج به علت قرار گرفتن در منطقه لرزه خیز، وجود بافت‌های فرسوده بسیار و جمعیت متراکم بسیار از زمین لرزه آسیب‌پذیر است.براساس مطالعات ژئوفیزیکی انجام شده، گسل‌های اطراف شهر کرج پتانسیل لرزه زایی بالایی دارند. عامل اصلی خطر زمین لرزه در شهر کرج بخش غربی گسل مشاء، بخش غربی گسل شمال تهران، گسل ایپک و گسل بوئین زهرا می‌باشد.

#### تاب آوری مناطق شهری در برابر زمین لرزه

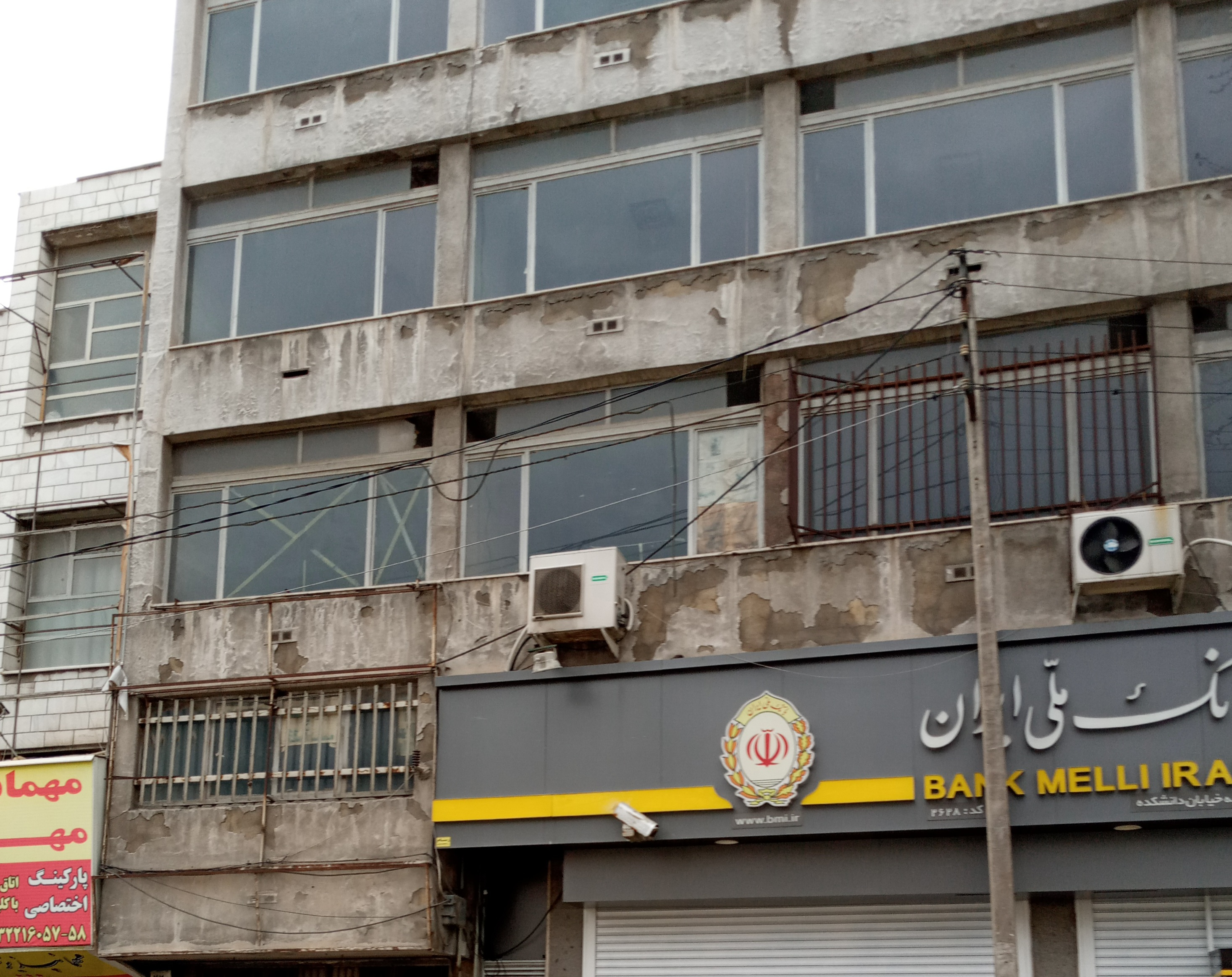
بافت فرسوده در مرکز شهر

بر اساس تحقیقات انجام شده شهر کرج از لحاظ تاب آوری در برابر زمین لرزه در وضعیت نامطلوبی قرار دارد. بر پایهٔ بررسی‌های سال ۱۳۸۷ خورشیدی، کلانشهر کرج در آن سال دارای ۶۸۰ هکتار بافت فرسودهٔ شهری بوده است.
مناطق عظیمیه، گوهردشت و جهانشهر به علت ساخت و ساز اصولی، ساختمان‌های نوساز و معابر عریض، مقاوم‌ترین مناطق کرج در برابر زمین لرزه هستند و همچنین مناطق حصارک بالا، کیانمهر، مرکز شهر کرج و اسلام‌آباد به علت وجود بافت‌های فرسوده بسیار، جمعیت متراکم، عدم نقشه‌کشی شهری اصولی و هندسی، کم‌ترین میزان تاب آوری را در برابر زمین لرزه دارند.

#### سیل

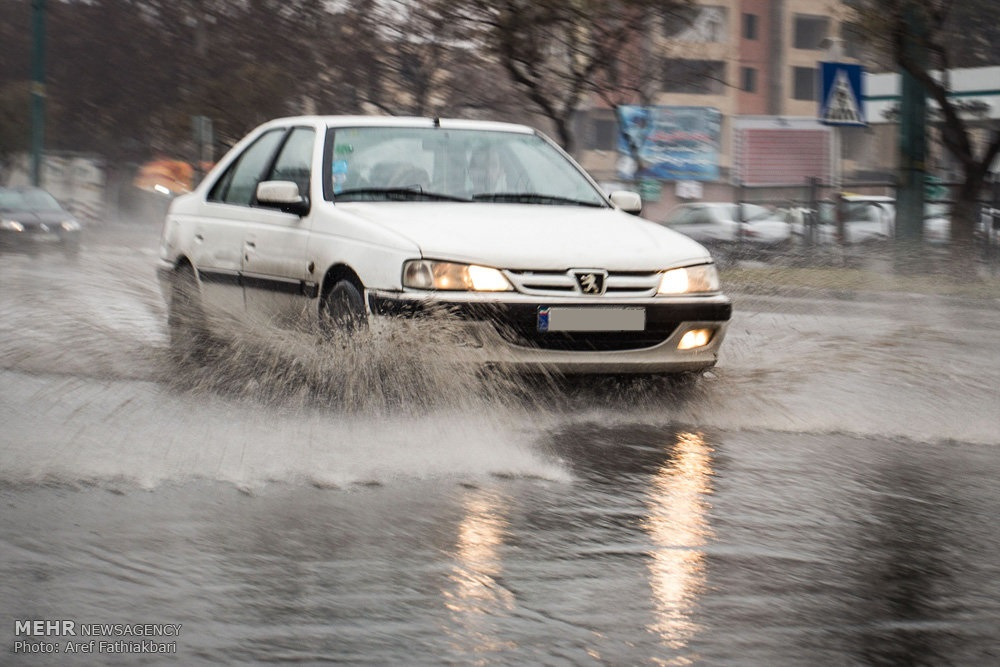
آبگرفتگی معابر در اثر بارش باران در سطح شهر

شهر کرج از لحاظ خطر وقوع سیل در وضعیت نامطلوبی قرار دارد. مناطق کوهستانی شمال و شمال شرقی کرج  ازجمله عظیمیه، مرکز شهر کرج و مناطق اطراف رودخانه کرج بیشترین خطر سیل خیزی را دارند. مناطق جنوبی و دشت‌های کرج مانند مهرشهر نیز کمترین خطر سیل خیزی را دارند. از علل افزایش خطر وقوع سیل در کرج می‌توان به ساخت و ساز بی‌رویه در حریم رودخانه‌ها و حوضه‌های آبریز و عدم وجود سیستم هدایت و جمع‌آوری فاضلاب شهری در برخی مناطق اشاره کرد.

## جمعیت‌شناسی

### اقوام
طی پژوهشی که شرکت پژوهشگران خبرهٔ پارس به سفارش شورای فرهنگ عمومی در سال ۱۳۸۹ انجام داد و براساس یک بررسی میدانی و یک جامعهٔ آماری از میان ساکنان ۲۸۸ شهر و حدود ۱٬۴۰۰ روستای سراسر کشور، درصد اقوامی که در این نظر سنجی نمونه‌گیری شد در کرج به قرار زیر بود:
| اقوام کلانشهر کرج | اقوام کلانشهر کرج | اقوام کلانشهر کرج | اقوام کلانشهر کرج | اقوام کلانشهر کرج |
| ----------------- | ----------------- | ----------------- | ----------------- | ----------------- |
| قومیت             | قومیت             |                   | درصد              | درصد              |
| فارس، تات         | فارس، تات         |                   | ۵۳٪               | ۵۳٪               |
| آذری              | آذری              |                   | ۳۰٪               | ۳۰٪               |
| لر                | لر                |                   | ۷٫۲٪              | ۷٫۲٪              |
| طبری و گیلک       | طبری و گیلک       |                   | ۵٪                | ۵٪                |
| کرد               | کرد               |                   | ۴٫۱٪              | ۴٫۱٪              |
| عرب               | عرب               |                   | ۰٫۹٪              | ۰٫۹٪              |
| سایر              | سایر              |                   | ۰٫۳٪              | ۰٫۳٪              |

منبع:

### جمعیت

نرخ تغییرات جمعیت شهر کرج

جمعیت شهر کرج بر پایهٔ سرشماری سال ۱۳۹۵ ه‍.خ برابر با ۱٬۵۹۲٬۴۹۲ تن بوده که این رقم با احتساب جمعیت ساکن در حومهٔ شهر (کلان‌شهر کرج) به ۱٬۹۷۳٬۴۷۰ تن می‌رسد. کرج چهارمین شهر پرجمعیت ایران و بیست و دومین کلان‌شهر پرجمعیت خاورمیانه است. رشد جمعیت در شهر کرج برابر با ۴/۷ درصد بوده است که بالاترین میزان رشد جمعیت در بین شهرهای ایران است.

### زبان
مردم کرج به زبان فارسی و گویش کرجی گویش می‌کنند.

### مشکلات اجتماعی

#### حاشیه نشینی

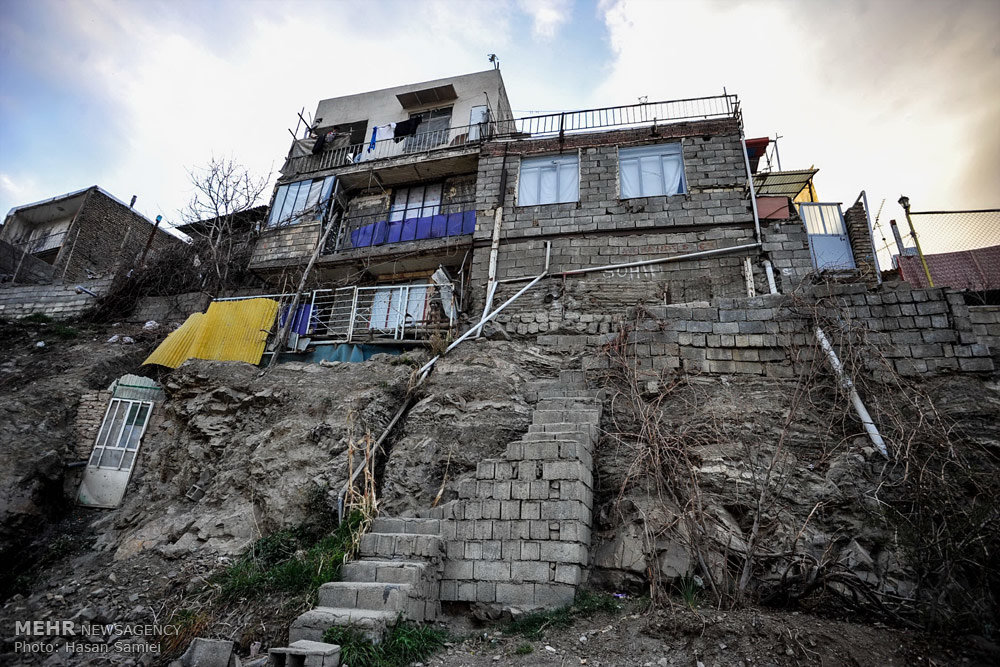
منطقه حصار از مناطق حاشیه نشین کرج که در حاشیه رودخانه این شهر واقع شده است

حاشیه‌نشینی از معضلات بزرگ کرج است که به علت مهاجرپذیری بالا روی داده است. کرج در زمینه حاشیه نشینی، رتبه دوم در ایران را داراست.
از علت‌های مهم حاشیه نشینی در کرج، وجود زندان‌های بزرگ ملی در کرج است که باعث مهاجرت خانواده‌های زندانیان به کرج و اسکان در نزدیکی زندان‌ها است. از دیگر علت‌های مهم نیز می‌توان به مهاجرپذیری بالا، عدم برنامه‌ریزی شهری و همجواری با تهران اشاره کرد.

## زیرساخت‌ها

### ترابری

#### حمل و نقل جاده‌ای

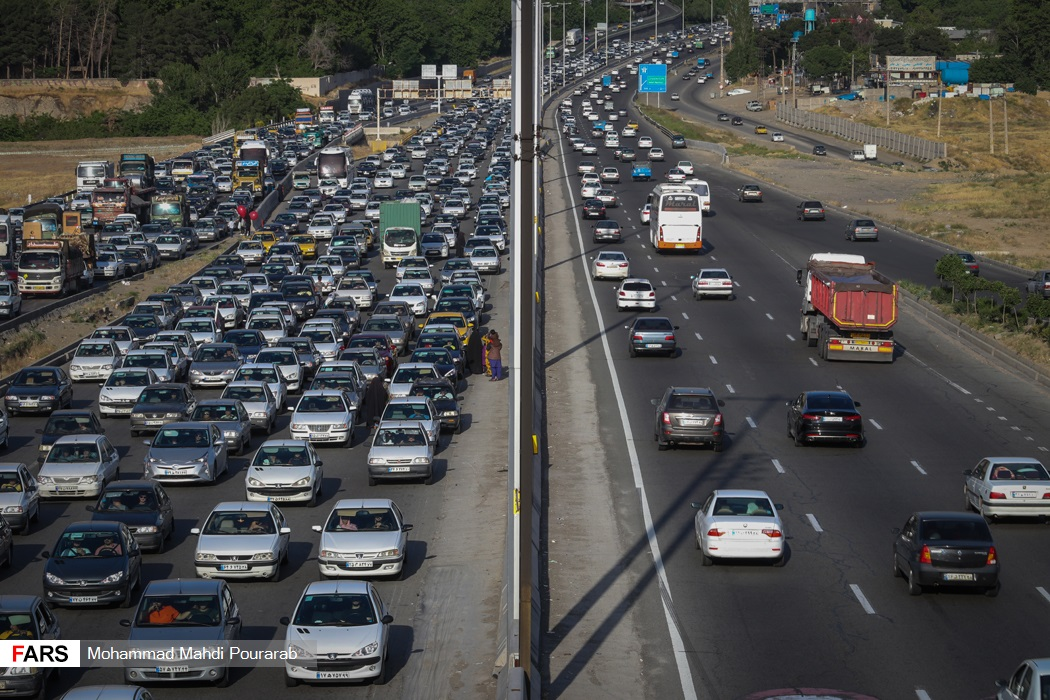
آزادراه تهران-کرج

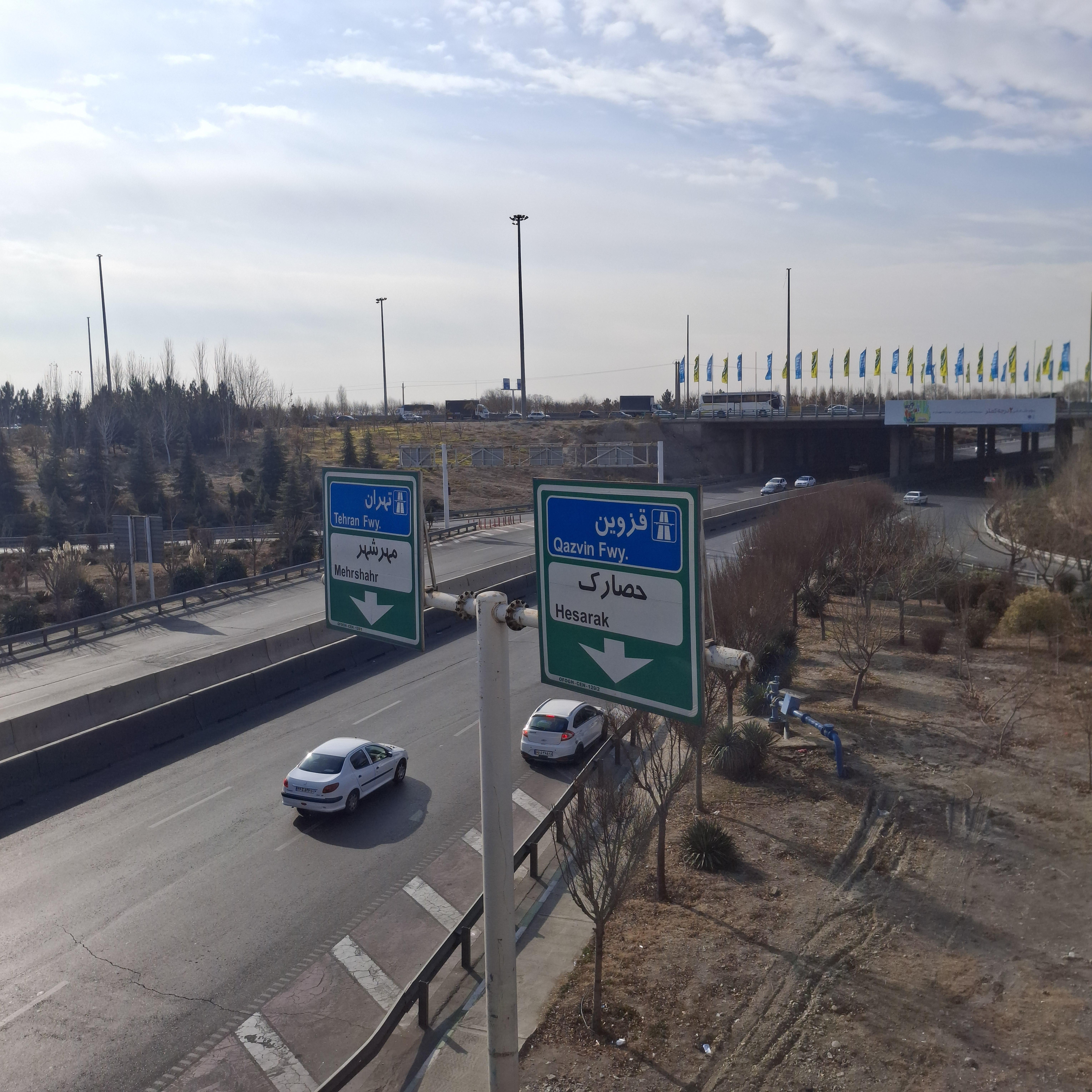
بزرگراه یادگار امام

مسیر جابجایی کاروان‌ها به سمت جادهٔ چالوس از میان روستای کرج که در دورهٔ قاجار ساخته شده است امروزه جای خود را به بزرگراه داده است. این مسیر تهران را به کرانه‌های دریای خزر از طریق تونل کندوان که در سال ۱۹۳۸ احداث شد، متصل می‌کند. یکی دیگر از راه‌های اصلی که از میان کرج می‌گذرد بزرگراهی بود که تهران را به آذربایجان و گیلان متصل می‌کند.
کلان‌شهر کرج، از دیرباز پل ارتباطی و گلوگاه بسیار مهمی در حد فاصل تهران-قزوین و شهرهای استان مازندران بوده است.
مهم‌ترین راه‌های ارتباطی کرج عبارت‌اند از:
1. آزادراه تهران- کرج- قزوین
2. بزرگراه یادگارامام (کنارگذر مهرشهر)
3. آزادراه کنارگذر شمالی کرج (شهید سلیمانی) و آزادراه شهدای البرز
4. بزرگراه فتح (جاده قدیم کرج)
5. بزرگراه لشکری (جاده مخصوص کرج)
6. خیابان بهشتی و جاده ۳۲
7. راه آسفالتهٔ کرج-چالوس به طول ۱۶۱ کیلومتر

#### پایانه‌های مسافربری
پایانه‌های مسافربری کرج (پایانه‌های: شهید کلانتری، البرز،شهید سلطانی و گلشهر) نقش عمده‌ای را در زمینهٔ ترابری و جابجایی بار و مسافر از مقصد کرج به سوی نقاط مختلف ایران و درون کرج بر عهده دارند. سه پایانه ، البرز، سلطانی و گلشهر پایانه‌های داخلی هستند یعنی خدمات آنها محدود به درون شهر کرج است. و پایانه کلانتری تنها پایانه برون شهری (بین شهری) شهر کرج و استان البرز است.

#### فرودگاه

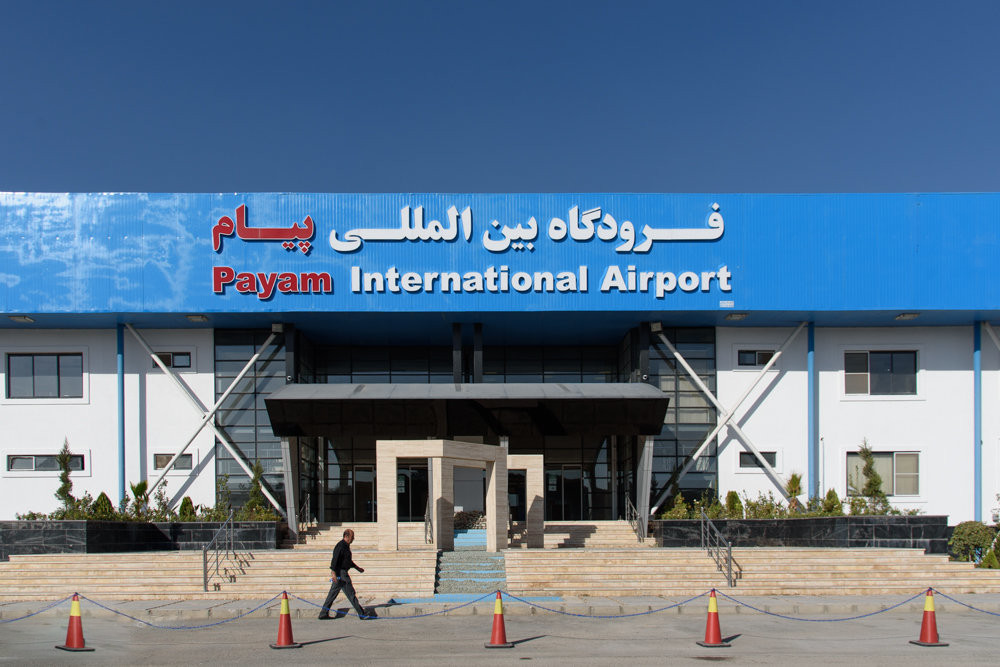
فرودگاه پیام

فرودگاه بین‌المللی پیام کرج یک فرودگاه مسافربری، پستی و سازمانی اقتصادی با پتانسیل‌های ویژه است. این سازمان دارای فرودگاه بین‌المللی- هاب پستی و تنها منطقهٔ ویژهٔ اقتصادی استان البرز و مرکز کشور است که در مسیر شاهراه ارتباطی ۹ استان کشور قرار گرفته است.
منطقهٔ ویژهٔ اقتصادی پیام در زمینی به مساحت سه هزار و ۶۰۰ هکتار در اراضی ۱۰ هزار هکتاری فرودگاه بین‌المللی پیام جهت حمل و نقل بار هوایی و پستی- انبارداری- خدمات سردخانه‌ای- صنایع بسته‌بندی- فراوری کالا و صادرات کالاهای فاسدشدنی در محدودهٔ فرودگاه بین‌المللی پیام واقع در استان البرز در جنوب غربی شهر کرج در سال ۱۳۶۹ تأسیس شده است.
این فرودگاه در ابتدا فقط کاربرد باری و پستی داشت که سرانجام در ۱۸ شهریور ۱۳۹۸ نخستین پرواز مسافری به سمت مشهد انجام شد.
در سال ۱۴۰۰ مجوز پرواز هواپیما به عنوان تاکسی‌هوایی در این فرودگاه داده شد که این اتفاق برای نخستین بار در ایران در فرودگاه پیام افتاده است. بخش تاکسی‌هوایی این فرودگاه ظرفیت سفر به تمام فرودگاه‌های ایران را دارد.
باند این فرودگاه دارای قابلیت فرود هواپیماهایی پهن‌پیکر همچون آنتونوف۱۲۴ را دارا می‌باشد.

#### مترو

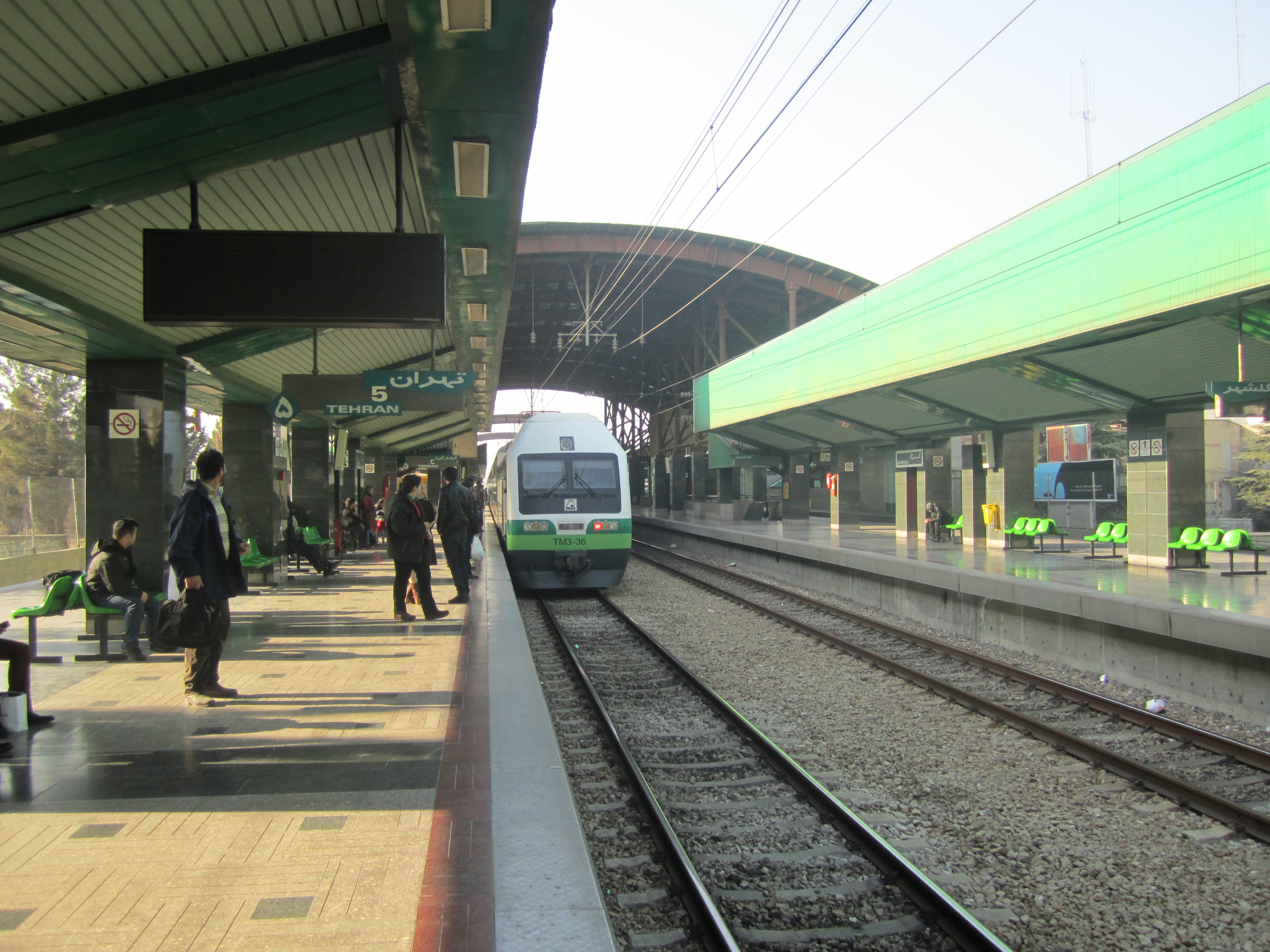
قطار متروی بین شهری در ایستگاه کرج (شهید سلطانی)

مطالعات امکان‌سنجی احداث قطار شهری کرج و حومه که با همکاری سازمان مدیریت و برنامه‌ریزی کشور صورت گرفته در ابتدای سه‌ماههٔ نخست سال ۸۲ به انجام رسید که کلیات آن در جلسهٔ مورخهٔ ۸۲/۳/۲۱ شورای ترافیک استان تأیید گردید و در جلسهٔ مورخهٔ ۸۲/۵/۸ کمیتهٔ فنی شورای عالی ترافیک شهرهای کشور، ۲۵ کیلومتر آن به تصویب رسیده و سرانجام این امر در تاریخ ۸۲/۷/۹ به تصویب نهائی شورای عالی ترافیک شهرهای کشور رسید.
در سال ۱۳۷۷ فعالیت روزانهٔ قطار سریع‌السیر کرج-تهران (از ایستگاه گلشهر تا ایستگاه صادقیه) مورد بهره‌برداری قرار گرفت و در تاریخ ۱۰ دی ۱۳۹۸نیز ایستگاه شهید سلیمانی به طول ۴۳ کیلومتر از گلشهر تا شهرجدید هشتگرد مورد بهره‌برداری قرار گرفته است.

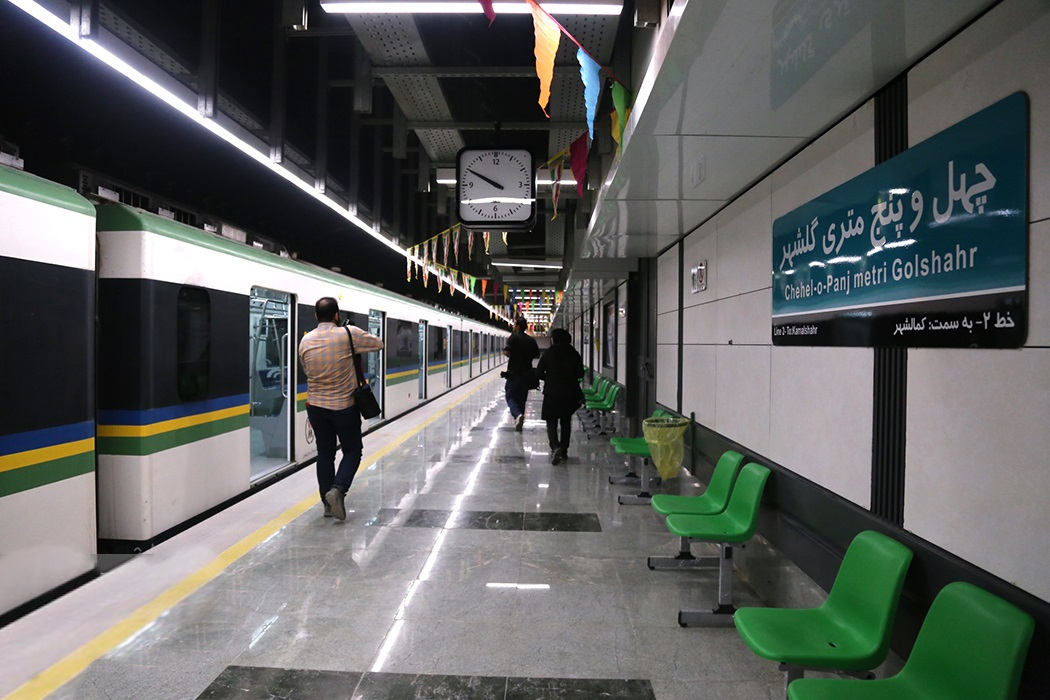
قطار مترو در ایستگاه متروی چهل و پنج متری گلشهر

قطعه یک از خط ۲ متروی کرج از ایستگاه چهل و پنج متری گلشهر تا ایستگاه آیت الله طالقانی به طول ۶/۵ کیلومتر در ۸ اسفند ۱۴۰۱ با حضور وزیر کشور به بهره‌برداری رسید.
| رنگ    | نشانه | خط               | مسیر                                                                    | ایستگاه‌هاالف | درازا (کیلومتر) | پیش‌بینی میزان جابجایی مسافر (در هر جهت در ساعت) | وضعیت خط    |
| ------ | ----- | ---------------- | ----------------------------------------------------------------------- | ------------ | --------------- | ----------------------------------------------- | ----------- |
| طلایی  |       | خط ۱             | گرمدره به شهید سلیمانی و قزوین                                          | ۷            | ۴۳              | ۳۰۰٬۰۰۰                                         | فعال        |
| سبز    |       | خط ۲             | کمالشهر به ملارد                                                        | ۲۴           | ۲۷              | ۳۵٬۰۰۰                                          | درحال احداث |
| سبز    |       | انشعاب خط 2      | منظریه به احمدآباد موستوفی                                              | 5            | نامعلوم*        | نامعلوم*                                        | تصویب نشده! |
| آبی    |       | خط۳ (مسیر هوایی) | کرج (شهید سلطانی) به باغستان و بیمارستان البرز                          | ۱۲           | ۱۴٫۵            | ۱۶٬۵۰۰                                          | غیرفعال     |
| قرمز   | link  | خط ۴             | بهارستان بهباغستان به فرودگاه پیام و ماهدشت                             | ۲۰           | ۱۸              | ۲۲٬۵۰۰                                          | غیرفعال     |
| بنفش   |       | خط ۵             | محمود آباد بهدانشگاه آزاد به محمد شهر و ماهدشت                          | ۱۰           | ۱۵              | ۱۸٬۶۰۰                                          | غیرفعال     |
| قهوه‌ای |       | خط ۶             | بلوار استقلال (تربیت مربی) به انستیو پاستور واحد تحقیقات کرج به شهر قدس | ۱۱           | ۹               | ۱۷٬۳۰۰                                          | غیرفعال     |
| نارنجی |       | خط 7             | بهارستان (باغستان) به شهرک ابریشم                                       | 30           | نامعلوم*        | نامعلوم*                                        | تصویب نشده! |
| صورتی  |       | خط 8             | گلدشت به رزکان نو                                                       | 17           | نامعلوم*        | نامعلوم*                                        | تصویب نشده! |

توضیحات:
- - الف  در انشعاب‌ها، ایستگاه مشترک هم در تعداد ایستگاه‌های خط اصلی و هم در تعداد ایستگاه‌های خط منشعب‌شده آمده است.* خطوط 7 و 8 و انشعاب خط 2 همچنان به تصویب شورای اسلامی شهر کلانشهر کرج نرسیده اما با مطالعات انجام شده بر اساس ترکم جمعیت و مقدار مهاجرپذیری، ایستگاه‌هایی تعیین شده که امکان دارد به تصویب هم برسد.

#### راه‌آهن

محوطه بیرونی ایستگاه راه‌آهن کرج

ایستگاه راه‌آهن شهر کرج که در قسمت جنوب آزادراه تهران-کرج قرار دارد یکی دیگر از شبکه‌های انتقال مسافر و بار می‌باشد که فاصلهٔ آن از تهران به کرج ۴۱ کیلومتر و از ایستگاه کرج تا قزوین ۱۰۳ کیلومتر است.
| ایستگاه قبلی        |  | خطوط حومه‌ای تهران                      |  | ایستگاه بعدی       |
| ------------------- |  | -------------------------------------- |  | ------------------ |
| شهر قدسبه سمت تهران |  | راه‌آهن ایرانخط حومه‌ای تهران-کرج-هشتگرد |  | هشتگردبه سمت قزوین |
| ایستگاه قبلی        |  | راه‌آهن ایران                           |  | ایستگاه بعدی       |
| ایستگاه آخر         |  | راه‌آهن ایرانکرج-مشهد                   |  | تهرانبه سمت مشهد   |
| هشتگردبه سمت تبریز  |  | راه‌آهن ایرانتبریز-مشهد                 |  | تهرانبه سمت مشهد   |
| تهرانبه سمت میانه   |  | راه‌آهن ایرانتهران-میانه                |  | هشتگردبه سمت تهران |
| تهرانبه سمت رشت     |  | راه‌آهن ایرانتهران-رشت                  |  | قزوینبه سمت تهران  |
| تهرانبه سمت زنجان   |  | راه‌آهن ایرانتهران-زنجان                |  | قزوینبه سمت تهران  |
| ایستگاه آخر         |  | راه‌آهن ایرانکرج-مشهد                   |  | تهرانبه سمت مشهد   |

منبع:

#### اتوبوسرانی و تاکسی‌رانی

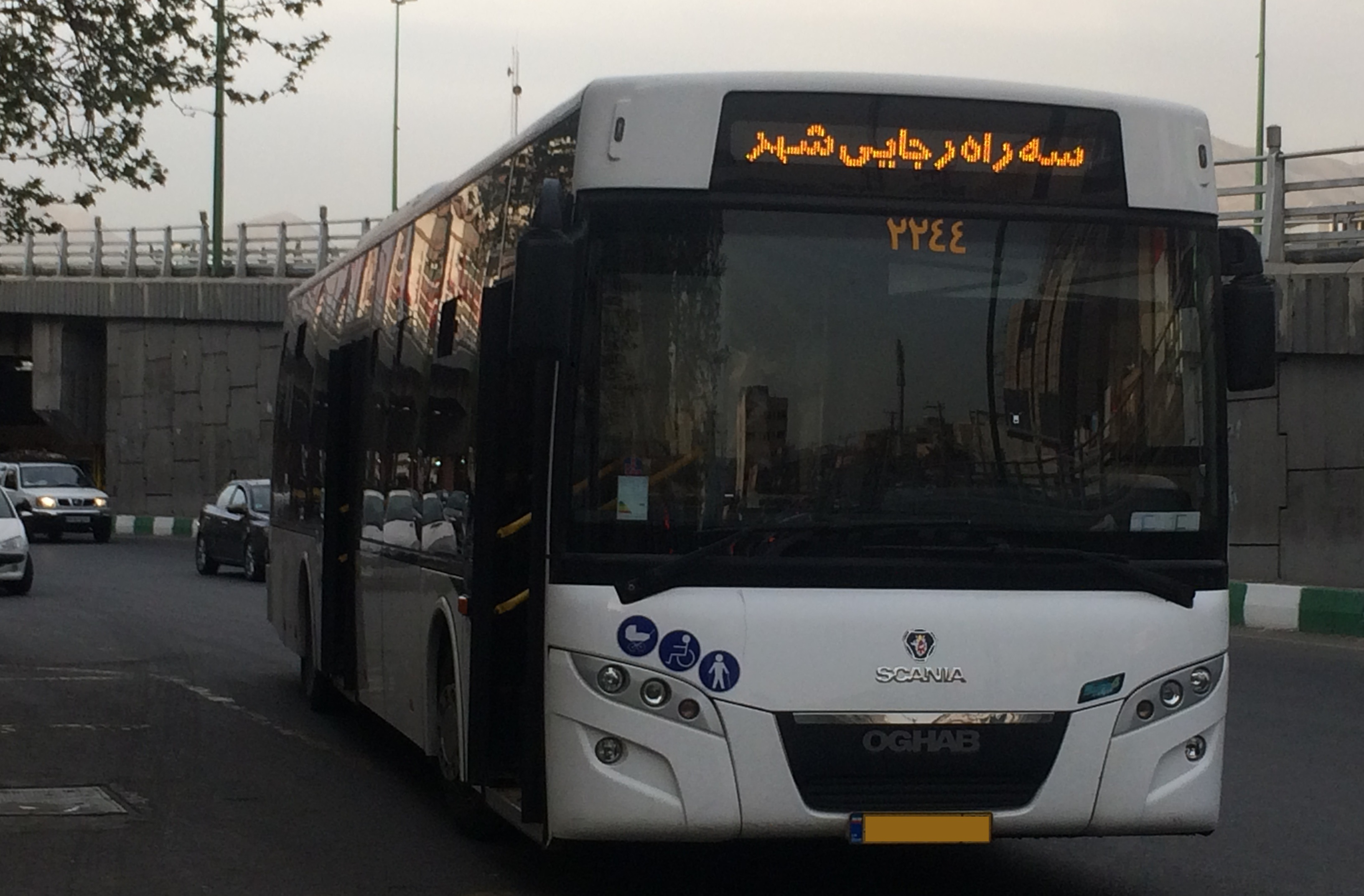
ناوگان جدید اتوبوسرانی کرج اتوبوس پارسین عقاب اسکانیا

اتوبوسرانی کرج و حومه که  درحال حاضر یکی از بزرگ‌ترین زیرمجموعه‌های سازمان حمل و نقل بار و مسافر شهرداری کرج محسوب می‌شود در تاریخ ۱۳۷۰/۶/۳۱ فعالیت خود را با کنترل خطوط تحت پوشش مینی‌بوس‌رانی در بخش خصوصی رسماً آغاز نمود. پس از مدت کوتاهی با خرید ۱۲ دستگاه اتوبوس در واقع پایهٔ اصلی حمل و نقل ناوگان اتوبوسرانی کرج در اواخر سال ۱۳۷۰ پایه‌گذاری شد.
بنابر آمار اعلامی در ابتدای سال ۱۴۰۰ ه‍.ش مجموع ناوگان ملکی فعال در خطوط اتوبوس‌رانی کرج ۹۳ دستگاه و مجموع ناوگان بخش خصوصی فعال ۱۷۶ دستگاه، تعداد خطوط شهری و حومه ۴۷ خط و تعداد خطوط منتهی به تهران نیز ۶ خط می‌باشد. میانگین سن ناوگان ملکی شش سال و میانگین سن ناوگان بخش خصوصی نیز سیزده سال است.
تعداد خطوط تاکسیرانی کرج ۱۱۵ خط است.
در شهر کرج ۱۲۵۰۰ دستگاه تاکسی وجود دارد که ۷۷۰۰ تاکسی ایستگاهی و ۴۸۰۰ دستگاه تاکسی به صورت گردشی فعالیت می‌کنند.

##### بی‌آرتی کرج
سامانه اتوبوس تندرو کرج پنجمین سامانه اتوبوس تندرو در ایران است. نخستین خط این سامانه که فاصله میان میدان حصارک در غرب کرج تا پل فردیس در شرق کرج می‌پیماید، در فروردین ۱۴۰۳ راه اندازی شد.
| رنگ     | نشانه   | نام خط  | مسیر                                                       | ایستگاه ها | درازا (کیلومتر) |
| ------- | ------- | ------- | ---------------------------------------------------------- | ---------- | --------------- |
| سبز     |         | خط 1    | پایانه دانشگاه خوارزمی (میدان حصارک) به پایانه شهید سلطانی | 19         | 13              |
| جمع کل: | جمع کل: | جمع کل: | جمع کل:                                                    | 19         | 13              |

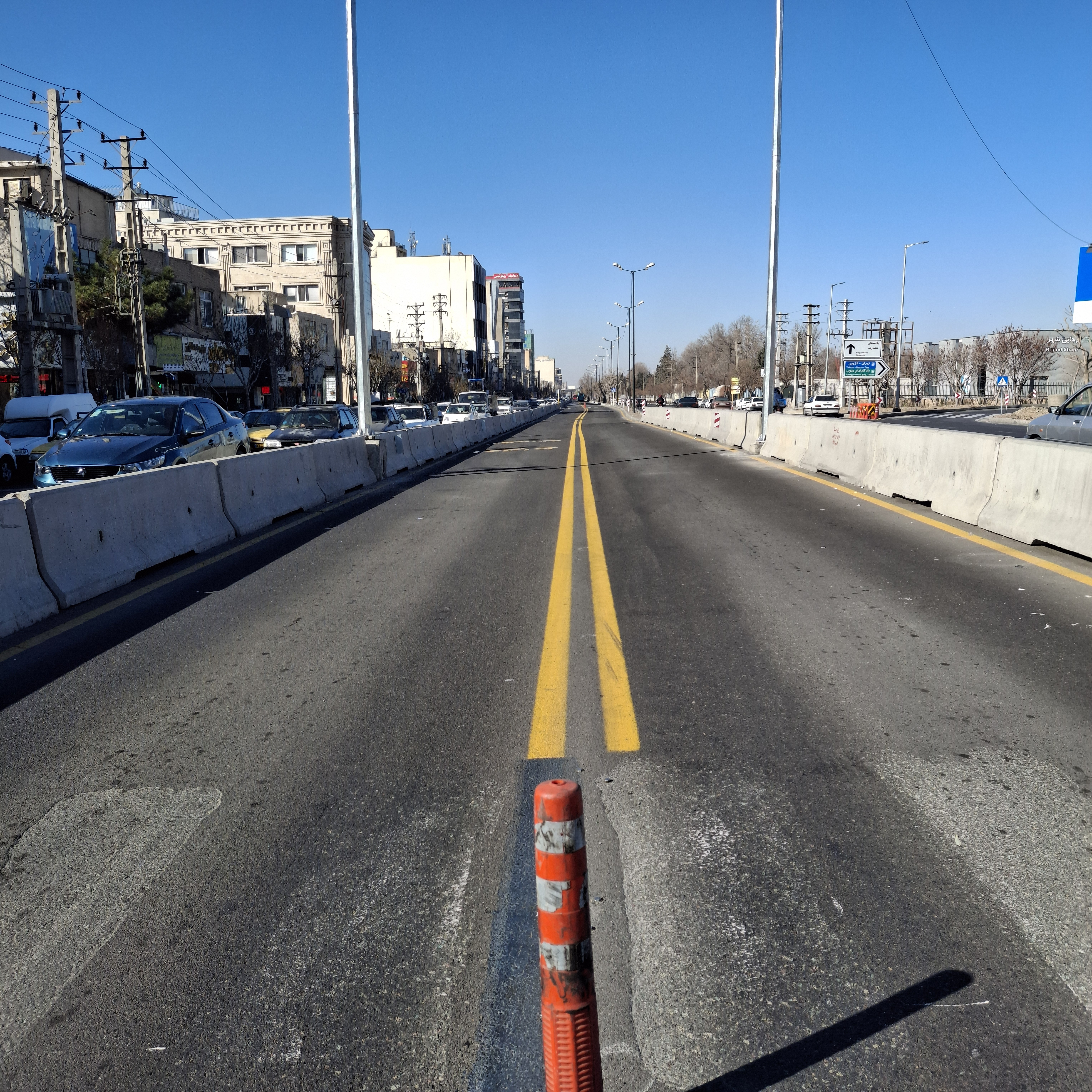
مسیر اتوبوس تندرو خیابان بهشتی

این که نخستین لاین از این این سامانه می‌باشد، در اصلی‌ترین شریان کلانشهر کرج قرار دارد و طبق برنامه‌ریزی‌های شهرداری و شورای اسلامی شهر کرج، قرار است حد فاصل میدان حصارک در غرب تا میدان سپاه (شهید آجورلو) در مرکز تا اواخر سال ۱۴۰۲ به بهره‌برداری برسد. مسیر کامل این خط از میدان حصارک در غرب تا پل فردیس (پل شهید سلطانی و پایانه‌ای با همین اسم) در شرق پیش‌بینی شده است.
درحال حاضر تعداد دقیق ایستگاه‌های این خط ۲۴ ایستگاه تعیین شده و با توجه به دیده‌های عینی، تقاطع بلوار ۴۵ متری گلشهر و خیابان شهید بهشتی و تقاطع بلوار باغستان (امام خمینی) و خیابان شهید بهشتی  درحال ساخت هستند.
شهردار کرج گفت: خوشبختانه پروژه خط ویژه تندور اتوبوس با سرعت خوبی  درحال انجام است و اکنون عملیات اجرایی احداث و نصب ایستگاه‌های این پروژه حدفاصل میدان خوارزمی تا میدان سپاه به طول ۷/۵ کیلومتر  درحال انجام است.
فرزند فرشاد:  درحال حاضر عملیات اجرایی پروژه مسیر ویژه اتوبوس تندرو در پایانه حصارک «ضلع جنوب»، ایستگاه آقا رضایی، ضلع شرقی تقاطع گلشهر - بهشتی، ایستگاه میانجاده و ایستگاه دهقان ویلا  درحال انجام است.

### مراکز صنعتی
کرج دارای تعداد زیادی واحدهای تولیدی و صنعتی است که در مناطق مختلف شهر یا عمدتاً در شهرک‌های صنعتی متمرکز شده‌اند. برای نمونه دو شهرک صنعتی سیمین دشت و بهارستان مجموعاً بیش از ۴۷۰ واحد تولیدی فعال دارند و بیش از ۹۵۰ واحد دیگر در مناطق مختلف شهر و حومهٔ آن قرار دارند.

### فضای سبز

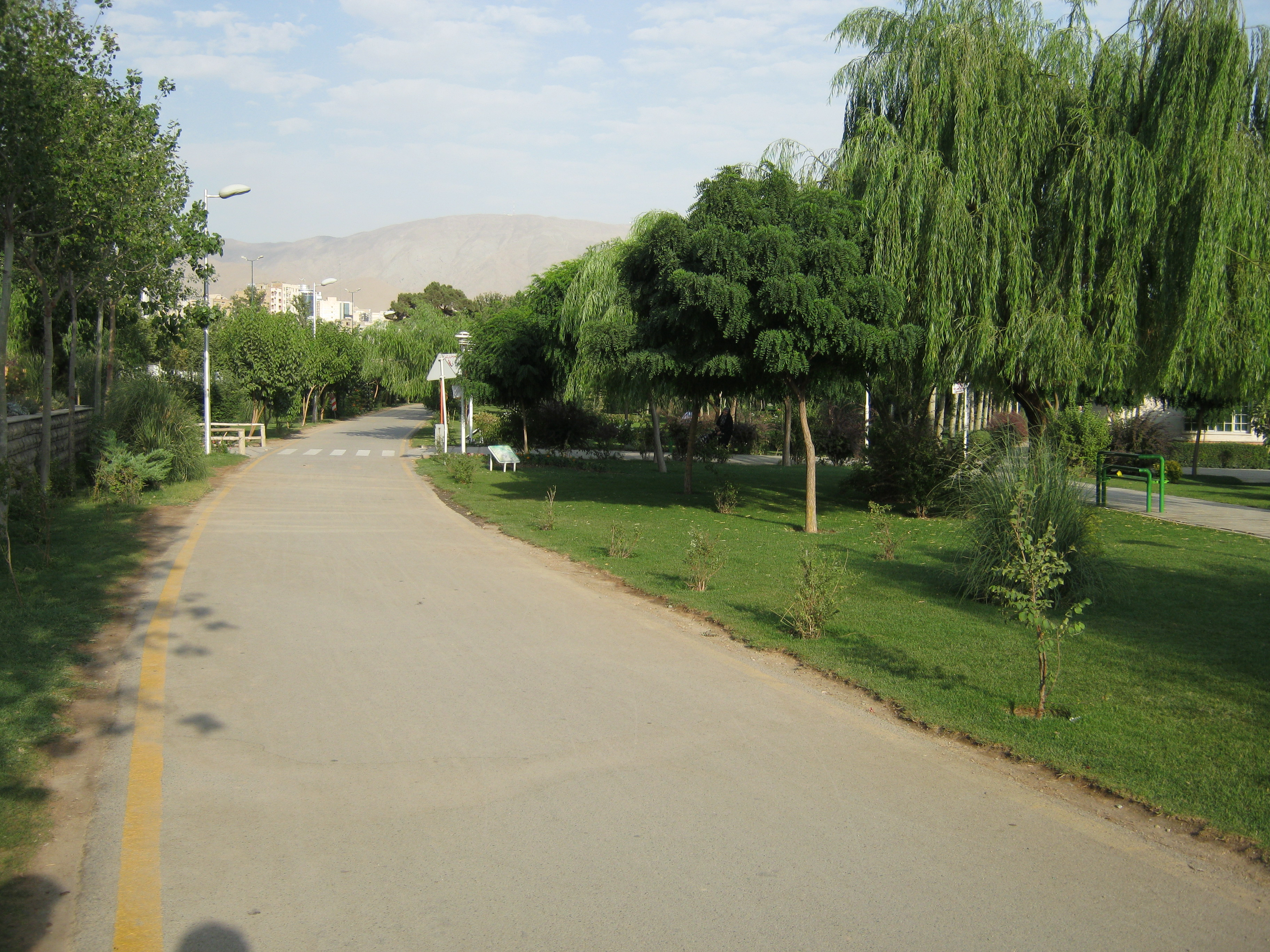
پارک خانواده

شهر کرج در گذشته‌ای نه چندان دور، با توجه به آب و هوای مناسب و وجود منابع آبی چون رودخانهٔ کرج، باغ شهری زیبا و سبز با درختان کهن و بی‌شمار بوده است که آثار آن هنوز هم در شهر به چشم می‌خورد. در طی ۴۰ سال اخیر و با مهاجرت‌های زیاد از سراسر ایران به این شهر، رفته رفته باغ‌های آن تخریب و با مناطق مسکونی و راه‌ها جایگزین گردید.
از مناطقی که دارای درختان انبوه زیادی بوده‌اند و  درحال حاضر نسبت به دیگر مناطق کرج دارای فضای سبز و درختان بیشتری هستند می‌توان به جهان‌شهر، مهرشهر و عظیمیه اشاره کرد. پارک جهان‌نما، باغ سیب مهرشهر و باغ‌های محمدصادق فاتح در جهان‌شهر  ازجمله باغ‌های بزرگ کرج هستند که البته قسمت‌های زیادی از آن‌ها در ۳۰ سال اخیر از بین رفته است. در حدود ۵ الی ۶ سال اخیر شهرداری کرج تصمیم گرفته که هویت باغ‌شهر کرج را به این شهر برگرداند و اقدام به ساخت پارک‌ها و بوستان‌های متعدد در سطح شهر کرده است. البته راه زیادی تا احیای باغ‌های انبوه از دست رفته باقی است.
درحال حاضر شهر کرج دارای بیش از ۳۰۵ پارک و بوستان کوچک و بزرگ است. و با افتتاح دو بوستان جدید(مادر و کودک و معراج) در بهار ۱۴۰۴ تعداد بوستان‌های شهر به ۳۰۷ عدد خواهد رسید.  از معروف‌ترین آن‌ها می‌توان به پارک جهان‌نما، پارک چمران، باغ سیب مهرشهر، پارک ایران کوچک، پارک تنیس (باغ فاتح)، پارک نبوت، پارک ایران‌زمین، پارک خانواده و پارک هامون اشاره کرد.

### مجموعه‌های ورزشی

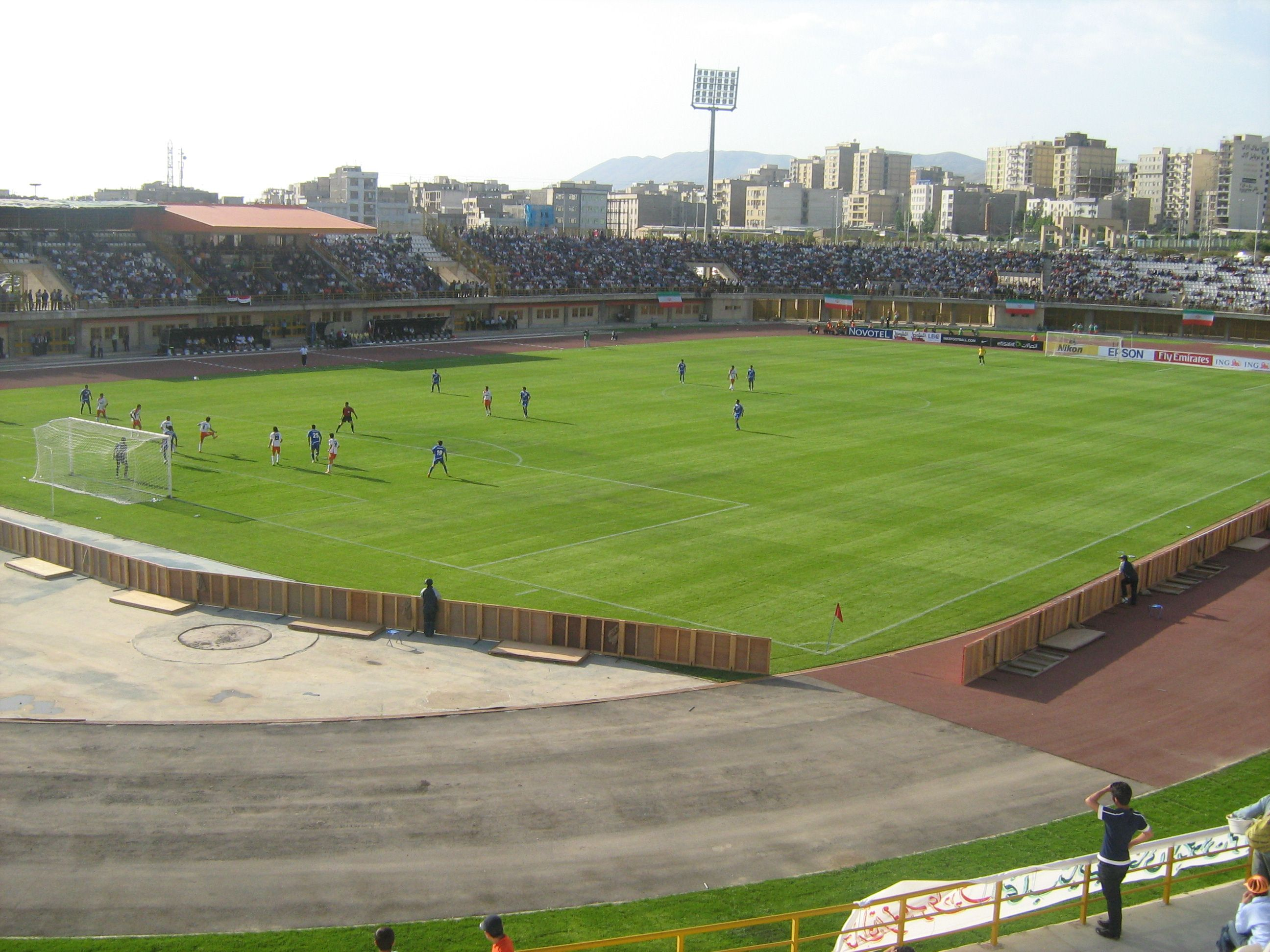
مجموعه ورزشی انقلاب اسلامی کرج

#### مجموعه ورزشی انقلاب اسلامی
ورزشگاه انقلاب کرج  درحال حاضر ورزشگاه خانگی تیم شهدای رزکان البرز در لیگ دسته دوم کشور محسوب می‌شود. تیم فوتبال سایپای کرج در سال ۱۳۸۶ در این ورزشگاه با برد ۲ بر صفر مقابل تیم مس کرمان قهرمان لیگ برتر ششم شد. تیم والیبال سایپا هم در سال ۹۰ با باخت برابر تیم کاله آمل در این ورزشگاه در دیدار فینال به مقام نایب قهرمانی لیگ برتر والیبال کشور نائل شد.

##### تیم‌های فعال ورزشی در لیگ کشور
- تیم مقاومت البرز در لیگ برتر فوتسال ایران
- تیم آقایان بوتاپارس ایرانیان در لیگ یک فوتسال ایران
- تیم زنان بوتا پارس ایرانیان و تیم زنان نصر فردیس کرج در لیگ برتر فوتسال زنان ایران

#### ورزشگاه دکتر شریعتی
ورزشگاه شریعتی هم بین سال‌های ۱۳۷۲ تا ۱۳۷۹ میزبان بازی‌های خانگی باشگاه فوتبال بهمن کرج بود و این تیم در این ورزشگاه به افتخارات زیادی در سطح اول فوتبال کشور رسید. این ورزشگاه همچنین در چند سال ابتدایی میزبان بازی‌های تیم فوتبال سایپای کرج هم بود. هم‌اکنون این ورزشگاه میزبان بازی‌های خانگی باشگاه‌های: شهرداری کرج و مردانپاشا البرز، در لیگ دسته سوم و میزبان برخی بازی‌های فوتبال پایه استان البرز است.

### مراکز درمانی مهم
- بیمارستان امام علی[۷۹]
- بیمارستان شهید مدنی[۸۰]
- بیمارستان کمالی[۸۱]
- بیمارستان ثارالله[۸۲]
- بیمارستان کوثر[۸۳]
- بیمارستان شهید رجایی[۸۴]
- بیمارستان کسری[۸۵]
- بیمارستان قائم[۸۶]
- بیمارستان امام خمینی[۸۷]
- بیمارستان تخت جمشید[۸۸]
- بیمارستان چشم‌پزشکی نور البرز[۸۹]
- بیمارستان آرام

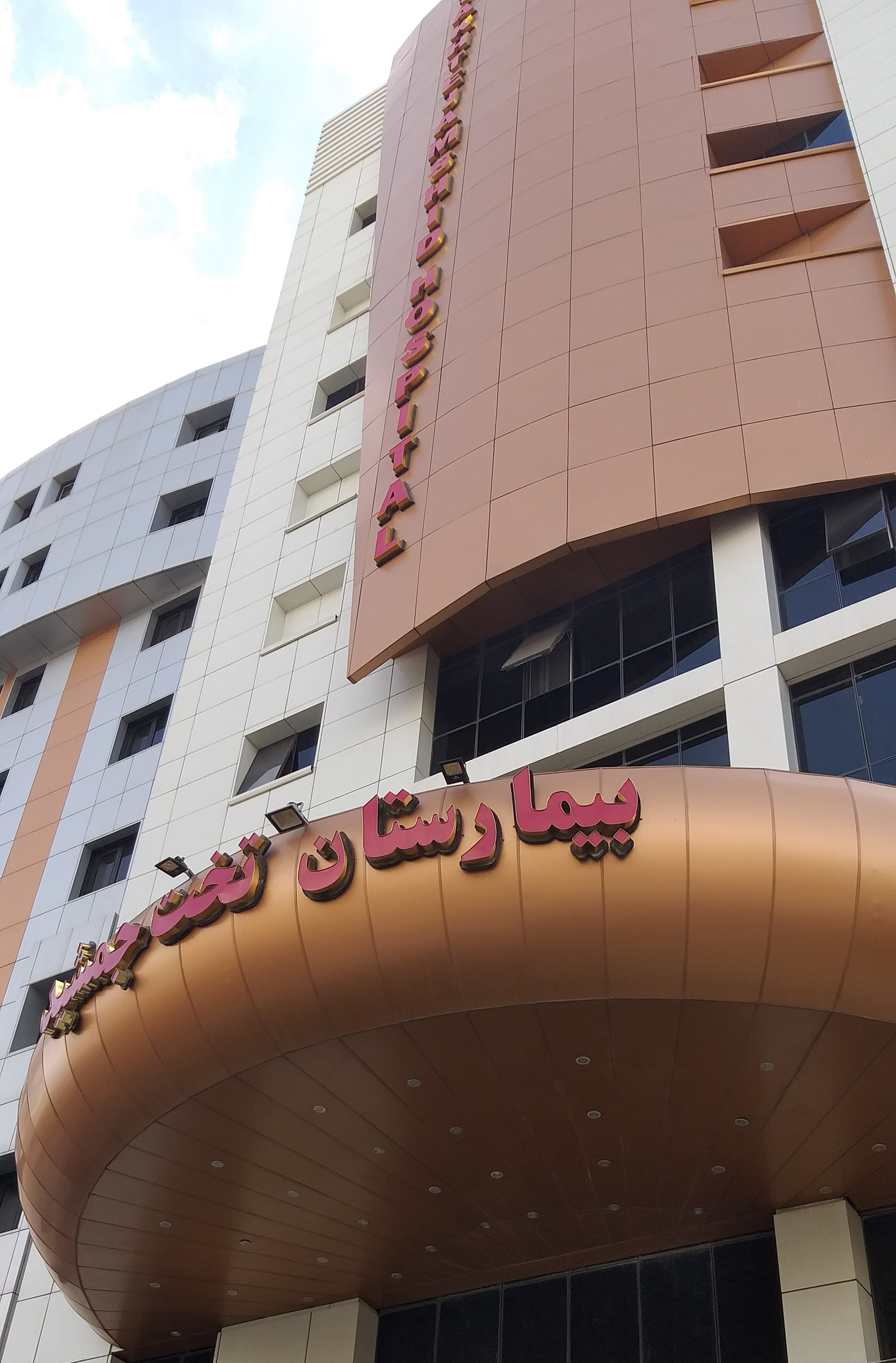
بیمارستان تخت جمشید
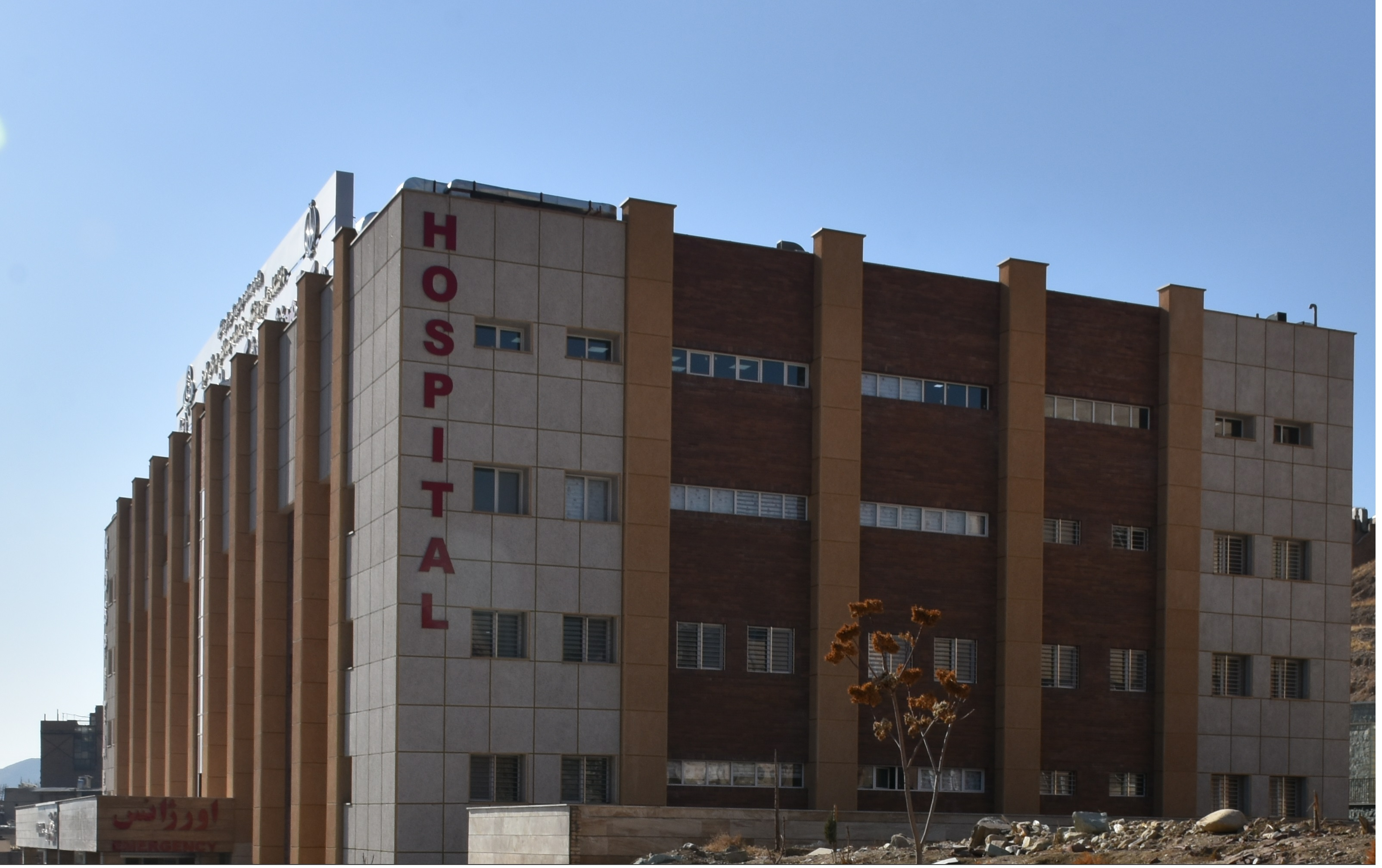
بیمارستان امام علی

## مراکز آموزش عالی و پژوهشی
- دانشگاه علوم پزشکی و خدمات بهداشتی و درمانی البرز
- دانشکدگان کشاورزی و منابع طبیعی دانشگاه تهران
- دانشگاه خوارزمی پردیس کرج
- دانشگاه هنر پردیس کرج
- پژوهشگاه مواد و انرژی
- مؤسسه تحقیقات واکسن و سرم سازی رازی (وابسته به وزارت جهاد کشاورزی)
- دانشگاه آزاد اسلامی واحد کرج
- دانشگاه فرهنگیان (پردیس حکیم فردوسی (برادران) و پردیس امیرکبیر (خواهران))
- دانشگاه پیام نور مرکز کرج
- دانشگاه جامع علمی کاربردی (استان البرز)
- دانشگاه فنی و حرفه‌ای (آموزشکده پسران شهید بهشتی و آموزشکده دختران هفده شهریور)
- مرکز مطالعات خلیج فارس
- پژوهشگاه علوم و فنون هسته‌ای (وابسته به سازمان انرژی اتمی)
- مؤسسه تحقیقات اصلاح و تهیه نهال و بذر (وابسته به وزارت جهاد کشاورزی)
- مؤسسه تحقیقات علوم دامی کشور (وابسته به وزارت جهاد کشاورزی)

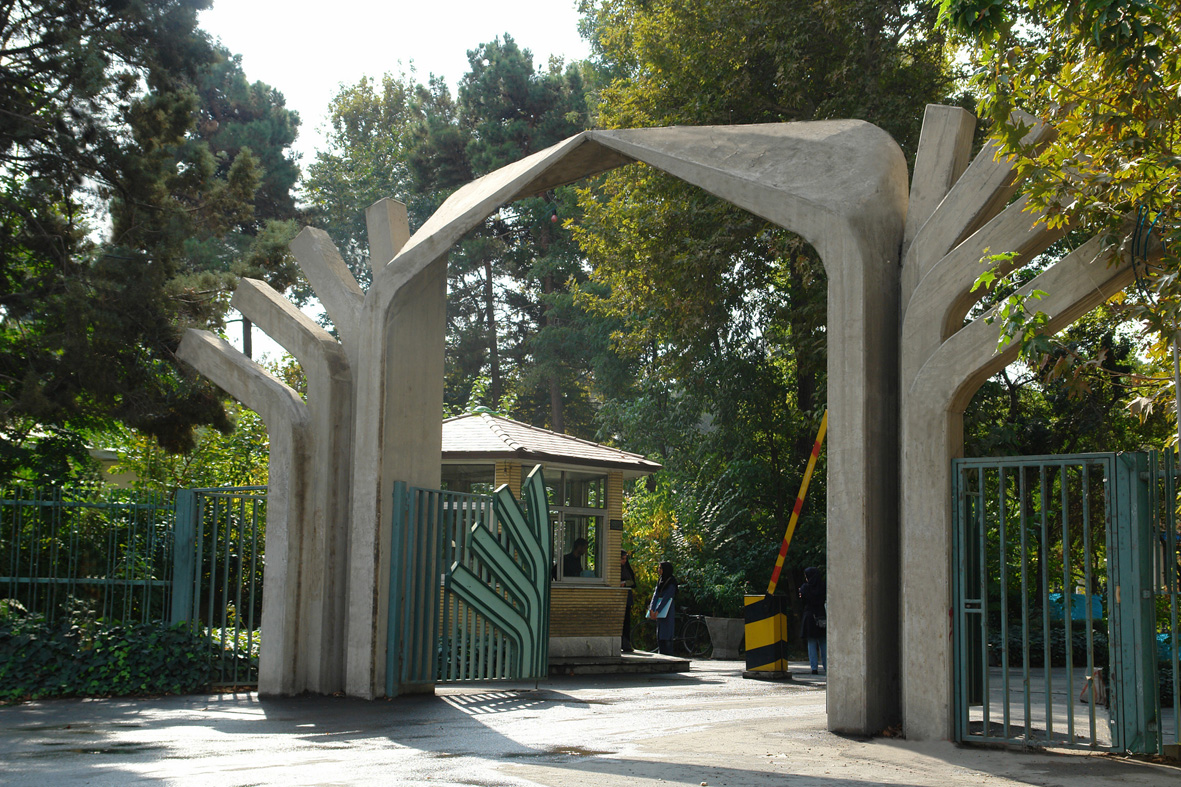
دانشکدگان کشاورزی و منابع طبیعی دانشگاه تهران
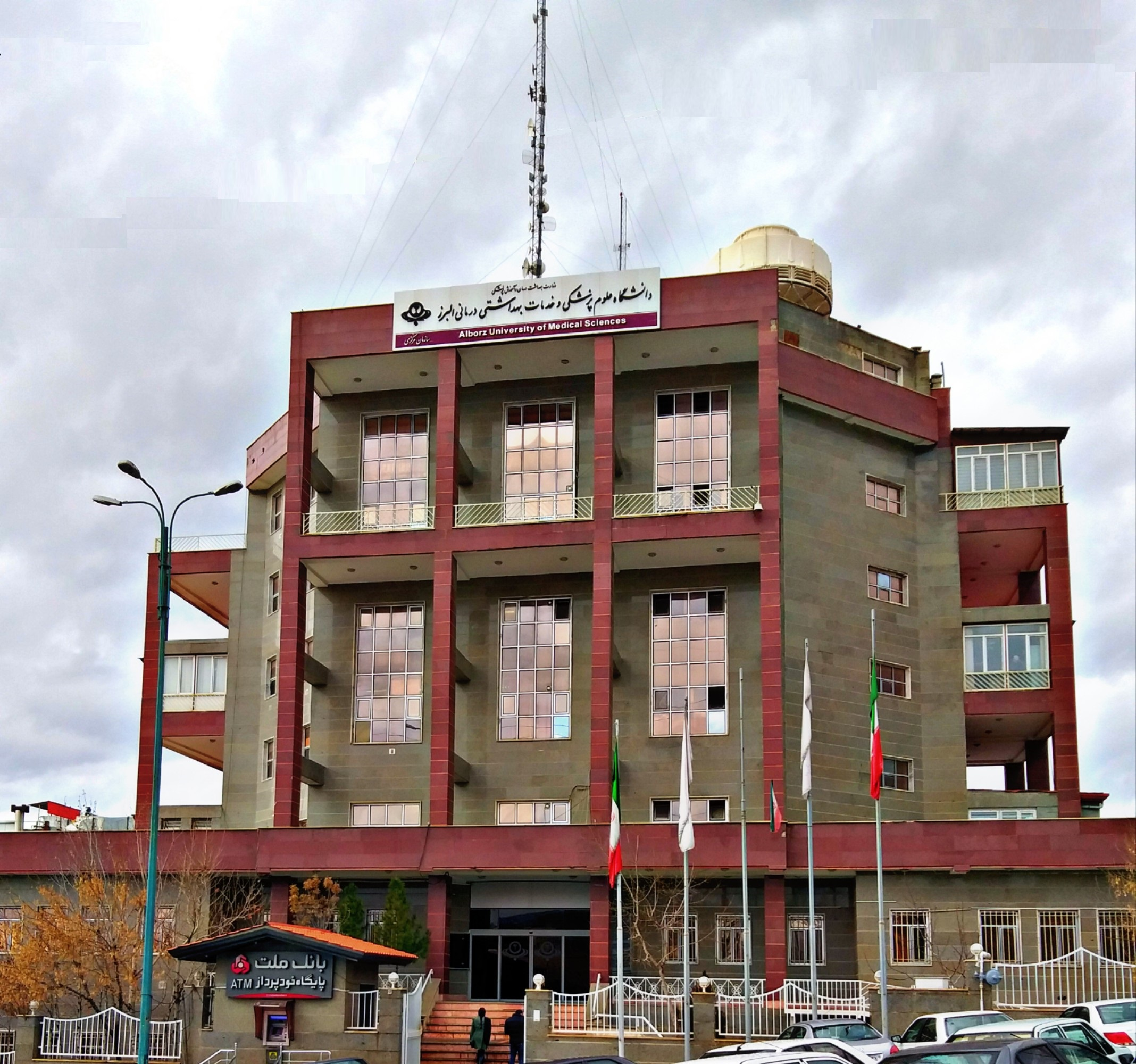
دانشگاه علوم پزشکی البرز
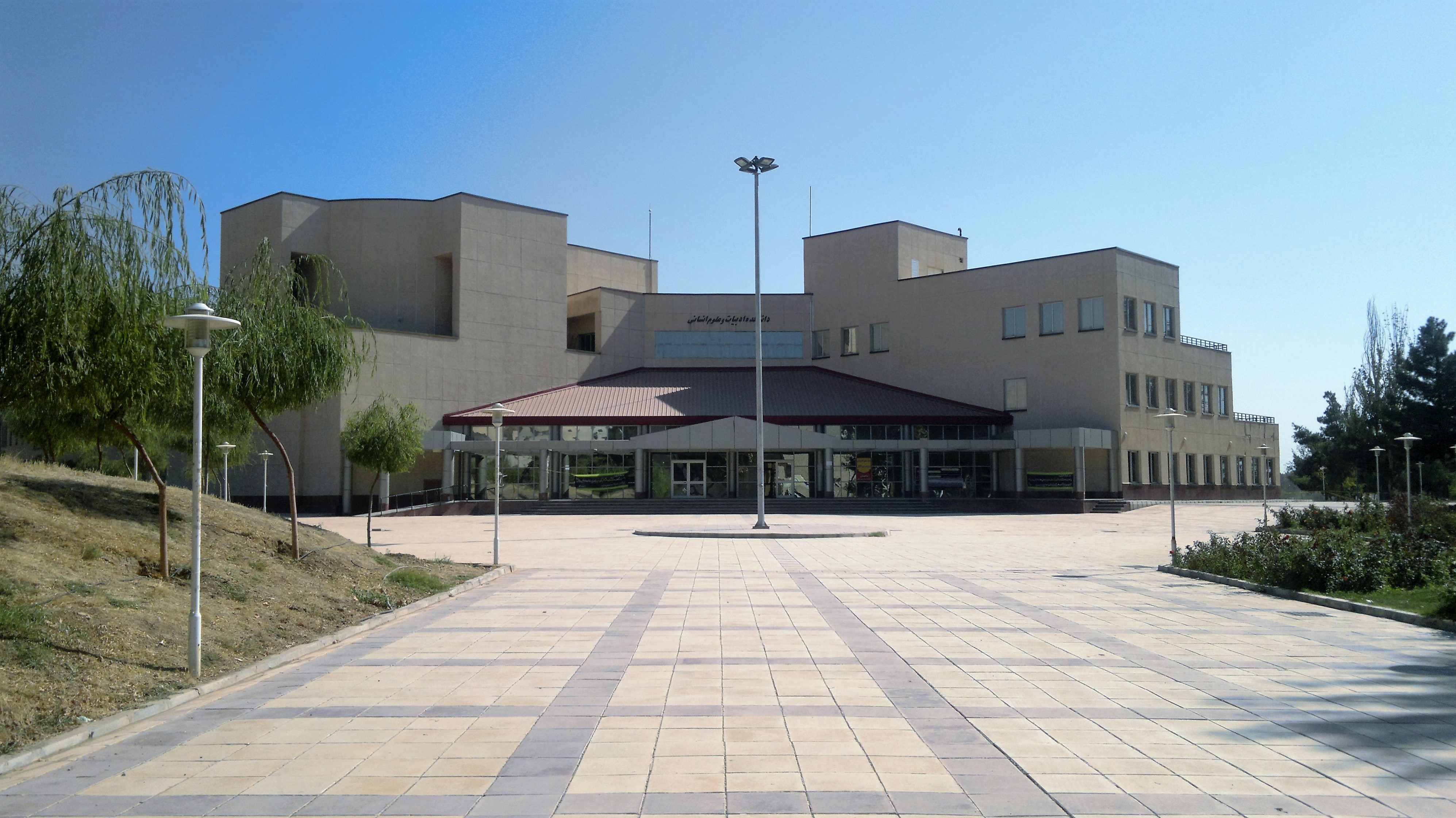
دانشگاه خوارزمی پردیس کرج
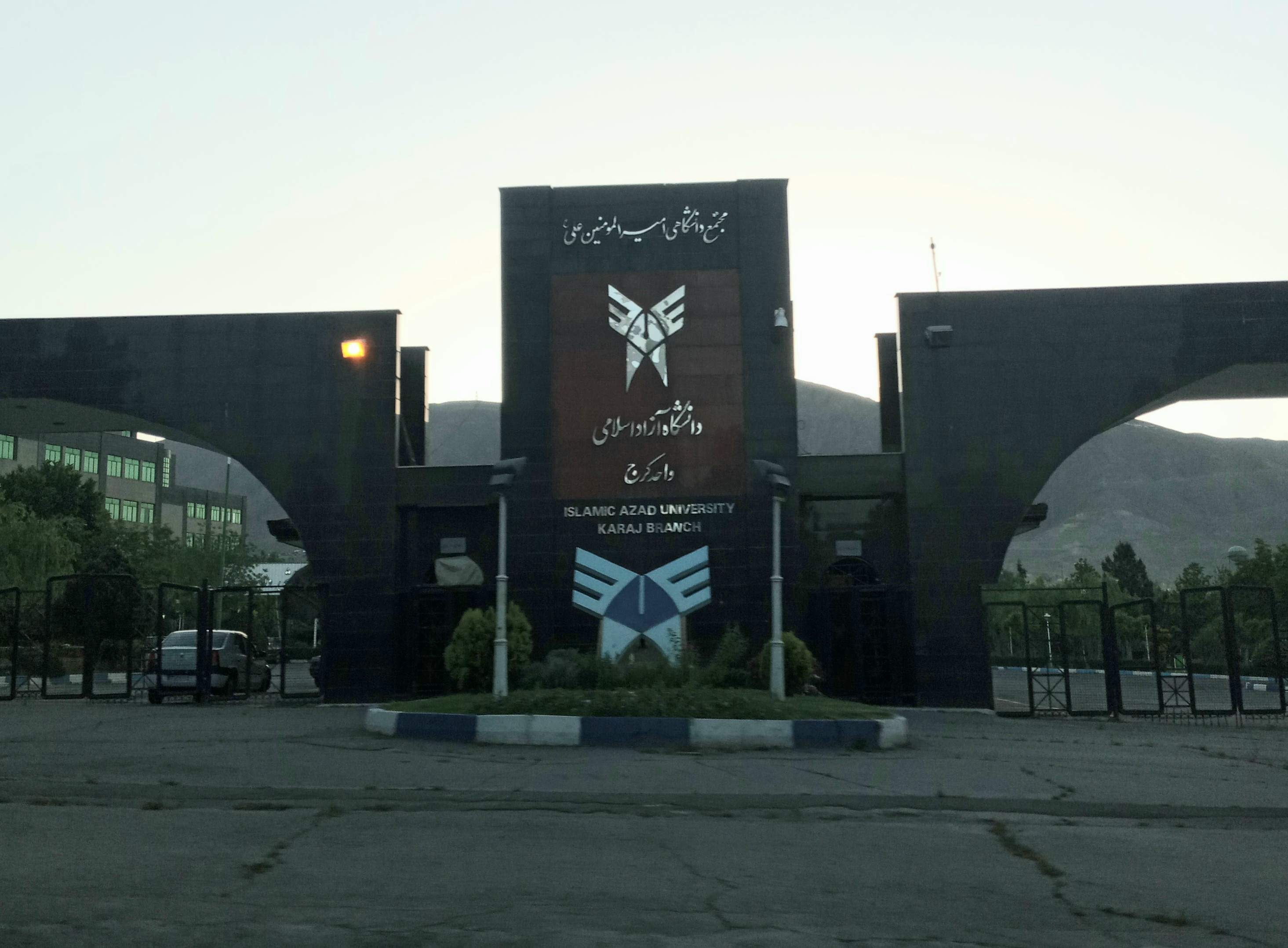
دانشگاه آزاد اسلامی واحد کرج
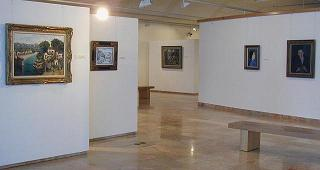
دانشگاه هنر

## مکان‌های تاریخی
| اثر                          | قدمت        |
| آهنین راه و پل سنگی          | دوره اسلامی |
| تپه‌های امامزاده احمد و محمود | دوره اسلامی |
| مسجد هلجرد                   | دوره قاجار  |
| مسجد جامع                    | دوره قاجار  |
| کاروانسرای کندوان            | دوره قاجار  |
| کاروانسرای شاه عباسی         | دوره صفوی   |
| قبرستان قدیمی                | دوره صفوی   |
| چنار حصار                    | ۸۰۰ ساله    |
| درخت سرو کهن                 | ۱۳۰۰ ساله   |
| تپه (آق تپه) مهرشهر          | باستانی     |
| تپه مرد آباد ماهدشت          | باستانی     |
| حمام حیدر آباد               | صفویه       |

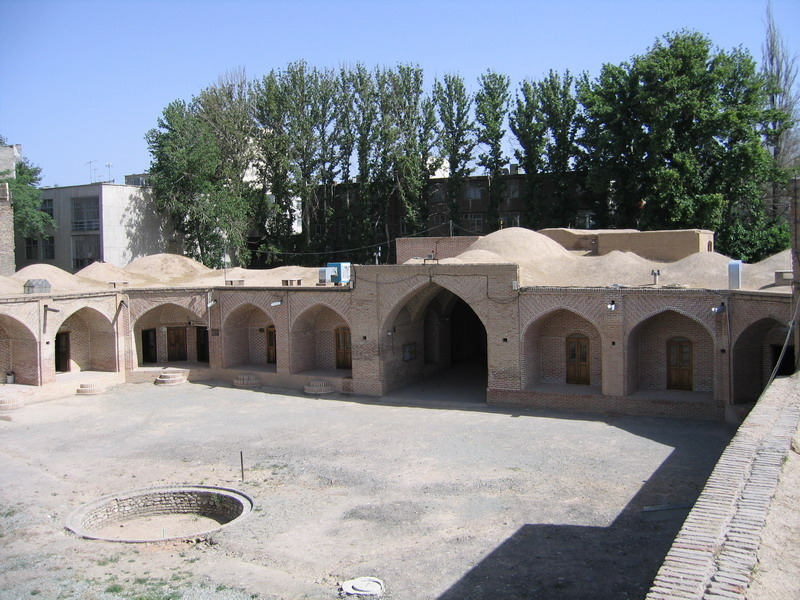
کاروانسرای شاه‌عباسی

در حوزه فرمانداری کرج بیش از ۱۰۰ اثر با ارزش فرهنگی – تاریخی و هنری شناسایی شده و در گزارش بررسی و شناسایی این منطقه درج گردیده. از آثار و مکان‌های تاریخی که دارای قدمت دوره اسلام و پیش از اسلام و دوره قاجار و صفوی و سده ۷ و ۸ و ۹ هـ. ق می‌توان موارد زیر را نام برد.
آثار فرهنگی و تاریخی دهستان‌های نسا، آسارا و آدران در منطقه‌ای کوهستانی قرار داشته و آبادی‌های آن‌ها در دره‌های پرشیب یا بر کناره بلند کوه‌ها ایجاد شده است.
در شهرهای کمال شهر، گرمدره، محمدشهر از حوزه فرمانداری کرج آثار ارزشمند و چشمگیری وجود دارد که شماری از آن‌ها توسط کارشناسان میراث فرهنگی استان تهران و کرج شناسایی شده و تعدادی نیز  درحال بازسازی و استحکام بخشی هستند. دو گرمابهٔ قدیمی واقع در روستاهای هلجرد و بیلقان نیز از آثار تاریخی کرج است.

## مراکز فرهنگی

### مراکز مذهبی
استان البرز دارای ۱۰۰۰ مسجد است که نیمی از آنها، تقریباً ۵۰۰ مسجد در کرج واقع شده‌اند.

### موزه‌ها
- موزه تاریخ طبیعی و تنوع زیستی کرج

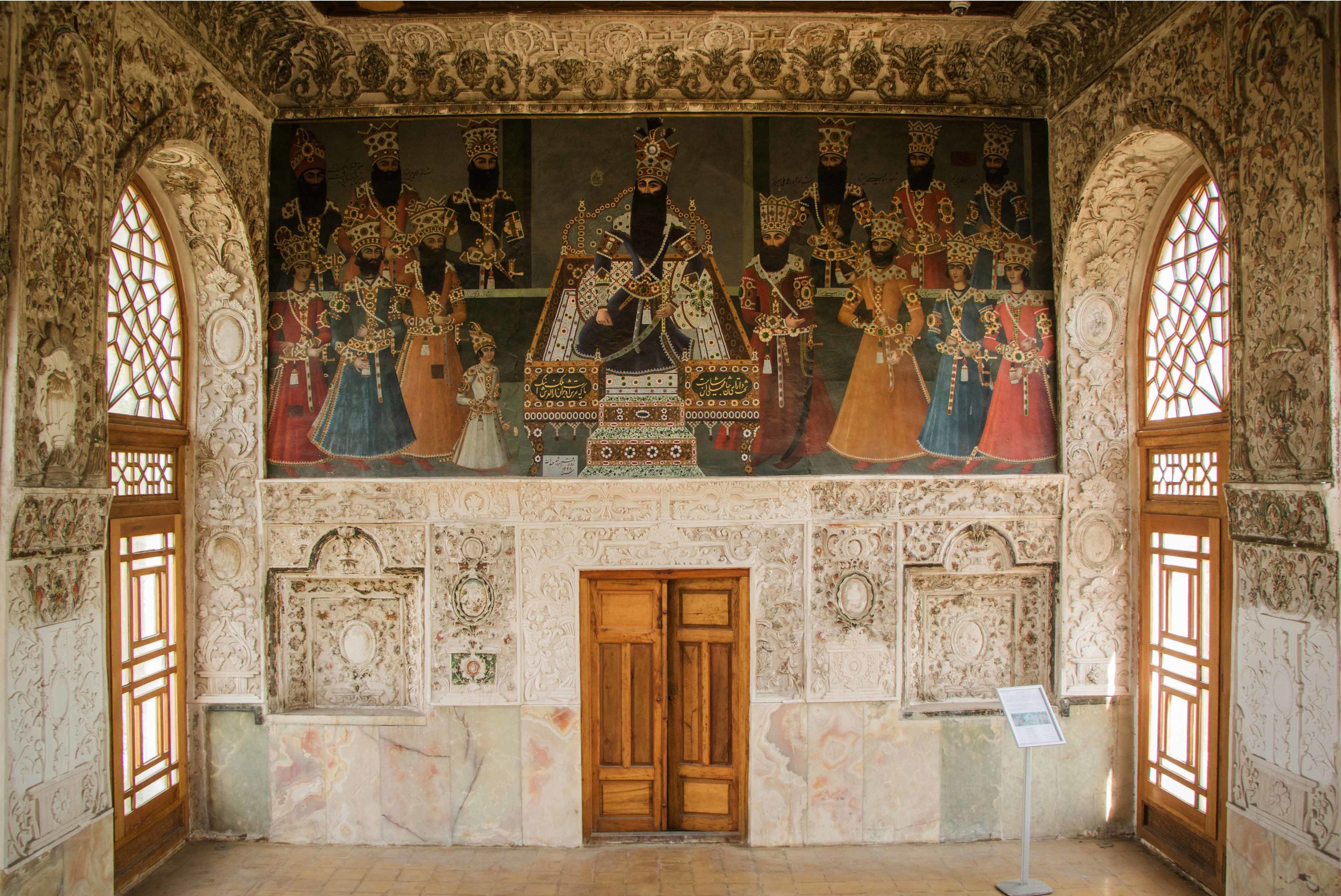
نمای کاخ سلیمانیه

این موزه با وسعت هزار متر در پارک چمران واقع شده است.
در این موزه، نمونه‌هایی از گونه‌های جانوری، حشرات، سنگ‌ها و کانی‌ها، جمجمه و سردیس‌های گونه‌های جانوری نگهداری می‌شود. همچنین نمونه‌های بسیاری از جانوران تاکسیدرمی شده در این موزه نگهداری می‌شود.
- کاخ موزه سلیمانیه

این مجموعه در سال‌های ۱۲۲۴ تا ۱۲۲۷ به دستور فتحعلی شاه قاجار ساخته شده است.
فضای داخلی این بنا با گچبری‌ها و نقش‌های مربوط به دوران قاجاریه آراسته شده است.
بخش‌های زیادی از بناهای محوطه این کاخ تخریب شده است و درحال حاضر تنها بنای اصلی این کاخ باقی مانده است.
- موزه جانورشناسی جلال افشار

این موزه در محوطه دانشکده پردیس کشاورزی کرج واقع شده است. این موزه در سال ۱۳۰۹ با کاربری مدرسه و با نام مدرسه فلاحت آغاز به کار نمود. درحال حاضر این مکان به موزه تبدیل شده است. در این موزه گونه‌های مختلفی از حشرات و آبزیان به نمایش گذاشته شده‌اند همچنین این موزه بخش‌هایی نظیر آزمایشگاه پژوهشی، کتابخانه و عکاسخانه تخصصی را داراست.
- موزه اسناد و نسخ و مردم‌شناسی

در این موزه انواعی از ابزارهای مورد استفاده مردمان گذشته، سلاح‌های جنگی، نسخ‌های تاریخی، اسناد حکومتی، نامه‌های تجار و عکسها و اسناد قدیم کرج وجود دارد.
- موزه تندیس

این موزه بیش از ۱۲۰ تندیس و تابلو را به نمایش گذاشته است که نمایانگر نحوه زندگی مردمان قدیم ایران است. این موزه در بلوار چمران کرج واقع شده است.
- موزه شهدای کرج

در این موزه وسایل شخصی به جا مانده از کشته شدگان جنگ ایران و عراق به نمایش گذاشته شده است. این موزه در امامزاده محمد قرار دارد.
- کاخ مروارید مهرشهر

این مجموعه متعلق به شمس، خواهر محمدرضا پهلوی بوده که در اواسط دهه چهل خورشیدی و توسط یک شرکت معماری مشهور آمریکایی بنا نهاده شده است. شمس پهلوی تا انقلاب ۱۳۵۷ در این کاخ و در مهرشهر کرج ساکن بوده است. کاخ مروارید معماری منحصر بفردی دارد و توسط فضای سبز وسیع و دریاچه مصنوعی احاطه شده است.

#### سینماها
شهر کرج از نظر تعداد سینماها آمار نامطلوبی دارد. کرج نسبت به جمعیت شهر تعداد بسیار کمی سینما دارد.
- سینما ساویز

این سینما در گوهردشت واقع شده است. سینما ساویز در سال ۱۳۸۱ با ۳ سالن افتتاح شد.
- سینما هجرت

این سینما قدیمی‌ترین سینمای کرج می‌باشد و در میدان اصلی کرج واقع شده است که در سال ۱۳۴۷ راه‌اندازی شد.
- سینما الهیه گرمدره

این سینما در گرمدره است که در سال ۱۴۰۱ با سه سالن تأسیس شده است.
- سینما پرشین

این سینما در مهرشهر واقع شده است که در سال ۱۳۸۶ ساخته شد و در سال ۱۳۹۳ افتتاح شد. این سینما دارای چهار سالن می‌باشد که در مجموع ۶۰۰ نفر ظرفیت دارد.
- سینما سپهر

سینما سپهر در شهرک وحدت کرج واقع شده است که در سال ۱۳۹۰ افتتاح شد. این سینما دارای گنجایش ۳۵۰ نفری است.
- سینما فردیس

این سینما در شهر فردیس است که در سال ۱۳۸۵ با یک سالن با ظرفیت ۳۱۸ نفر تأسیس شده است.
- پردیس سینمایی اکومال

پردیس سینمایی اکومال نخستین پردیس استاندارد سینمایی استان البرز است. این مجموعه سینمایی دارای ۶ سالن و ظرفیت ۱۰۰۰ نفر، است.

#### جاذبه‌های گردشگری
ازجمله جاذبه‌های گردشگری کرج می‌توان جاده کرج - چالوس، باغ سیب مهرشهر، کاخ مروارید (شمس)، روستای تاریخی آتشگاه و باغ لاله‌های گچسر را نام برد. کاروانسرای شاه‌عباسی، کاخ ناصرالدین شاهی شهرستانک، پل تاریخی کرج، پارک‌های کرج و امامزاده طاهر کرج که مدفن بسیاری از نام آوران شعر و هنر معاصر ایران است از دیگر جاذبه‌های تاریخی - فرهنگی گردشگری کرج به‌شمار می‌روند.
دیگر جاذبه‌های گردشگری کرج:
- مجموعه سد امیرکبیر، امکانات ورزش‌های آبی  ازجمله قایق‌سواری، اسکی روی آب، ماهیگیری
- پیست اسکی دیزین
- پیست اسکی خور
- روستای آتشگاه کرج
- دهکده واریان
- کاخ سلیمانیه و موزه جانورشناسی کرج واقع در دانشکده کشاورزی
- موزه تاریخ طبیعی کرج
- حمام تاریخی مصباح
- دره ارنگه
- روستای برغان
- رودخانه کرج
- غار یخ‌مراد
- دره پل خواب
- روستای وینه (کرج)
- آبشار آدران
- دهکده آبی پارس
- باغات جهانشهر
- کوه نور عظیمیه
- دهکده توریستی تفریحی باغستان
- پیست موتور کراس حصارک

برخی از جاذبه‌های گردشگری کرج
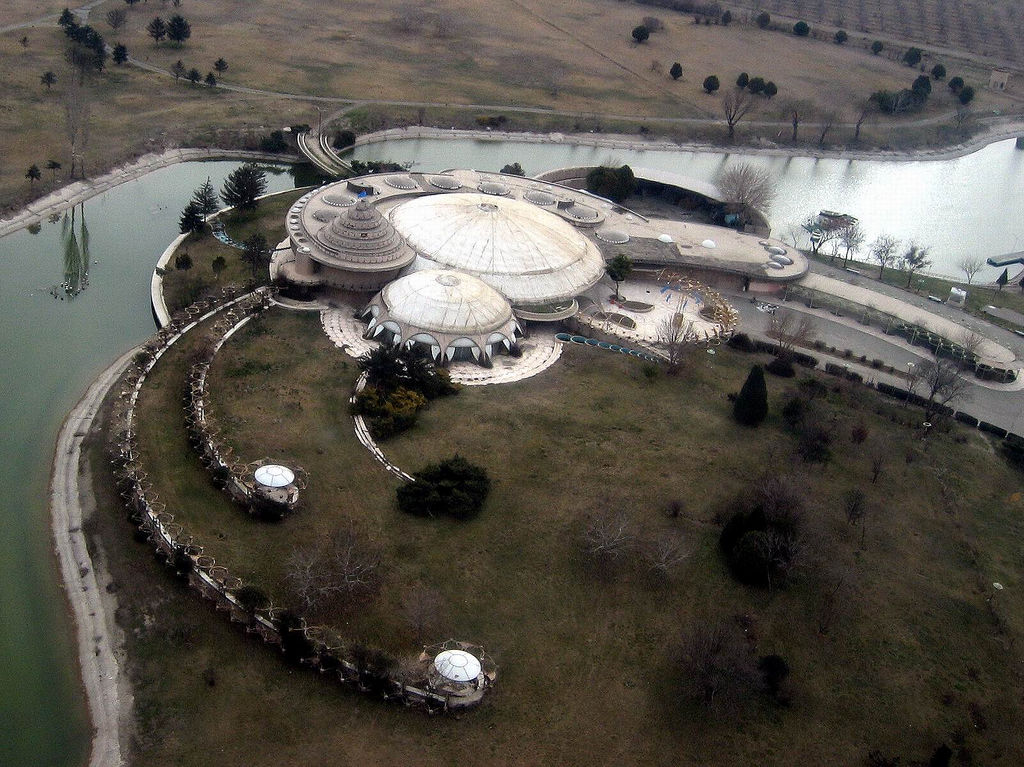
کاخ مروارید (کاخ شمس)
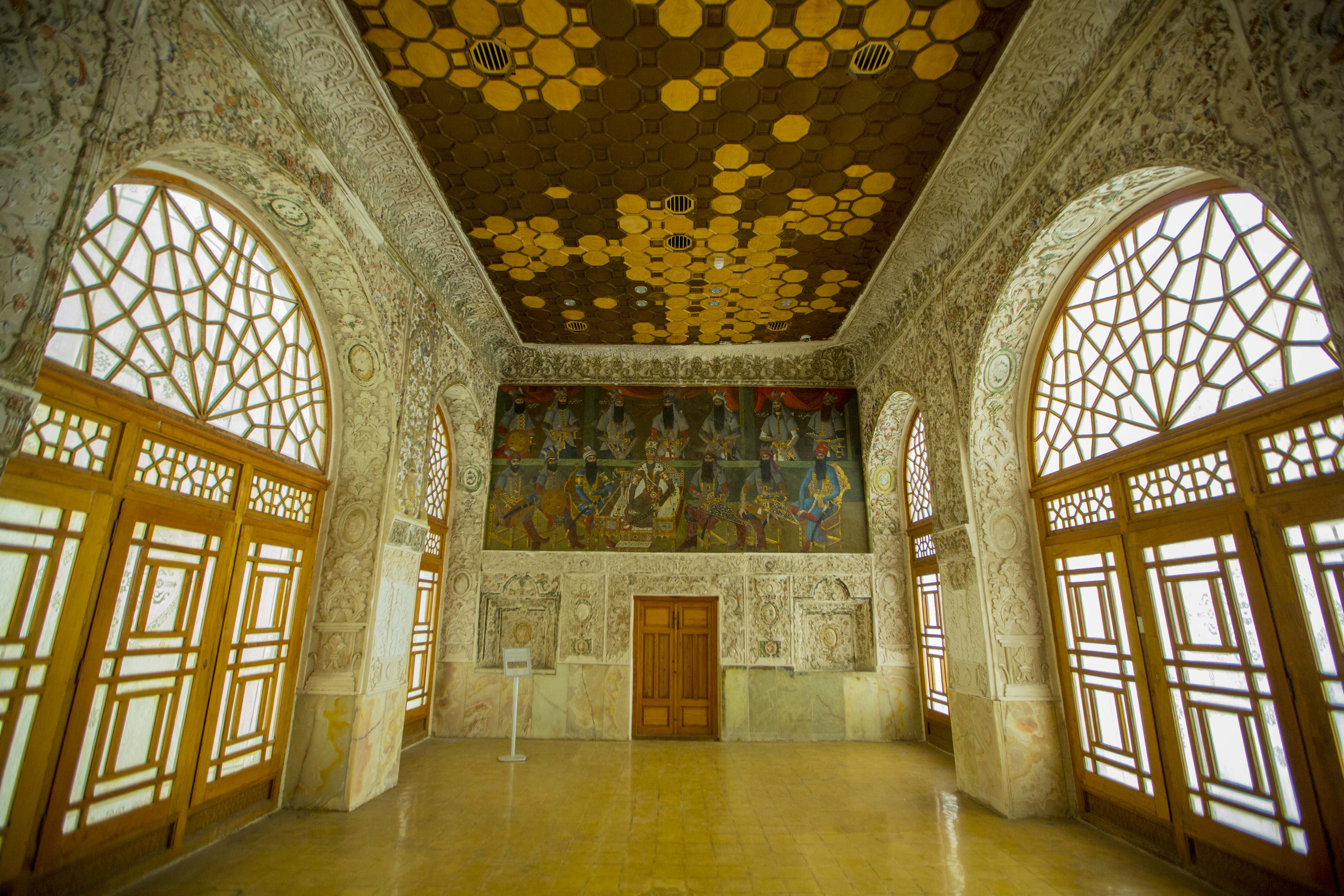
کاخ سلیمانیه کرج
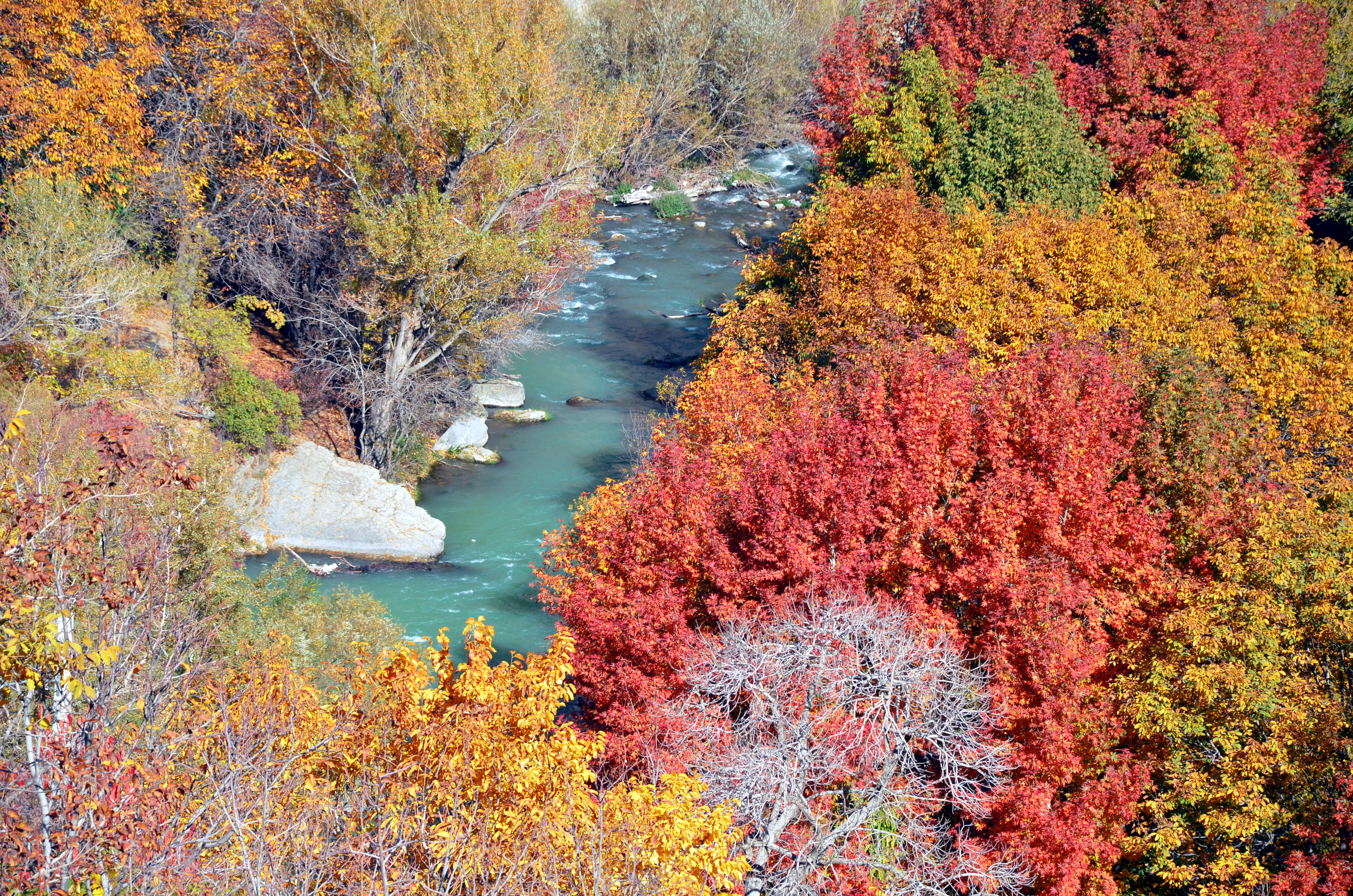
نمایی از رود کرج در منطقه آدران
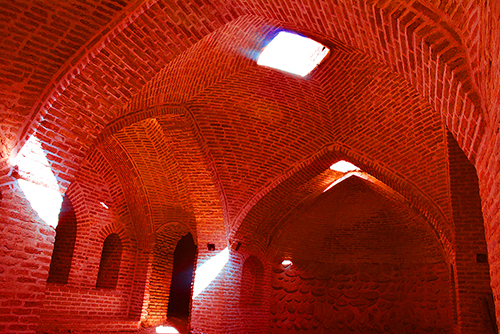
حمام مصباح
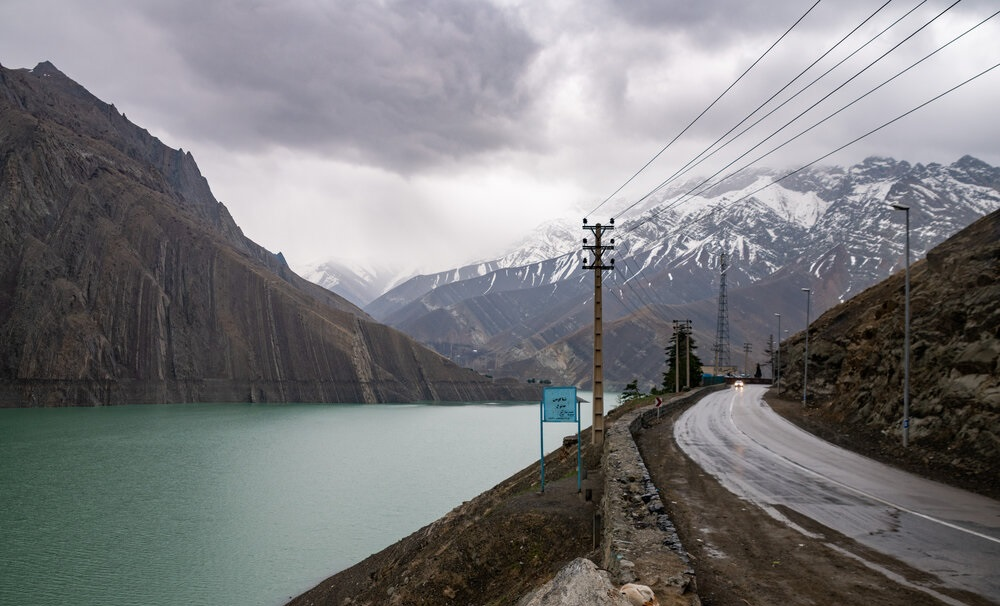
جاده کرج-چالوس محدوده سد امیرکبیر و رودخانه کرج
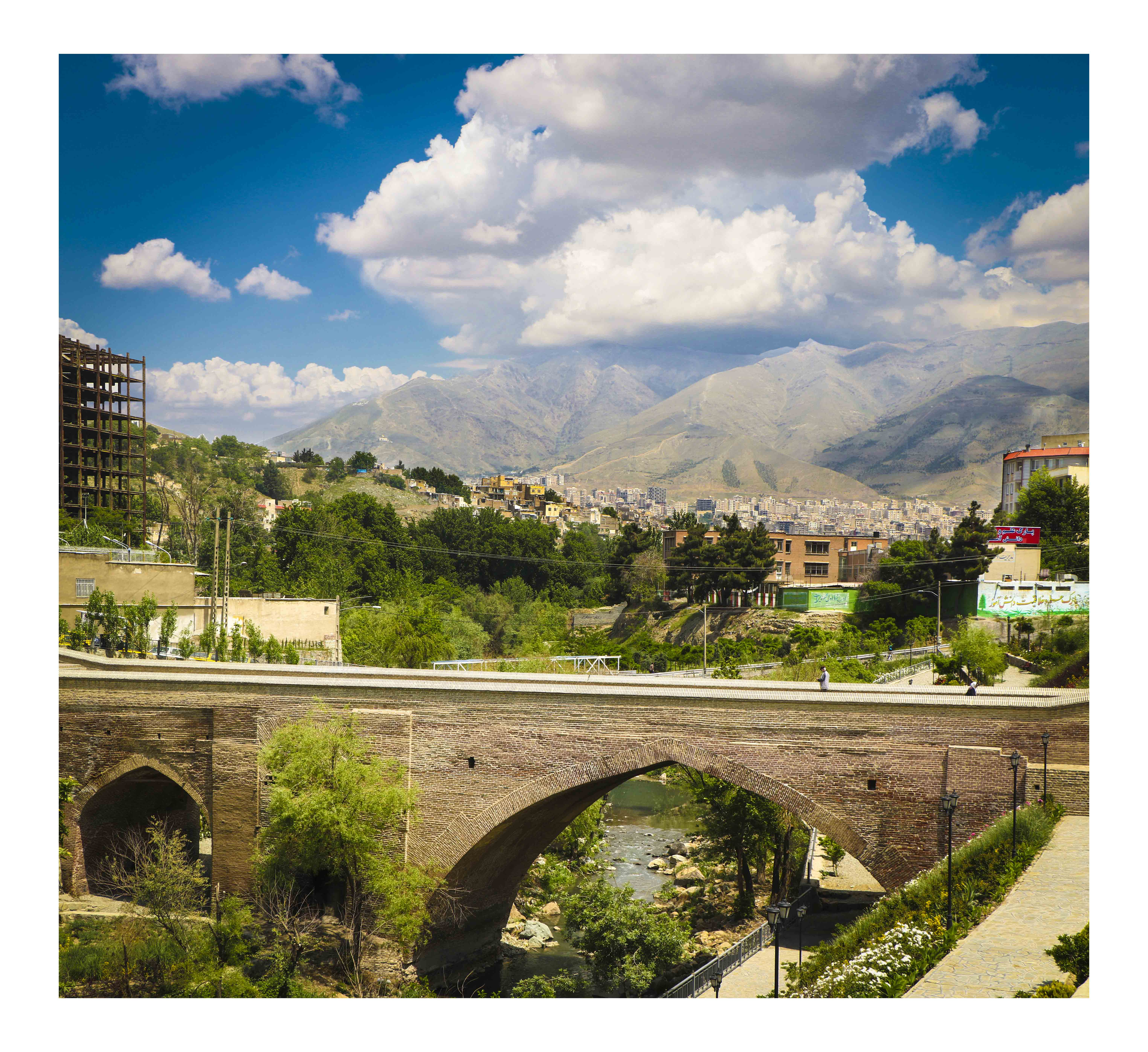
پل تاریخی کرج
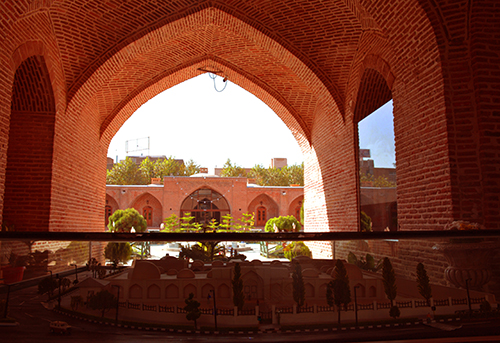
کاروانسرای شاه عباسی
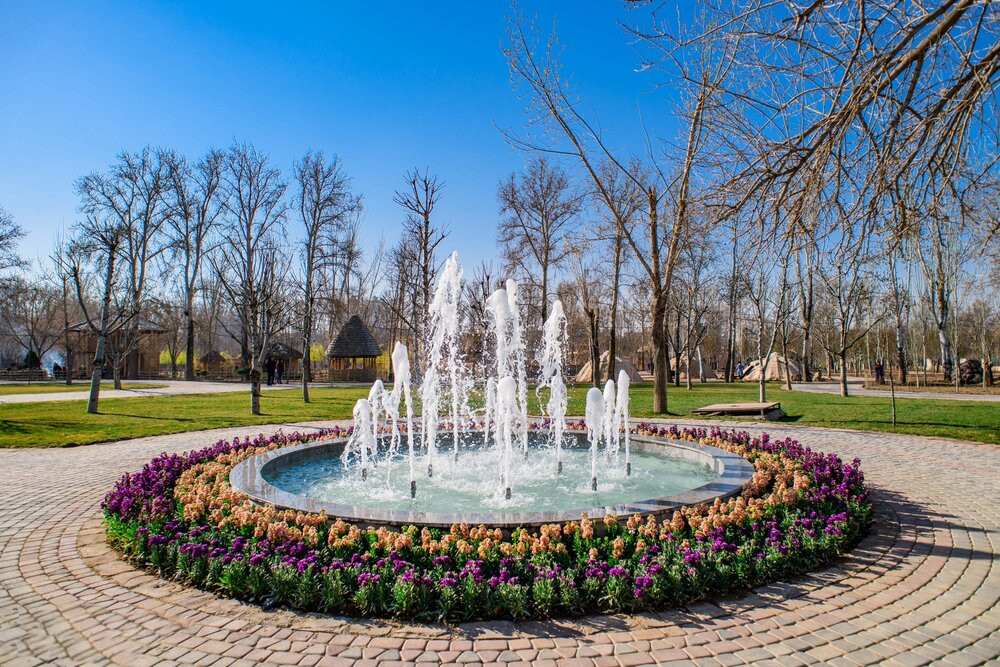
بوستان ایران کوچک
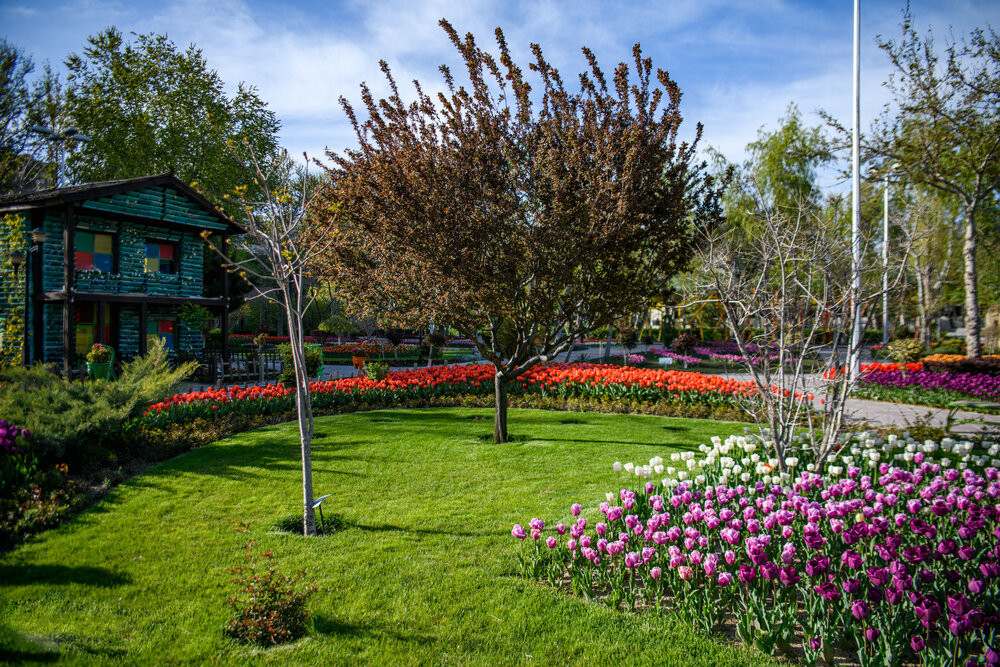
بوستان چمران

## مناطق و محله‌ها
شهر کرج دارای ۱۰ منطقه شهری است.

مناطق شهری کرج

- منطقه۱: قسمتی از مرکز شهر (ضلع شمالی خیابان بهشتی، از ضلع غربی خیابان چالوس تا ضلع شرقی بلوار طالقانی شمالی که شامل خیابانهای برغان، بهار و فروغی می‌شود)، محله عظیمیه و اسلام‌آباد
- منطقه۲:مصباح، قلمستان، ترک آباد، ساسانی، شهرک بنفشه، شهرک استاندارد، شیخ‌آباد، نوروز آباد، حسین‌آباد راه‌آهن، بلوار هفت تیر، شهرک ذوب آهن، آسیاب برجی
- منطقه۳: قسمتی از فاز ۳، کیانمهر، آق تپه و قسمتی از بلوار ارم
- منطقه ۴: فازهای ۱، ۲ و قسمتی از فاز ۳ مهرشهر، حسین‌آباد، فاز ۵ و فاز۴ مهرشهر
- منطقه۵: حصارک پایین، گلشهرویلا، دهقان ویلا
- منطقه۶: حصارک بالا، شاهین ویلا
- منطقه۷: گوهردشت، باغستان
- منطقه۸: کوی کارمندان شمالی، حسن‌آباد، جهانشهر، حاجی‌آباد
- منطقه۹: کوی کارمندان جنوبی، مهرویلا، قسمتی از مرکز شهر (ضلع جنوبی خیابان بهشتی از خیابان دانشکده تا ضلع شرقی بلوار جمهوری)، بلوار دانش آموز، محله اصفهانیا، چهار صد دستگاه
- منطقه۱۰: شهرک‌های جهان‌نما و قائم، کلاک، خلج‌آباد، حصار

(بروزرسانی جدول: تا آبان ۱۴۰۱)
| منطقه    | مدیر منطقه     | مساحت (متر مربع) | جمعیت (۱۳۹۵) | نقشه | وبگاه           |
| -------- | -------------- | ---------------- | ------------ | ---- | --------------- |
| منطقه ۱  | محمد گروسی     | ۸٫۵۹۴٫۰۵۶        | ۱۲۸٫۹۴۳      |      | mant1.karaj.ir  |
| منطقه ۲  | سیدجواد موسوی  | ۱۱٫۱۶۰٫۰۰۰       | ۱۱۳٫۷۲۹      |      | mant2.karaj.ir  |
| منطقه ۳  | مصطفی عابدی    | ۱۶٫۹۵۶٫۶۰۰       | ۹۷٫۶۸۱       |      | mant3.karaj.ir  |
| منطقه ۴  | سعید صفری      | ۱۶٫۵۰۱٫۷۸۰       | ۱۰۳٫۷۹۶      |      | mant4.karaj.ir  |
| منطقه ۵  | حسین عطایی     | ۱۱٫۶۷۰٫۰۰۰       | ۲۳۰٫۰۰۰      |      | mant5.karaj.ir  |
| منطقه ۶  | علی فروغی      | ۱۸٫۰۰۰٫۰۰۰       | ۲۷۰٫۰۰۰      |      | mant6.karaj.ir  |
| منطقه ۷  | آرش یگانی      | ۱۵٫۴۱۰٫۳۴۰       | ۱۶۸٫۰۳۴      |      | mant7.karaj.ir  |
| منطقه ۸  | غلامرضا رضوانی | ۹٫۹۹۸٫۹۰۰        | ۱۳۶٫۲۹۹      |      | mant8.karaj.ir  |
| منطقه ۹  | مهدی رشیدی     | ۶٫۰۰۰٫۵۸۰        | ۱۳۵٫۰۰۰      |      | mant9.karaj.ir  |
| منطقه ۱۰ | رامین بیرجانی  | ۱۵٫۷۵۰٫۰۰۰       | ۷۲٫۱۲۸       |      | mant10.karaj.ir |

### مناطق اقماری
- محمدشهر
- سرحدآباد
- کیانمهر
- آق‌تپه

## سیاست

### شهرداری کرج

نشان شهرداری کرج

شهرداری کرج سازمان غیردولتی است که مسئولیت اداره شهر کرج را برعهده دارد.
مسئولیت مدیریت این سازمان با شهردار کرج است که با حکم از طریق رای‌گیری در شورای شهر کرج انتخاب می‌شود و به وزارت کشور معرفی می‌گردد و وزارت کشور با بررسی صلاحیت منتخب شورا حکم شهردار را صادر می‌کند.
شهرداری کرج شامل ۱۰ منطقه است که مدیریت هر منطقه به عهده شهردار آن منطقه است که توسط شهردار کرج انتخاب می‌شود.
شهردار کرج، مهرداد کیانی می‌باشد.

### شورای شهر کرج

نشان شورای اسلامی شهر کرج

شورای اسلامی شهر کرج، شورایی مرکب از ۱۳ نفر است که با رأی مردم شهر کرج، برای تصمیم‌گیری در خصوص امور مربوط به شهرداری کرج انتخاب می‌شوند.
رئیس کنونی شورای شهر کرج مسعود محمدی می‌باشد.
طی دیدار سرپرست شهرداری کرج با فرماندار هاوانا، در تاریخ ۱۷ تیر ۱۴۰۱ مراحل انعقاد تفاهم‌نامه جهت خواهرخواندگی این دو شهر مطرح و بررسی شد.
خواهرخواندگی ناشهری کرج:
- آموزش و پرورش کرج با آموزش پرورش شهرستان نیمروز[۱۲۱]
- متروی تهران با متروی کرج[۱۲۲]

## شهرهای خواهرخوانده
- بوگور، اندونزی[۱۲۳][۱۲۴]
- چنگدو، چین[۱۲۵]

## نماد شهری
با توجه به رشد سریع جمعیت، سیاست‌های نادرست شهرداری و عدم تخصیص نماد شاخص شهری به کرج، این شهر تا پیش از احداث باغ گلهای پارک چمران بدون نماد شاخص شهری بود؛

### گل لاله

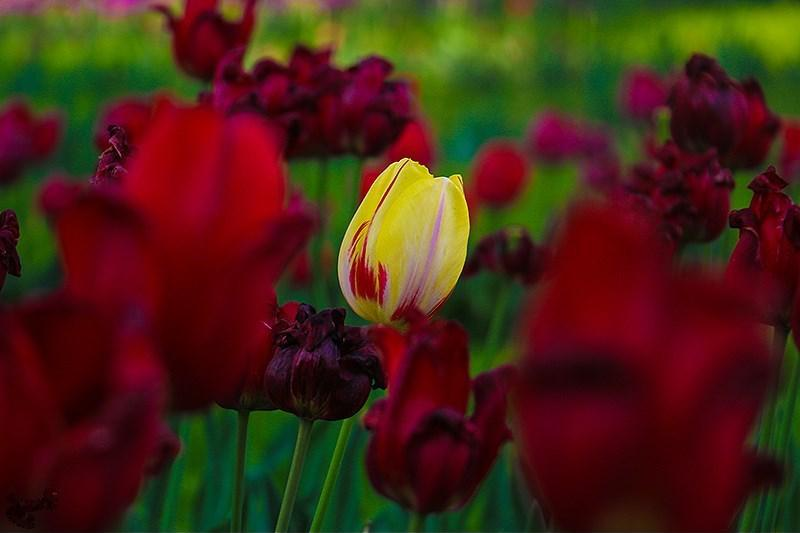
گل لاله، نماد فرهنگی شهر کرج؛ باغ گلهای بوستان چمران

پس از احداث باغ گلها در بوستان چمران کرج، گل لاله به عنوان نماد اصلی شهر کرج و حتی استان البرز شناخته می‌شود.

### روز فرهنگی کرج
با توجه به نامگذاری کرج در سال‌های اخیر با عنوان ایران کوچک و وجود اقوام گوناگون در این شهر، باید برای معرفی این شهر، اقدامات اساسی صورت پذیرد که برپایی جشنواره روز فرهنگی کرج یکی از رویدادهای تأثیرگذار بوده و نماد همبستگی اقوام ایران‌زمین است.
روز فرهنگی کرج در روز ۲۱ فروردین است که همزمان با آغاز جشنواره لاله‌ها، به عنوان روز فرهنگی کرج، نامگذاری شده است.

### پارک ملی ایران کوچک

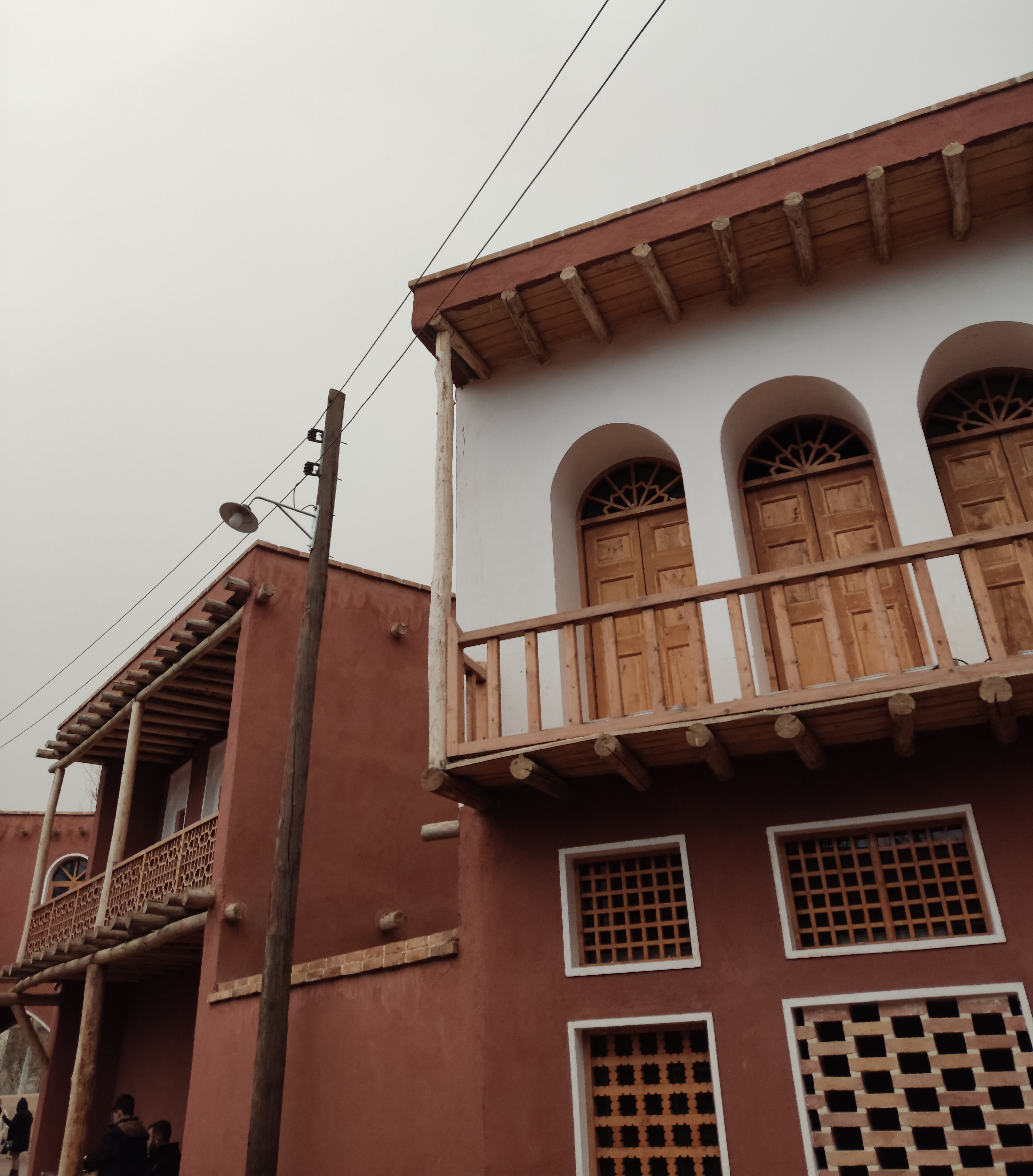
شبیه‌سازی روستای ابیانه در بوستان ملی ایران کوچک

همچنین در سالهای اخیر با احداث پارک ایران کوچک در قسمتی از باغ‌های فاتح، این پارک به عنوان نماد هویتی کرج معرفی شده است. این پارک تجلی پیوند هویت باغ شهری با معماری فرهنگی ایران زمین در کرج است.

## مشکلات زیست‌محیطی

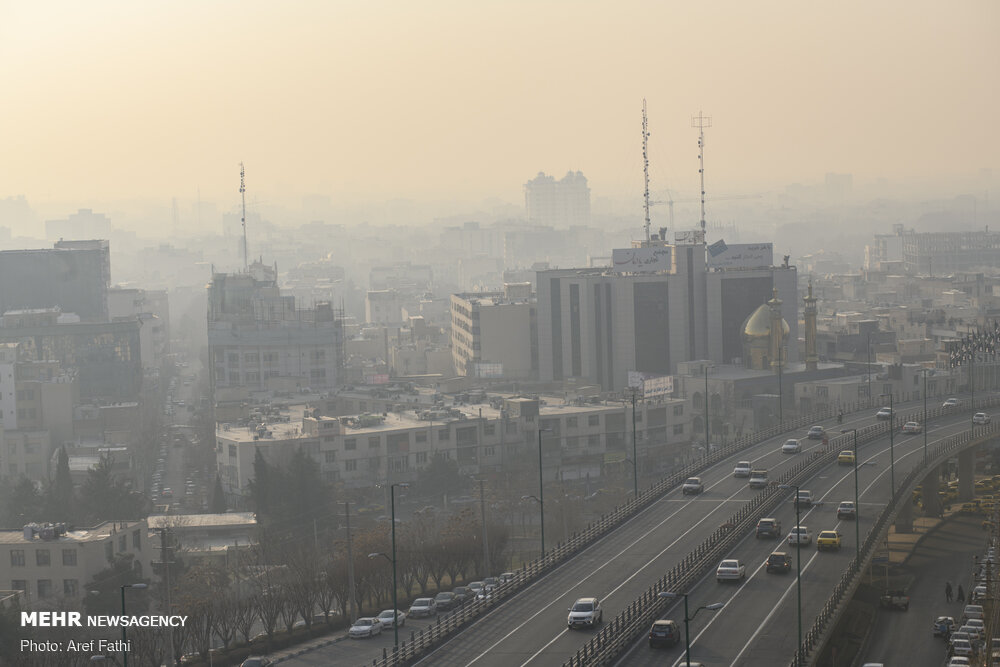
آلودگی هوا در کرج (سال ۱۳۹۹)

با توجه به افزایش شدید جمعیت شهر کرج در سال‌های اخیر و عدم برنامه‌ریزی برای کنترل تراکم جمعیتی و بهبود زیرساخت‌های شهری، شهر کرج با مشکلات زیست‌محیطی بسیاری روبه‌رو شده است. برجسته‌ترین مشکلات زیست‌محیطی شهر کرج، آلودگی هوا و بحران آب است.

### آلودگی هوا
آلودگی هوا بزرگ‌ترین مشکل زیست‌محیطی شهر کرج است. به حدی که در پاییز سال ۱۳۹۹ شهر کرج ۴۴ روز هوای ناسالم را تجربه کرده است که آمار بسیار نامطلوبی است. همچنین در سالهای اخیر کرج در ردیف ۸ شهر آلوده کشور قرار گرفته است.
در سال ۱۴۰۱ با ثبت رکوردی جدید، شاخص کیفیت هوا در کرج ۴ بار از عدد ۳۰۰ گذر کرد و در حالت خطرناک قرارگرفت.
از مهم‌ترین علل افزایش آلودگی هوا در کرج، خشک‌شدن تالاب صالحیه، عدم وجود ناوگان حمل و نقل عمومی استاندارد، تخریب باغات، عدم وجود خطوط حمل‌ونقل ریلی به تناسب جمعیت و تراکم جمعیتی بالا به نسبت زیرساخت‌های موجود می‌باشد.

### بحران آب

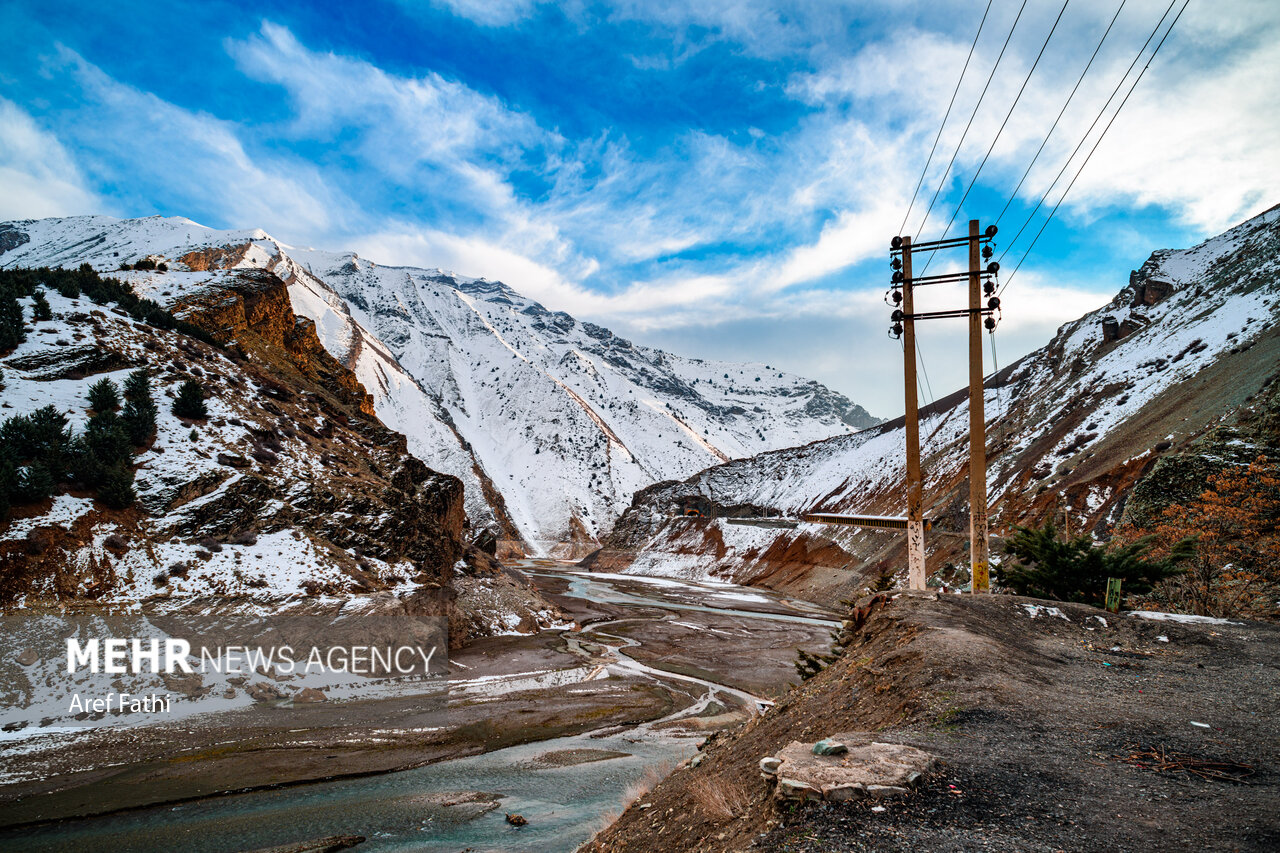
با احداث تونل انتقال آب به طول ۳۰ کیلومتر از سد امیرکبیر تا تهران، حقآبه کرج از این سد به حداقل خود رسیده است.

کرج به خصوص در سال‌های اخیر با بحران جدی آب روبه‌رو بوده است. از مهم‌ترین علل بحران آب در کرج، اختصاص آب سد کرج به تهران بوده است که باعث شده است که آب شهر کرج از طریق چاه‌ها و سفره آب‌های زیر زمینی تأمین شود و کرج را با بحران مواجه کند. از دیگر علت‌ها نیز تغییرات اقلیمی و افزایش جمعیت می‌باشد.

### تراکم جمعیتی بالا

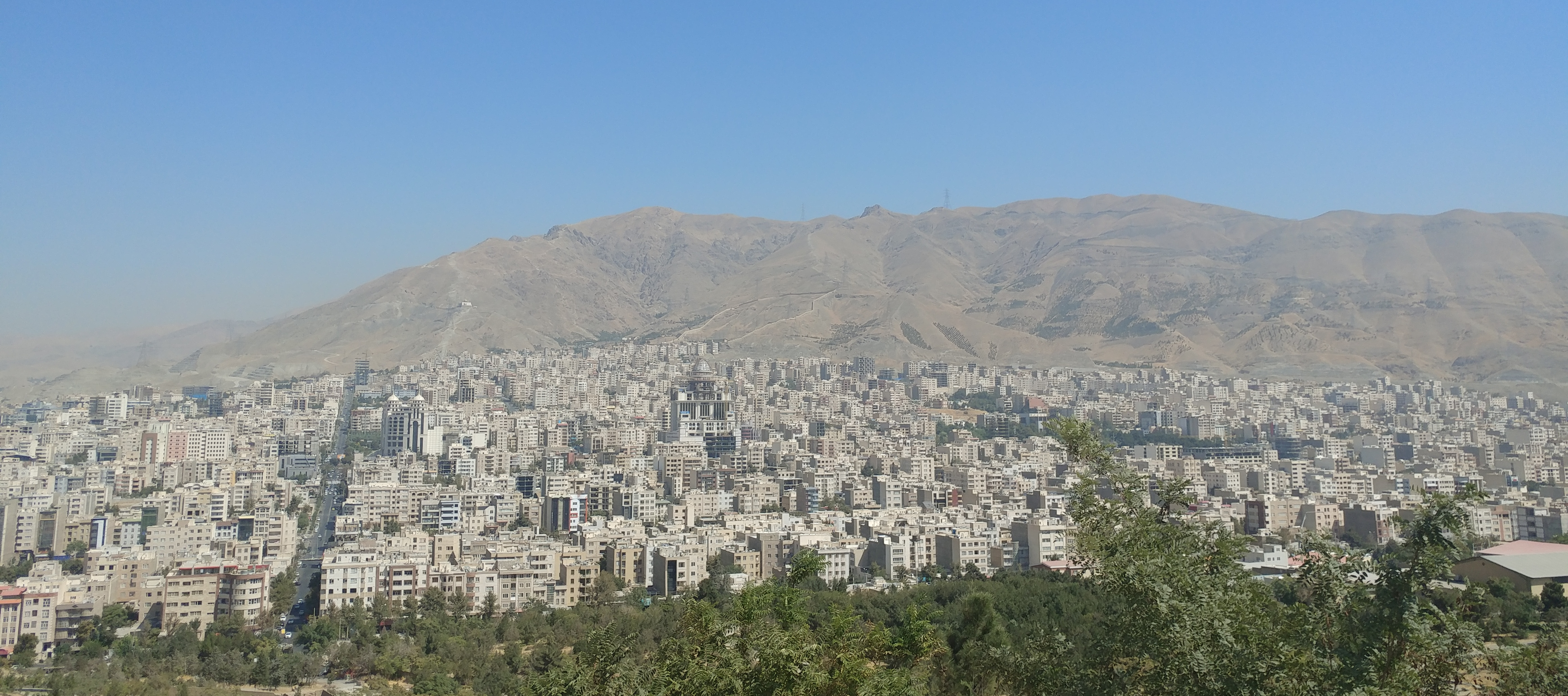
دورنمایی از عظیمیه

تراکم جمعیتی بسیار بالا در کرج یکی از مشکلات مهم این شهر است که باعث بروز مشکلات بسیار جدی در کرج شده است.
تراکم جمعیتی در کرج ۸۹۱ تن است که ۱۹ برابر متوسط کشوری است. در اوایل انقلاب اسلامی، کرج ۲۵۰ هزار تن سکنه داشت اما امروزه ۱٬۵۹۲٬۴۹۲ تن جمعیت دارد در حالی که زیرساخت‌های موجود جوابگوی جمعیت یک‌ونیم میلیون نفری کرج نیست.
مهم‌ترین علت افزایش تراکم جمعیتی شهر، مهاجرت بالای افراد از اقصی نقاط کشور و نیاز این جمعیت به مسکن می‌باشد که آپارتمان نشینی و ساخت و ساز انبوه در کرج و به طبع این اتفاق، تراکم جمعیتی شهر را به شدت افزایش داده است .
 از سوی دیگر افزایش نیافتن امکاناتی نظیر سرانه فضای سبز و آموزش به تناسب افزایش جمعیت و به‌طور کلی غالب شدن سرانه مسکن بر سرانه فضای سبز، آموزش و بهداشت باعث بروز مشکلات شهری شده است.
از مشکلات به وجود آمده بخاطر تراکم جمعیتی بالای شهر می‌توان به کمبود سرانه آموزشی، کمبود امکانات بهداشتی، ترافیک، کمبود آب و برق، آلودگی هوا، کمبود امکانات حمل و نقل عمومی و عدم امکان مدیریت بحران در صورت اتفاقاتی نظیر شیوع بیماری‌های واگیر یا زمین لرزه اشاره کرد.

### فرونشست زمین
فرونشست زمین یکی از بحران‌های زیست‌محیطی مهم شهرهای ایران است که در سال‌های اخیر بسیار گسترش یافته است. کرج در سال‌های اخیر دچار این بحران زیست‌محیطی شده است. مناطق مهرشهر، کمالشهر و محمدشهر با میزان شش سانتی‌متر در سال بیشترین میزان فرونشست زمین در مناطق کرج و اطراف شهر را دارند. علت اصلی این فرونشست‌ها برداشت بی‌رویه از آبخوان‌های زیرزمینی است.  به‌دلیل انتقال آب سدهای کرج و طالقان به تهران، آب شرب بیشتر مناطق شهری کرج از سفره آب‌های زیرزمینی تأمین می‌شود و کاهش حجم آبخوان‌ها باعث فرونشست زمین و ایجاد فروچاله‌ها خواهد شد. از خطرات فرونشست زمین می‌توان به تخریب تأسیسات زیرزمینی، از بین رفتن چاه‌های تأمین آب و در موارد شدید به تخریب سازه‌ها اشاره کرد.

## مراکز خرید مهم
- بازار انقلاب
- مرکز خرید مهرادمال
- مرکز خرید چچلاس
- مرکز خرید ماندگار
- مرکز خرید مهستان
- مرکز خرید پارسیان
- مرکز خرید ملاصدرا
- مجتمع تجاری ملاصدرا
- مجتمع تجاری نیکامال
- مرکز خرید برج آموت
- مرکز خرید برج میلاد
- مرکز خرید برج طالقانی
- مجتمع تجاری یادمان
- بازار بزرگ آزادی[۱۵۸]

## نگارخانه

نگارخانه شهر کرج
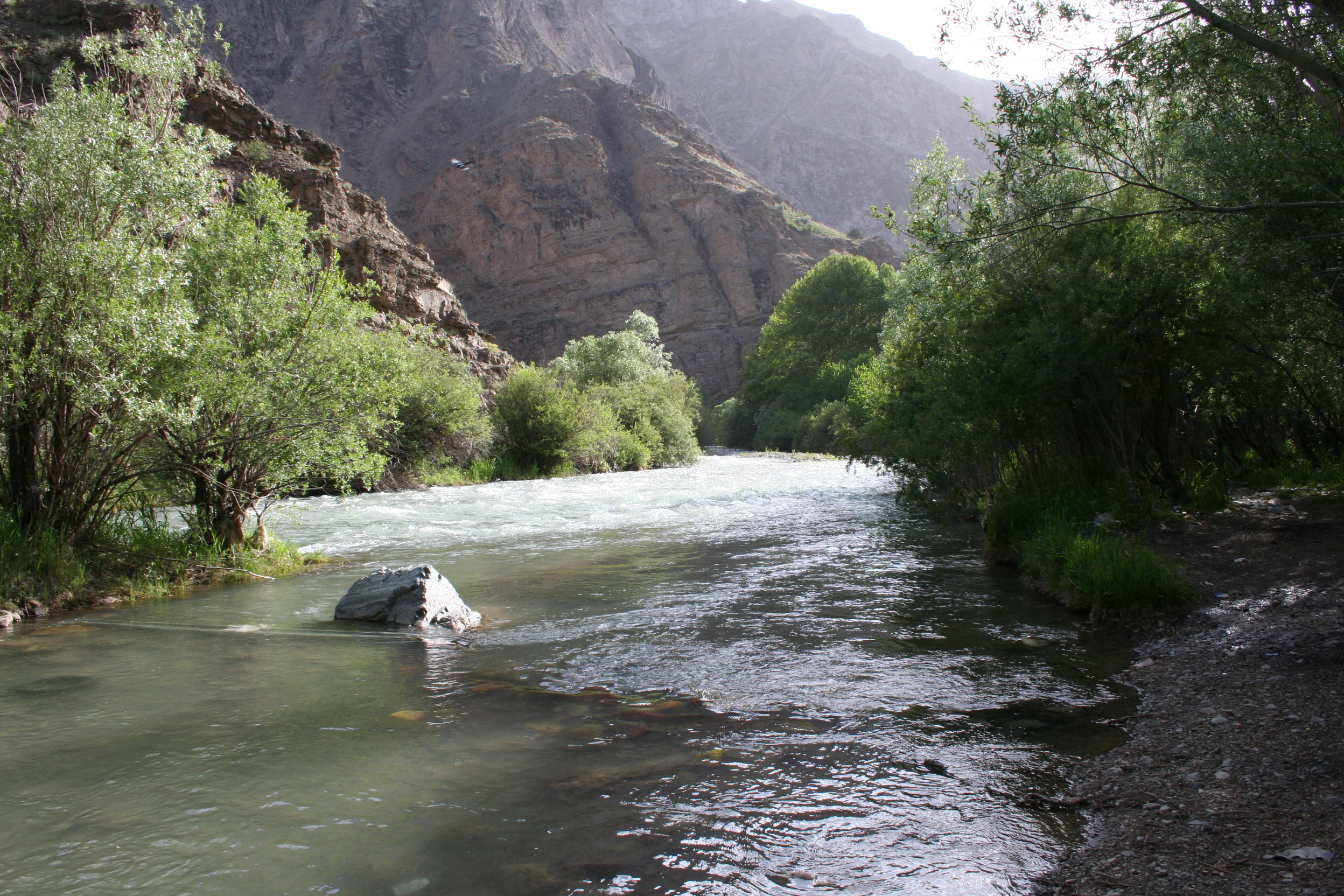
رودخانه کرج
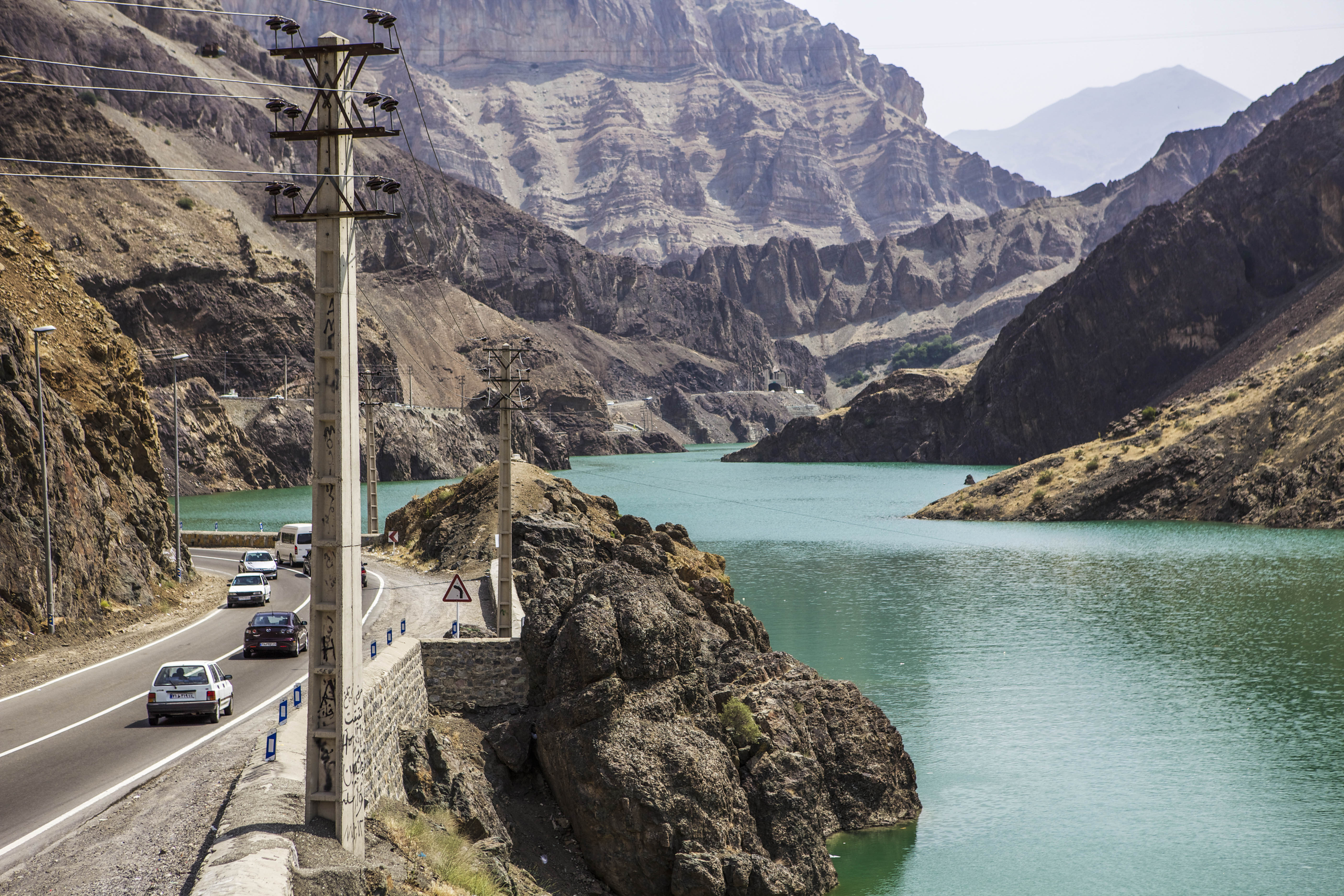
دریاچه سد کرج
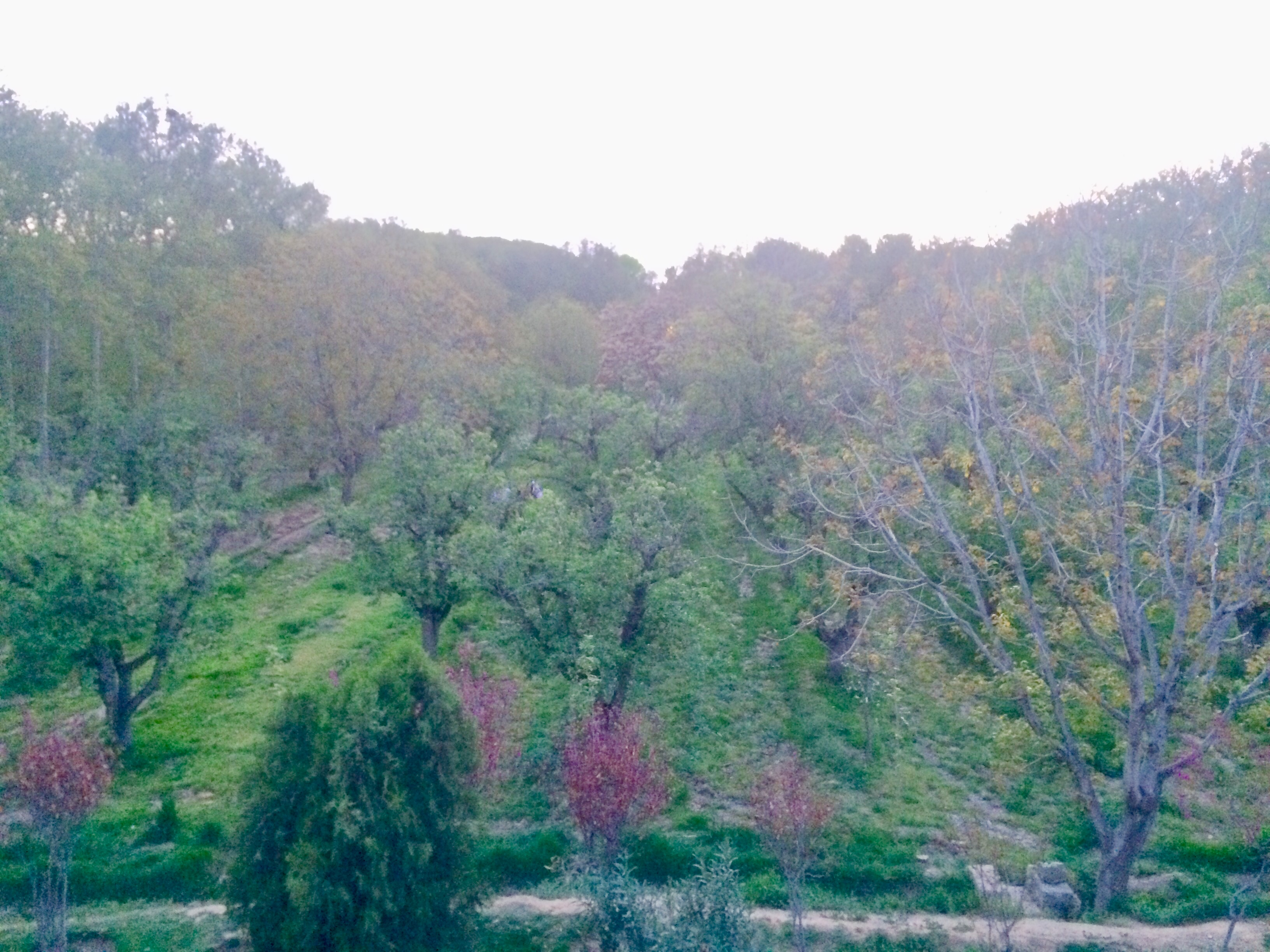
دورنمای باغ فاتح
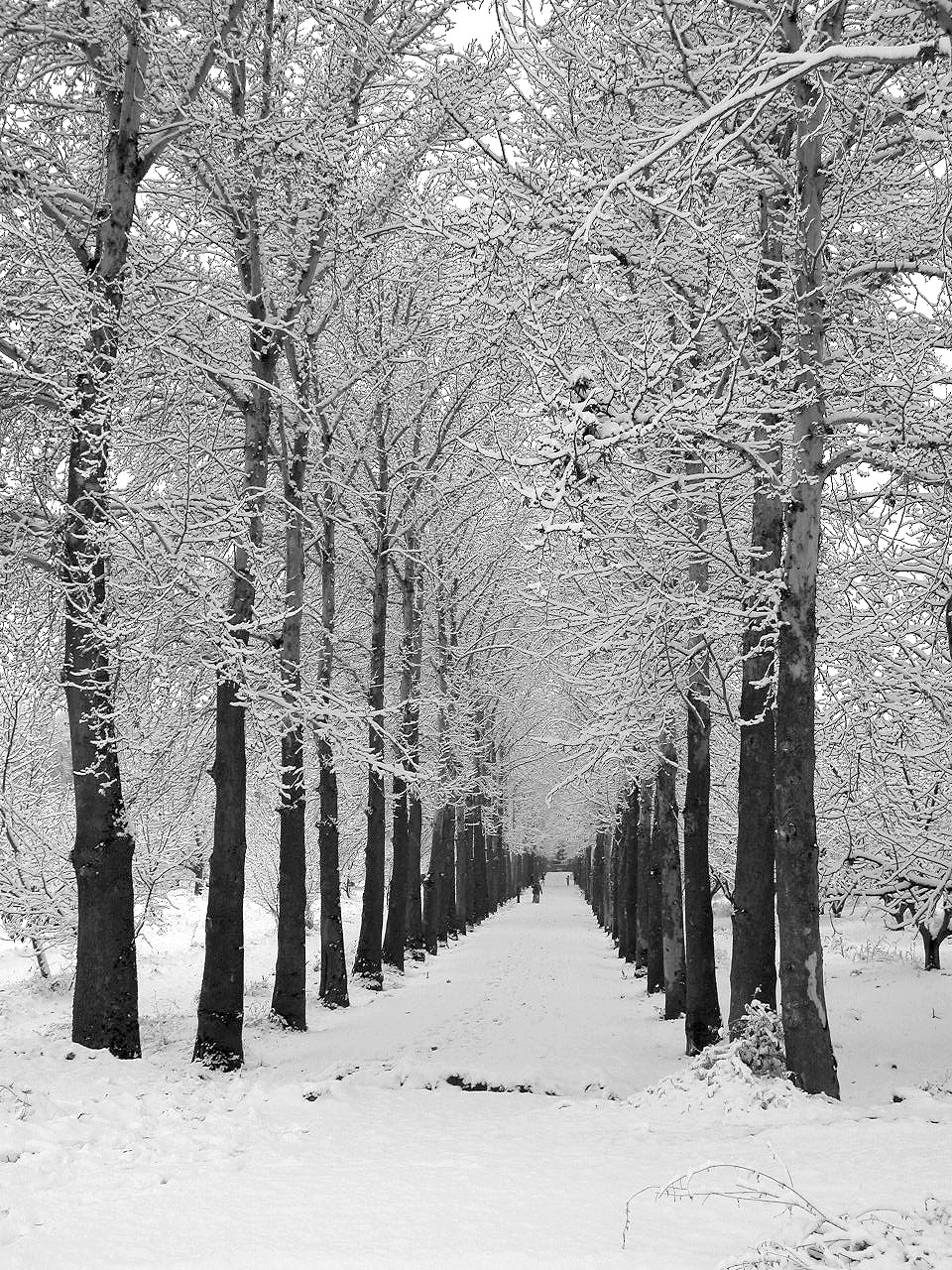
باغ فاتح در زمستان
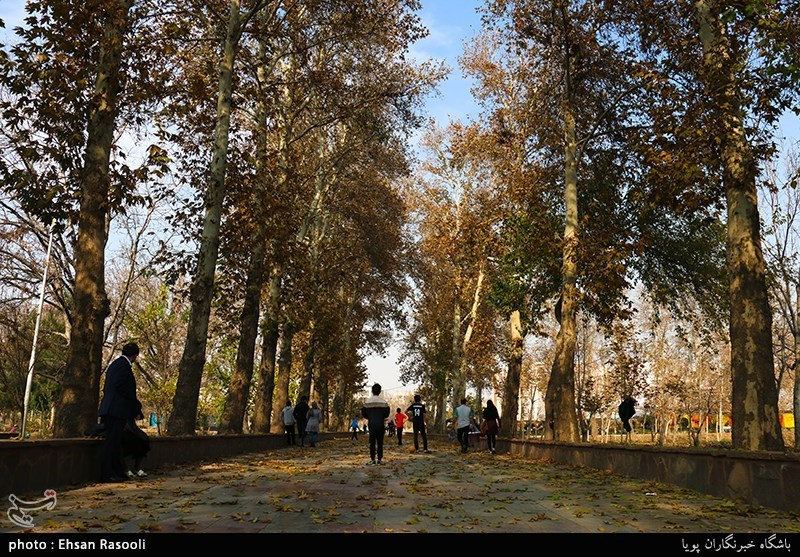
باغ فاتح در پاییز
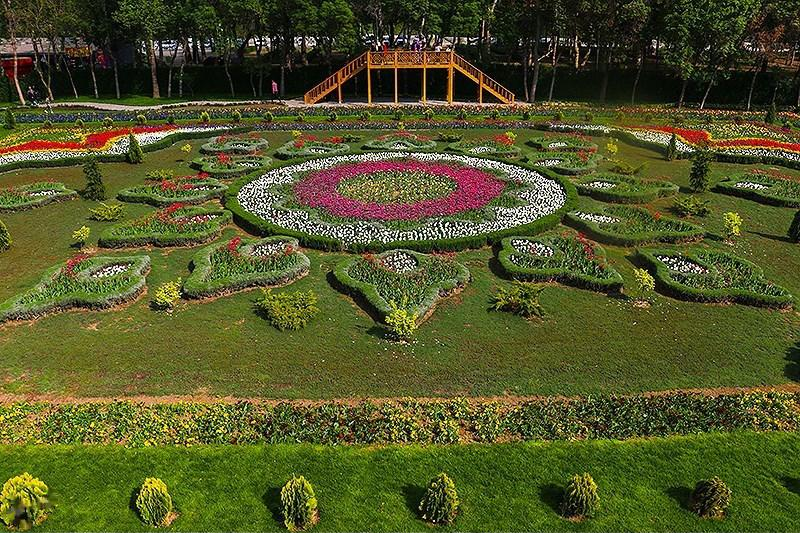
باغ گلها(لاله‌ها) - پارک چمران
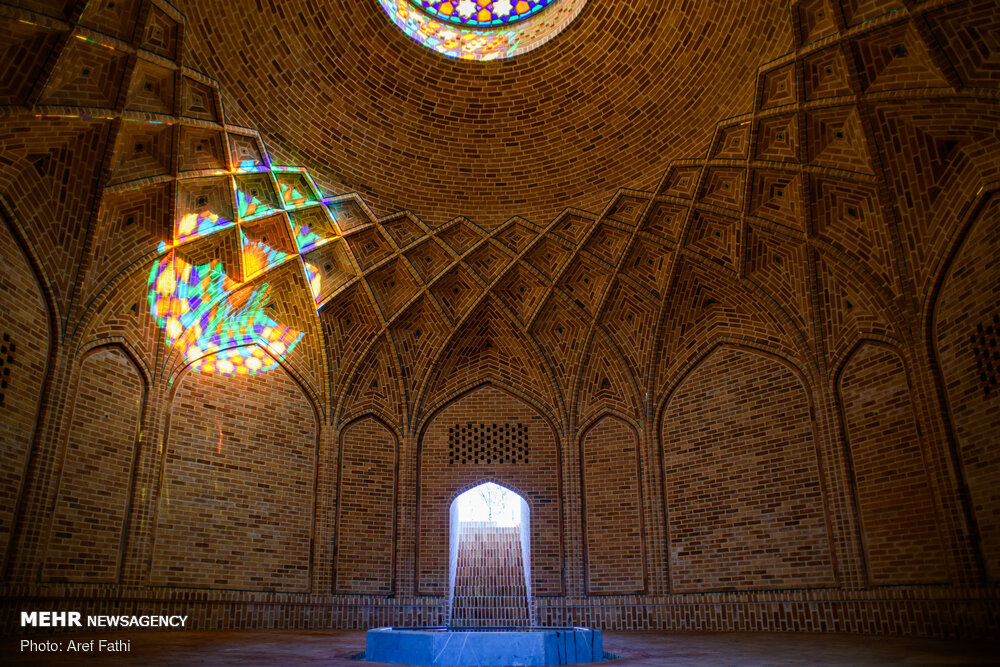
پارک ملی ایران کوچک
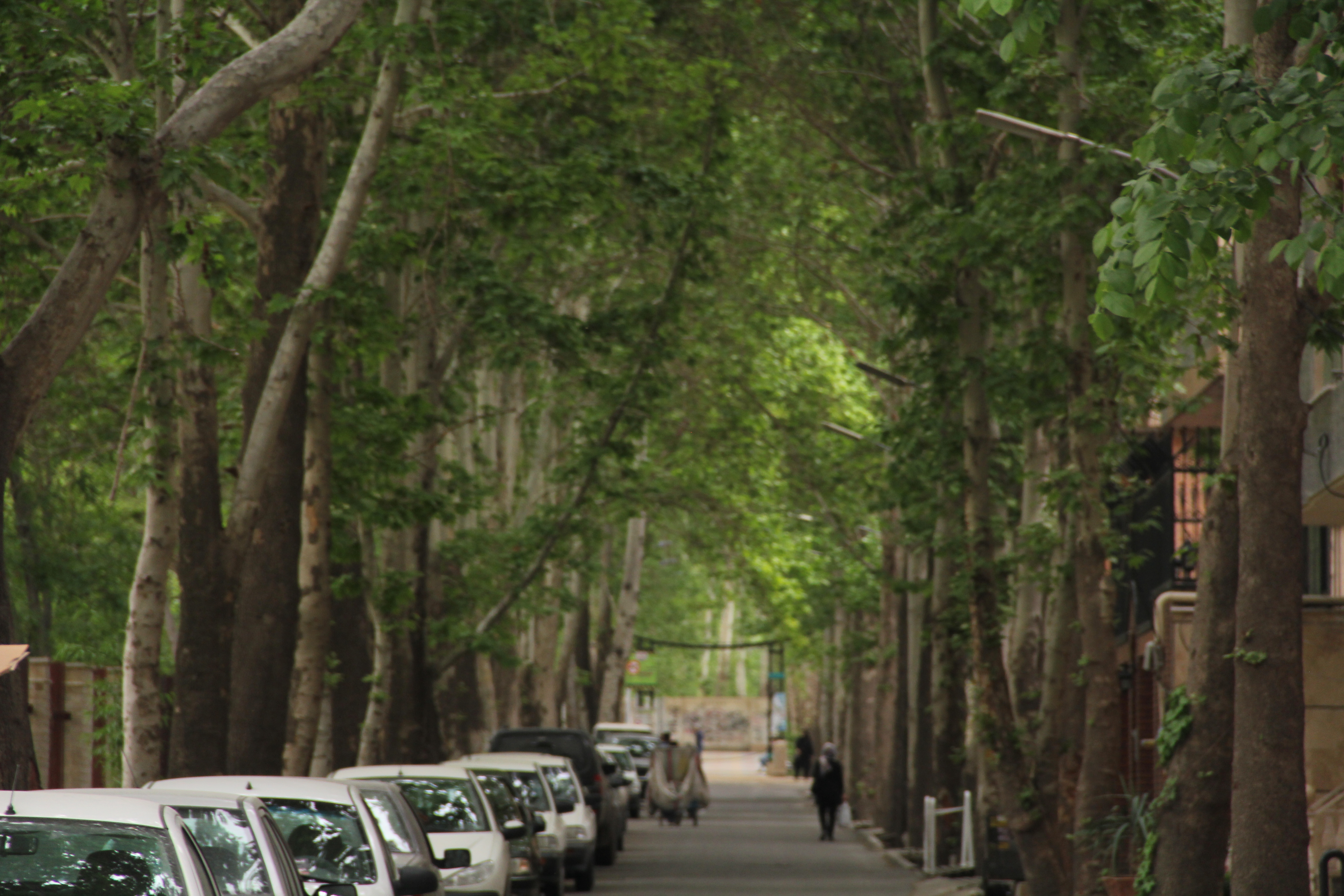
محله جهانشهر
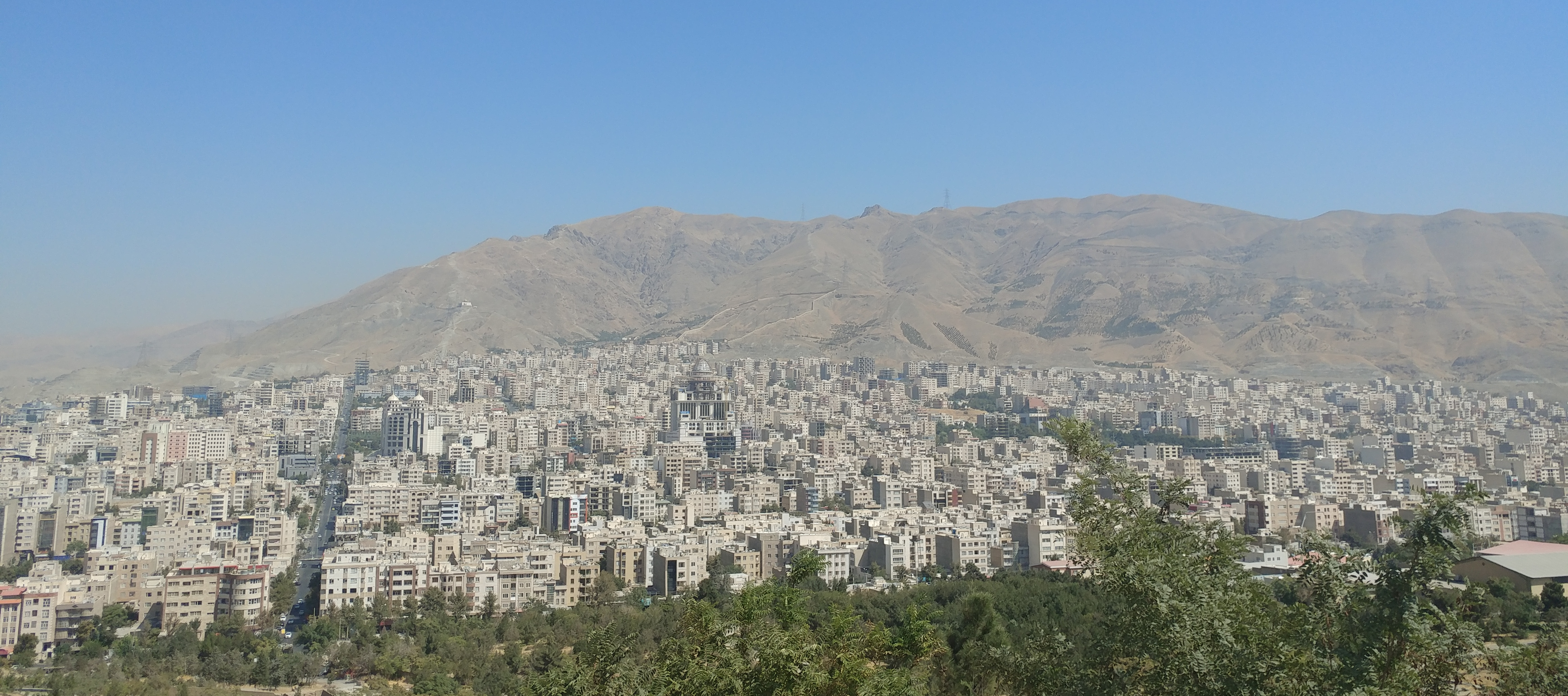
نمایی از عظیمیه
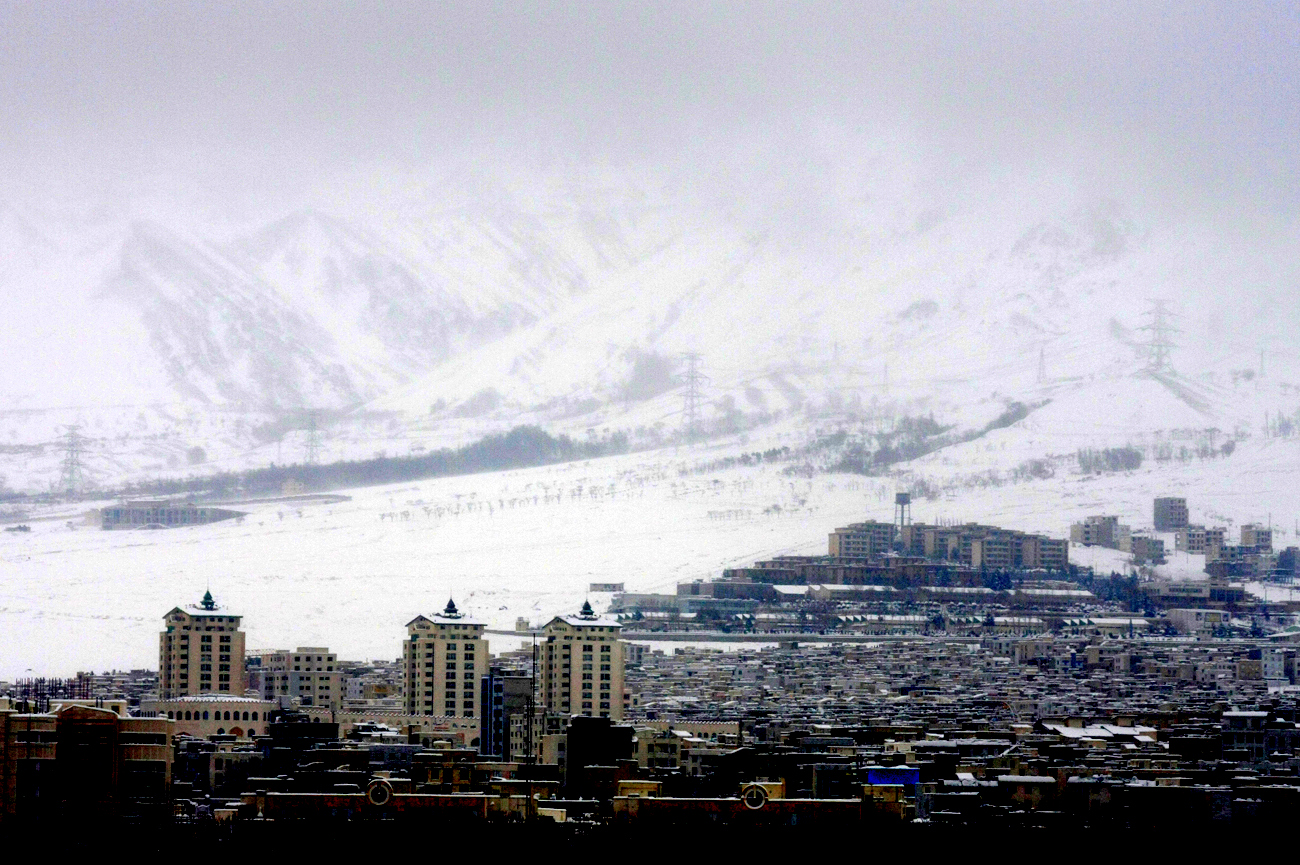
کرج در زمستان
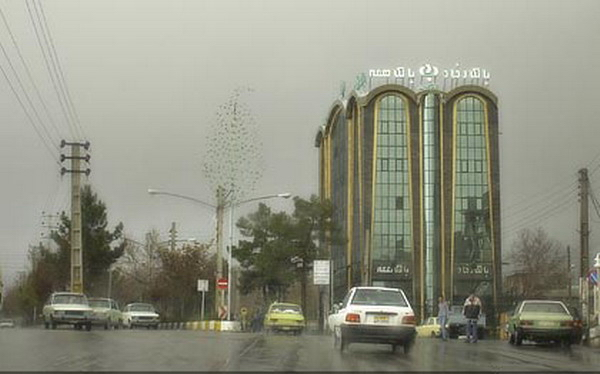
بلوار آزادی (سه باندی گوهردشت)
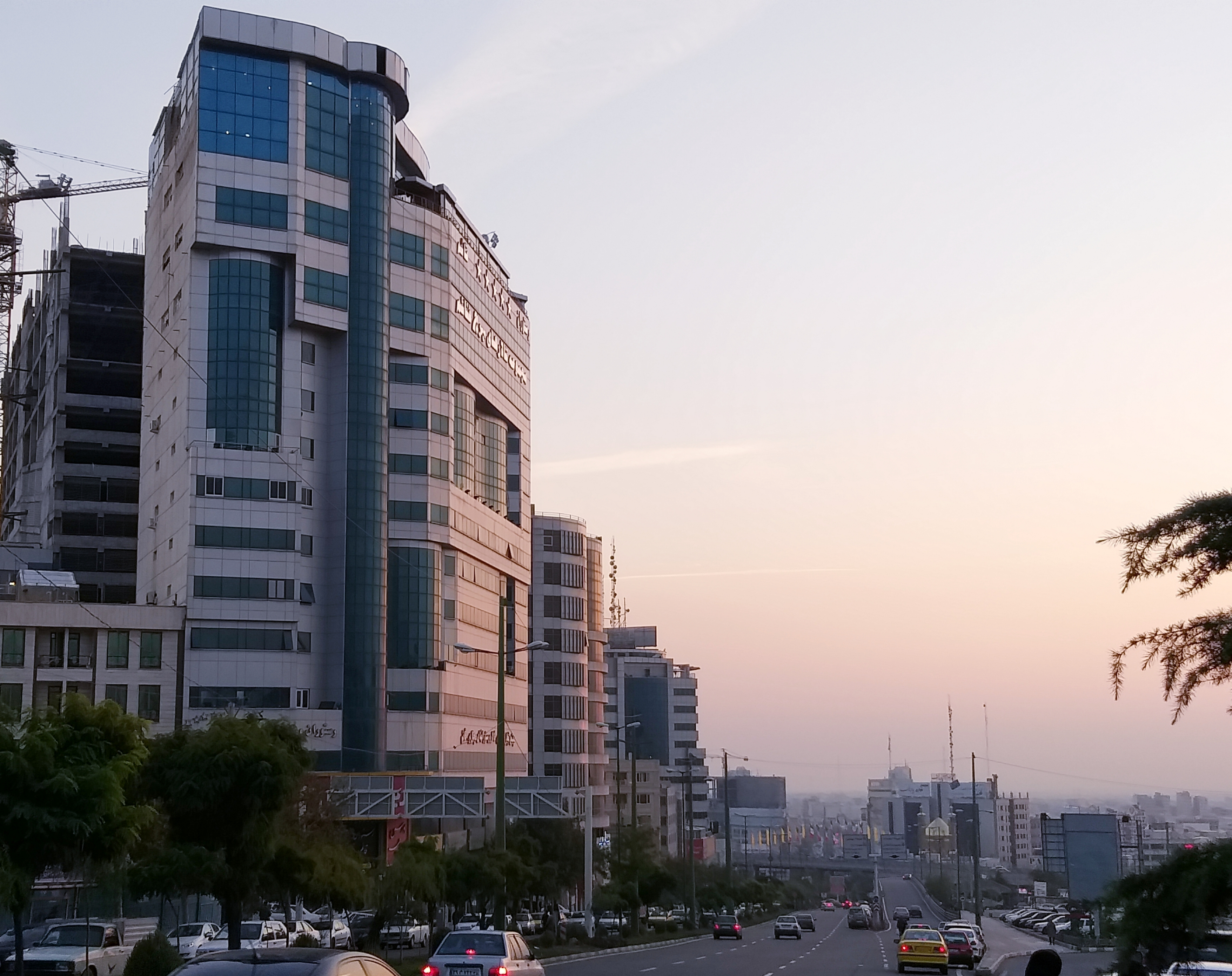
بلوار طالقانی شمالی
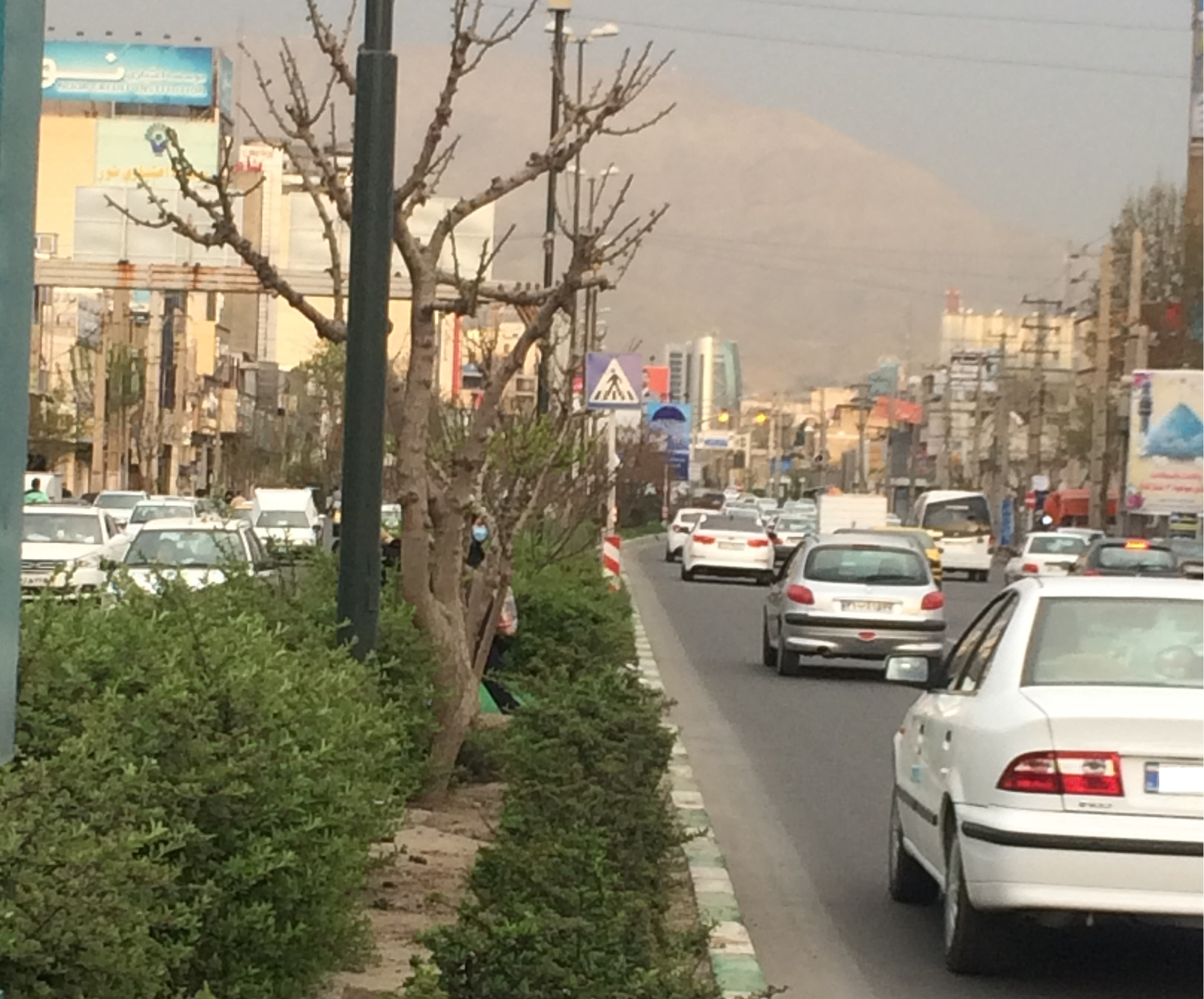
خیابان بهشتی
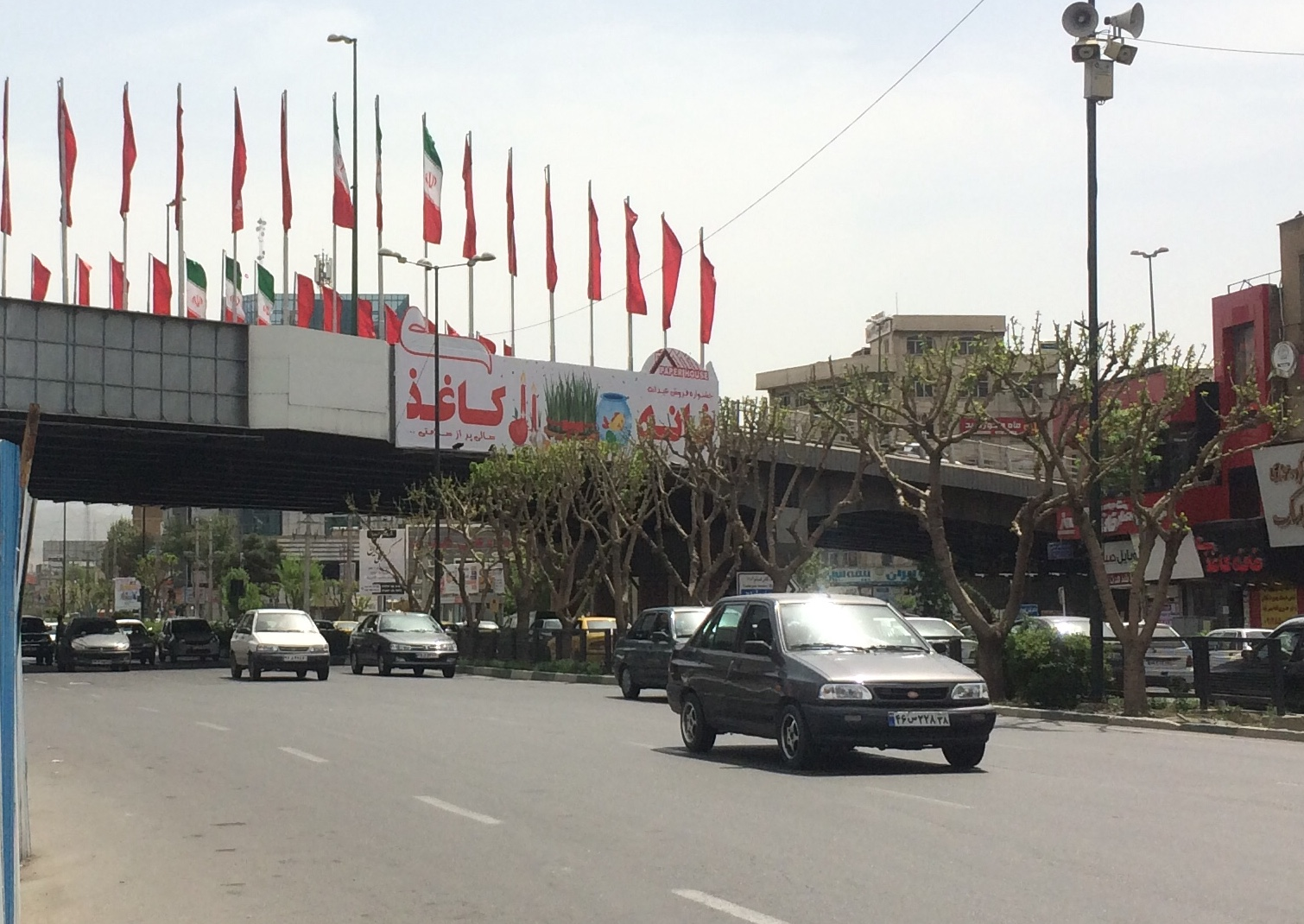
پل سه‌راه گوهردشت
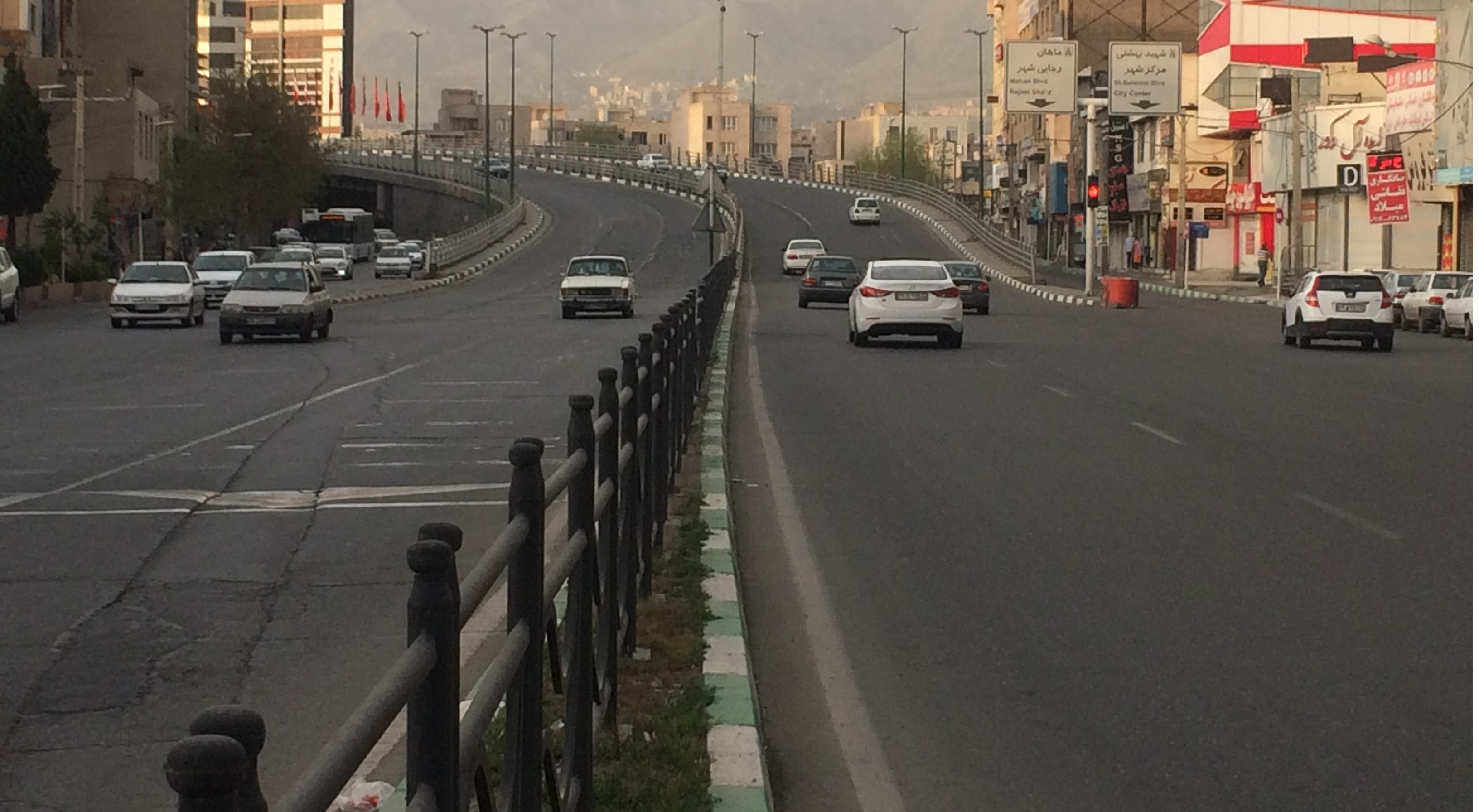
انتهای شمالی بزرگراه یادگار امام
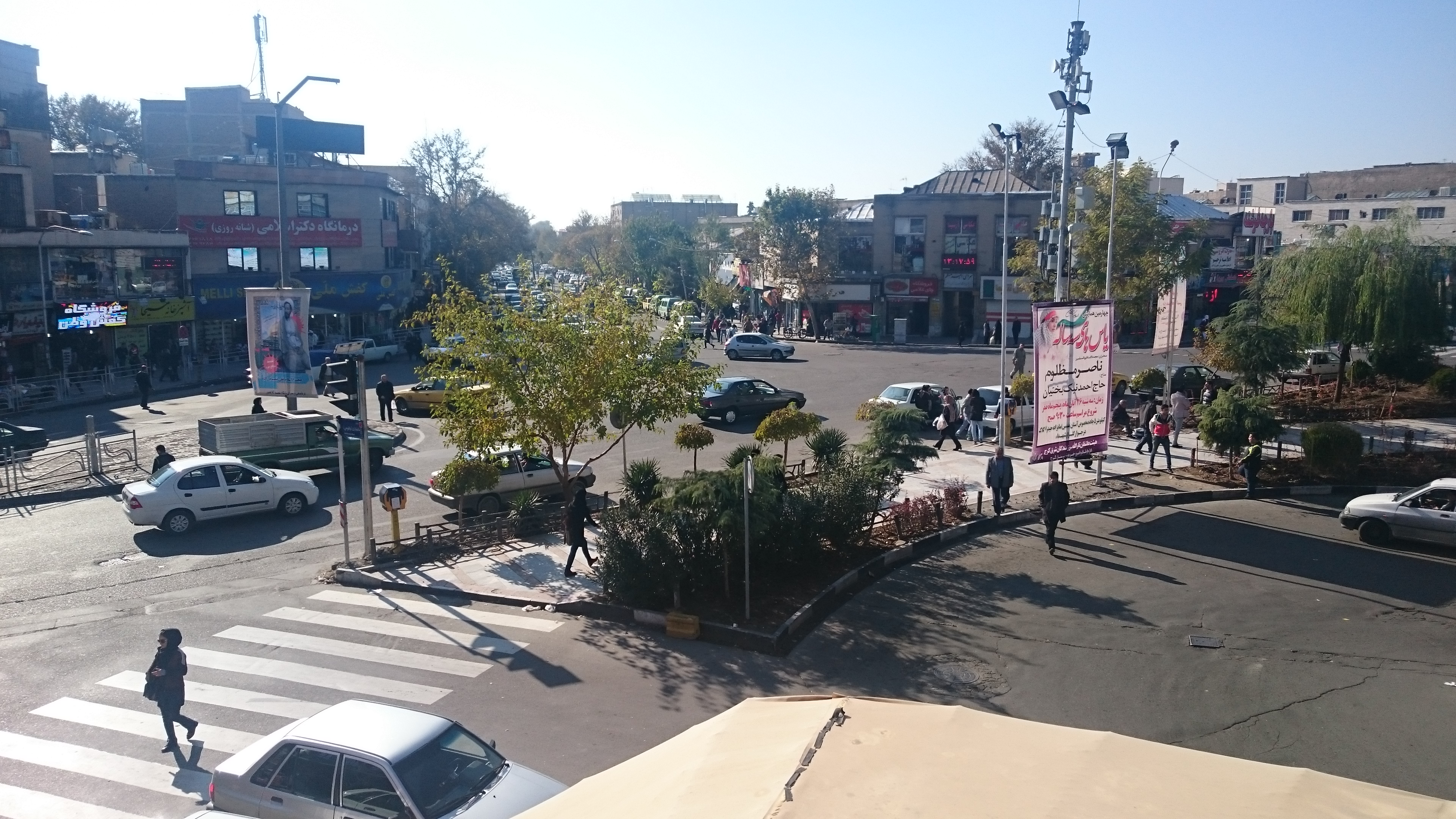
دورنمایی از چهارراه حضرت امام (میدان کرج و مرکز شهر)
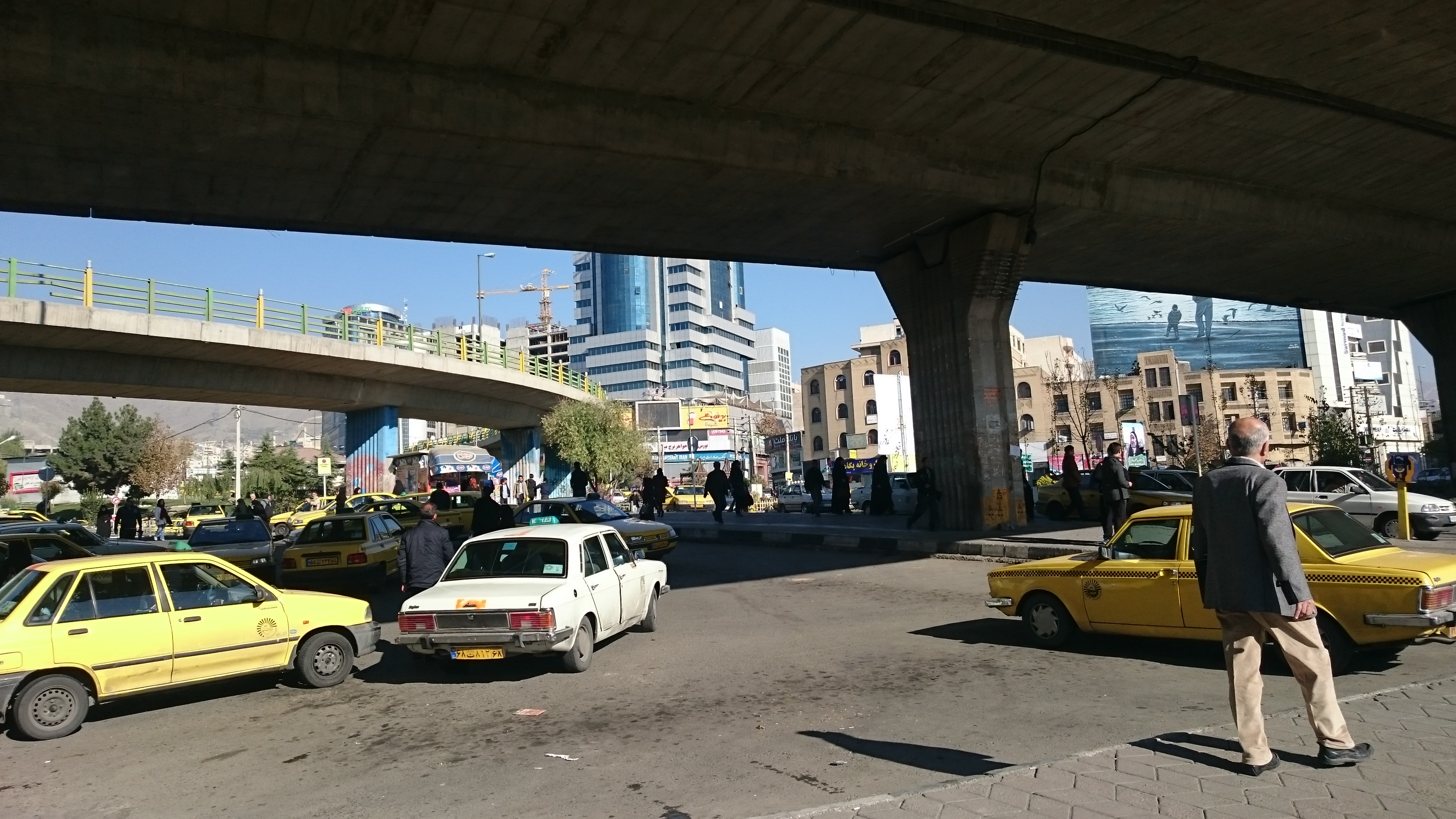
پل آزادگان
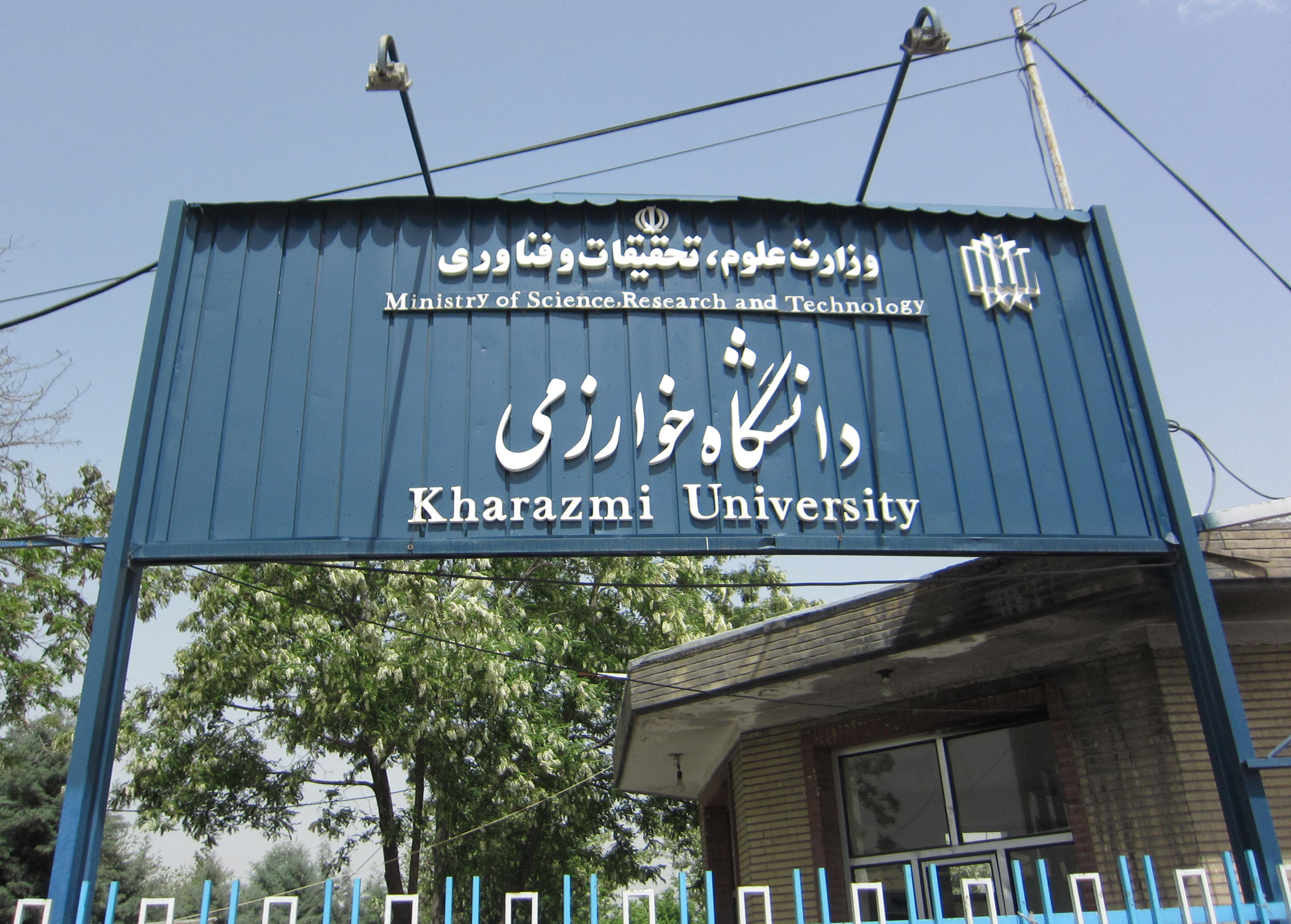
دانشگاه خوارزمی کرج
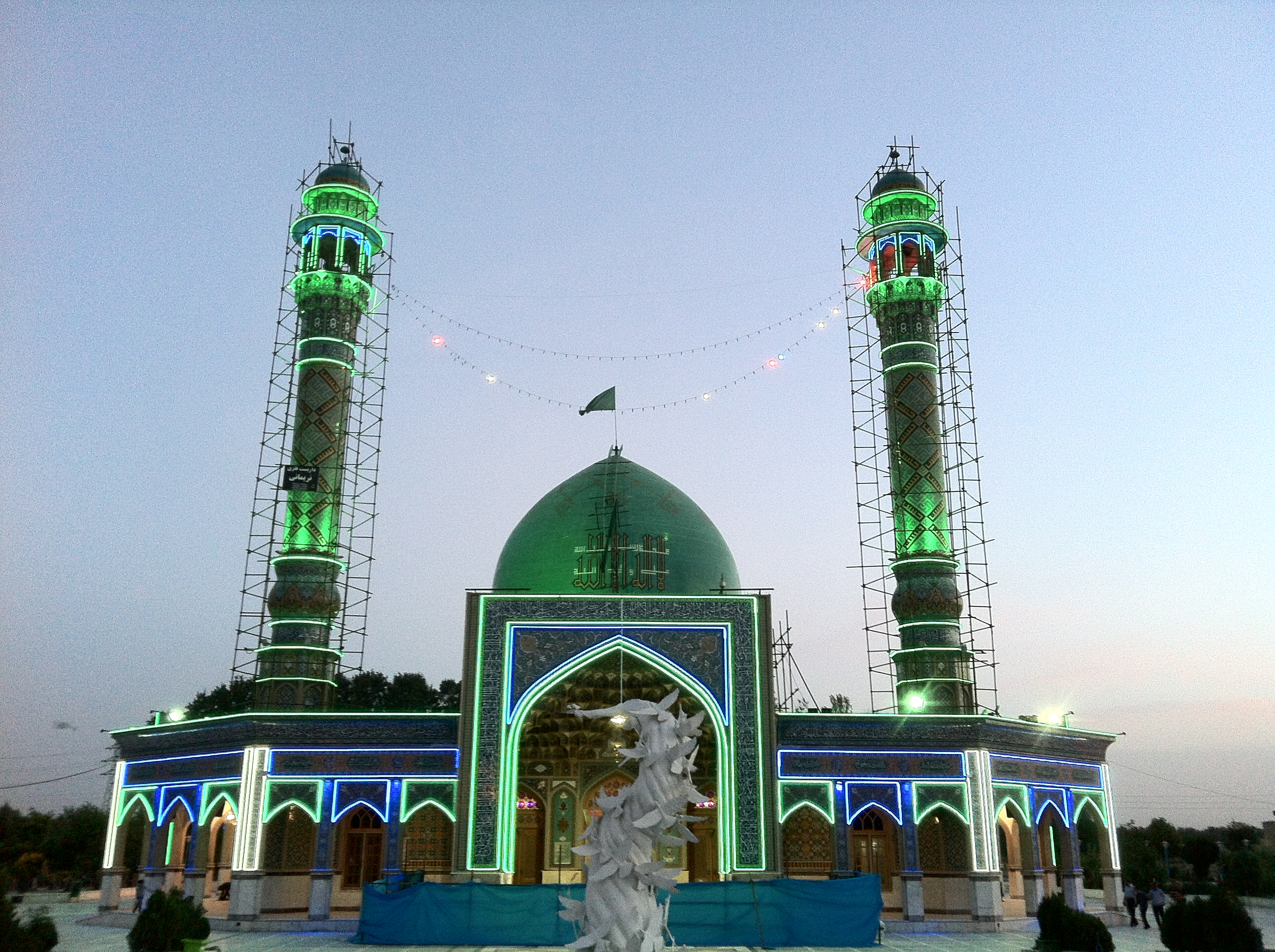
امامزاده طاهر کرج
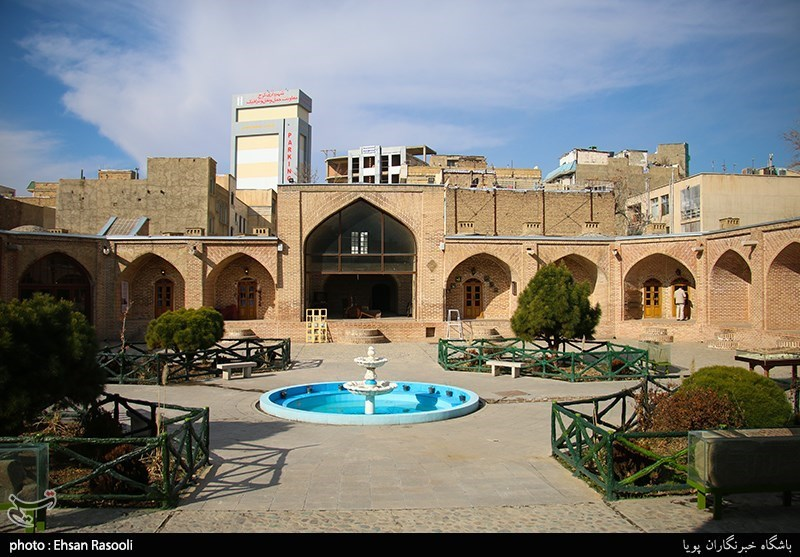
کاروانسرای شاه‌عباسی